# Códice Borgia

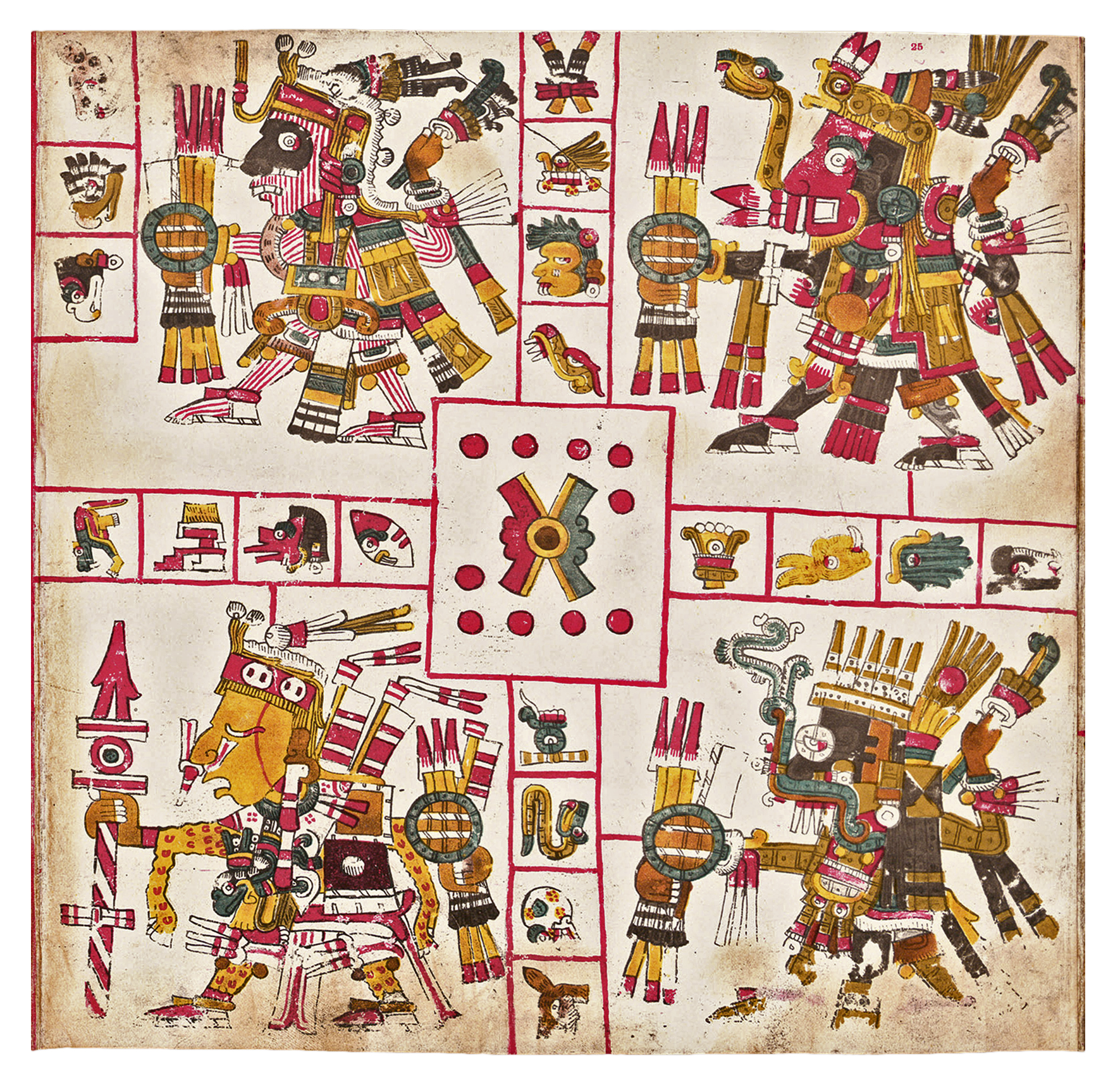
La página 25 del códice Borgia

El Códice Borgia (Bibl. Vat., Borg.mess.1), también conocido como Codex Borgianus, Manuscrit de Veletri, y Códice Yohualli Ehecatl, es un códice precolombino con contenido calendárico y ritual, que data del Posclásico tardío (900-1521 d. C.) Lleva el nombre del cardenal italiano del siglo XVIII, Stefano Borgia, que lo poseía antes de que fuera adquirido por la Biblioteca Vaticana después de la muerte del cardenal en 1804. 
El Códice Borgia da nombre al llamado Grupo Borgia de códices precolombinos. Se considera una de las fuentes más importantes para el estudio de los dioses, el ritual, la adivinación, el calendario, la religión y la iconografía del centro de México. Es uno de los pocos códices que se considera fue fabricado antes de la conquista española de México, quizás cerca de Cholula, Tlaxcala, Huejotzingo o la región mixteca de Puebla u Oaxaca. Su afiliación étnica no está clara y podría haber sido producida por los nahuas de Tlaxcala o Cholula, o por los mixtecos.

## Historia
El Códice Borgia fue llevado a Europa en algún momento durante el período colonial español. Se menciona por primera vez como parte de las colecciones del Cardenal Stefano Borgia en Veletri, el Museo Borgianum Veliternum, número de catálogo 365, "Gran codice messicano in Pelle", donde fue valorado en 300 escudos. Después de la muerte de Borgia, estos objetos pasaron a ser propiedad de la Sagrada Congregación para la Propagación de la Fe, que creó un museo borgiano propio dentro de su sede en el Palazzo di Propaganda Fide. Las historias sobre el códice antes de su adquisición por Borgia son difíciles de verificar: la tradición oral en la Congregación afirma que fue salvado en 1762 de un auto de fe en Ciudad de México, mientras que el barón von Humboldt menciona que pertenecía a la familia Giustiniani, finalmente cayendo en manos de sirvientes negligentes que dañaron el manuscrito con fuego, sólo para ser salvados por Borgia. El 21 de abril de 1902, la colección de Borgia se trasladó a la Biblioteca Apostólica del Vaticano, donde se encuentra actualmente. Ha sido escaneado digitalmente y puesto a disposición del público.

## Discusión sobre su origen
Los códices mesoamericanos de contenido ritual, como el Borgia, no contienen nombres de personajes históricos, referencias a hechos o espacios geográficos, y tampoco glosas en castellano, como sucede con los códices coloniales, por tanto, es difícil señalar su origen preciso. Bruce Byland, documenta que en el verano de 1982 el Programa de Estudios de Dumbarton Oakes en Washington convocó a un coloquio de investigación con el objetivo de encontrar el lugar de origen del manuscrito. La opinión de los participantes se inclinaba por un área cercana a la Mixteca alta, en Oaxaca; otros autores, como Boone y Baena han señalado un posible origen en Cholula, Puebla. Estas hipótesis se basan en comparaciones estilísticas.

## Contenido
El códice consta de 28 secciones. La mayoría de las mismas están dedicadas a los diferentes aspectos del tonalpohualli, el calendario adivinatorio de México Central. En general, el códice muestra las asociaciones entre períodos de tiempo, dioses e 'imágenes mánticas' o iconografía con un contenido adivinatorio. La sección 13, que comprende las páginas 29-46, ha sido objeto de diferentes interpretaciones a lo largo de los años, entre las que la que afirma que describe una serie de rituales es la más consensuada. El resumen que se ofrece aquí sigue la división propuesta por Karl Anton Nowotny.

### Sección 1: Tonalpohualliin extenso(1–8)[10]
Las primeras ocho páginas enumeran los 260 signos de día del tonalpohualli, cada trecena o división de 13 días forma una fila horizontal que abarca dos páginas. Ciertos días están marcados con un símbolo de huella con un propósito desconocido. Las imágenes mánticas se colocan encima y debajo de los signos del día. Las secciones paralelas a ésta están contenidas en las primeras ocho páginas del Códice Cospi y el Códice Vaticano B. Sin embargo, mientras que el Códice Borgia se lee de derecha a izquierda, esos códices se leen de izquierda a derecha. Además, el Códice Cospi incluye los llamados Señores de la Noche junto con los signos del día (ver Sección 3).

Sección 1 del Códice Borgia
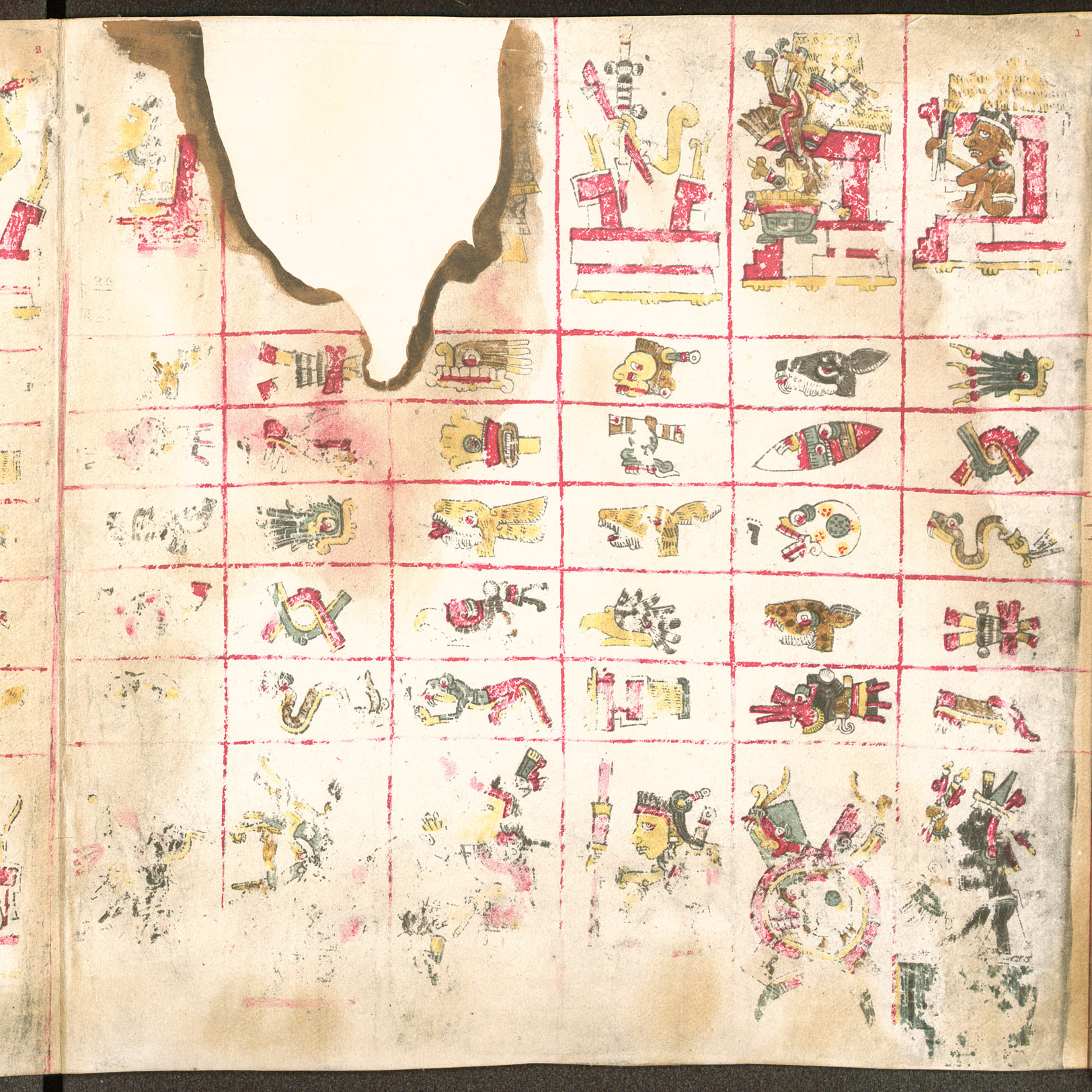
Página 1
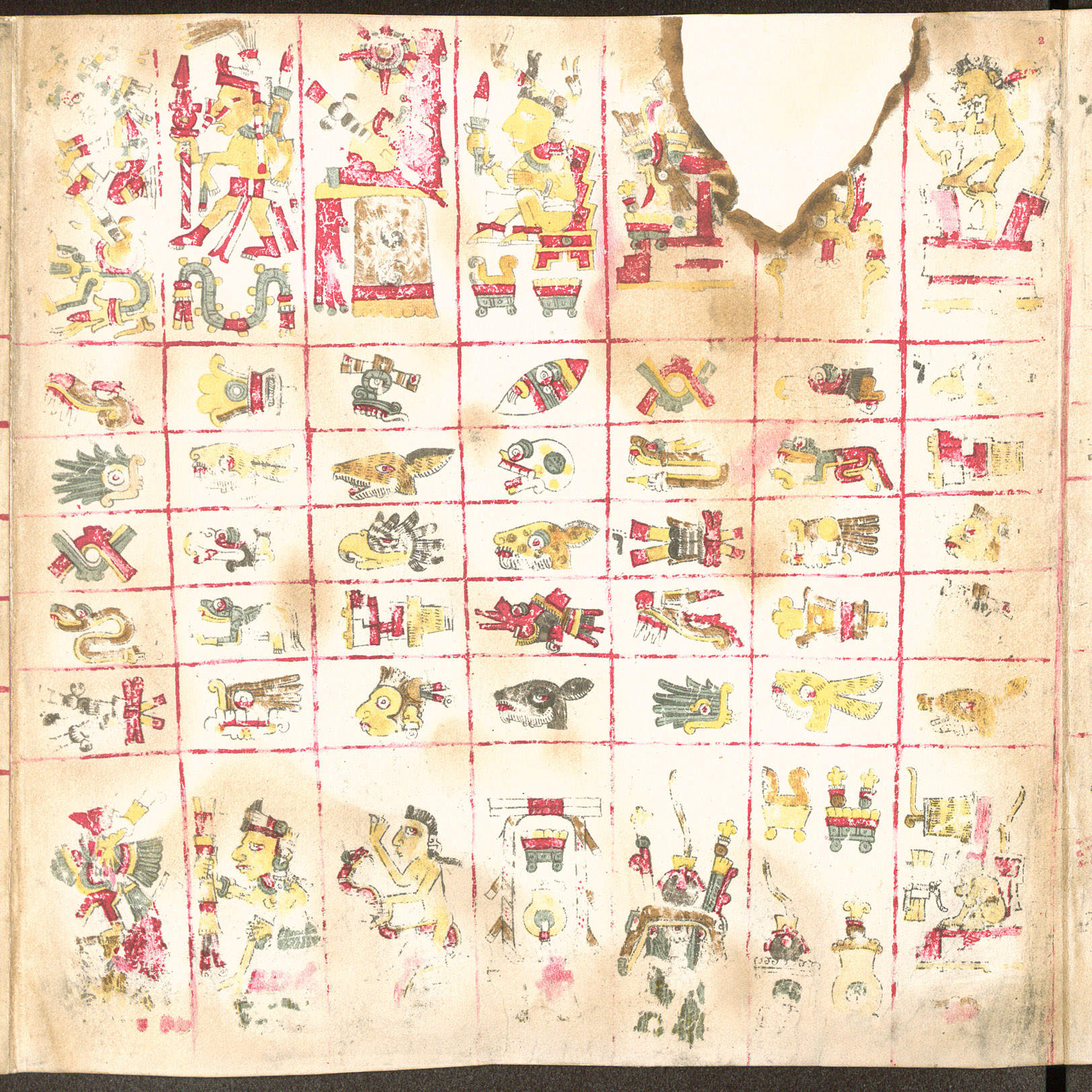
Página 2
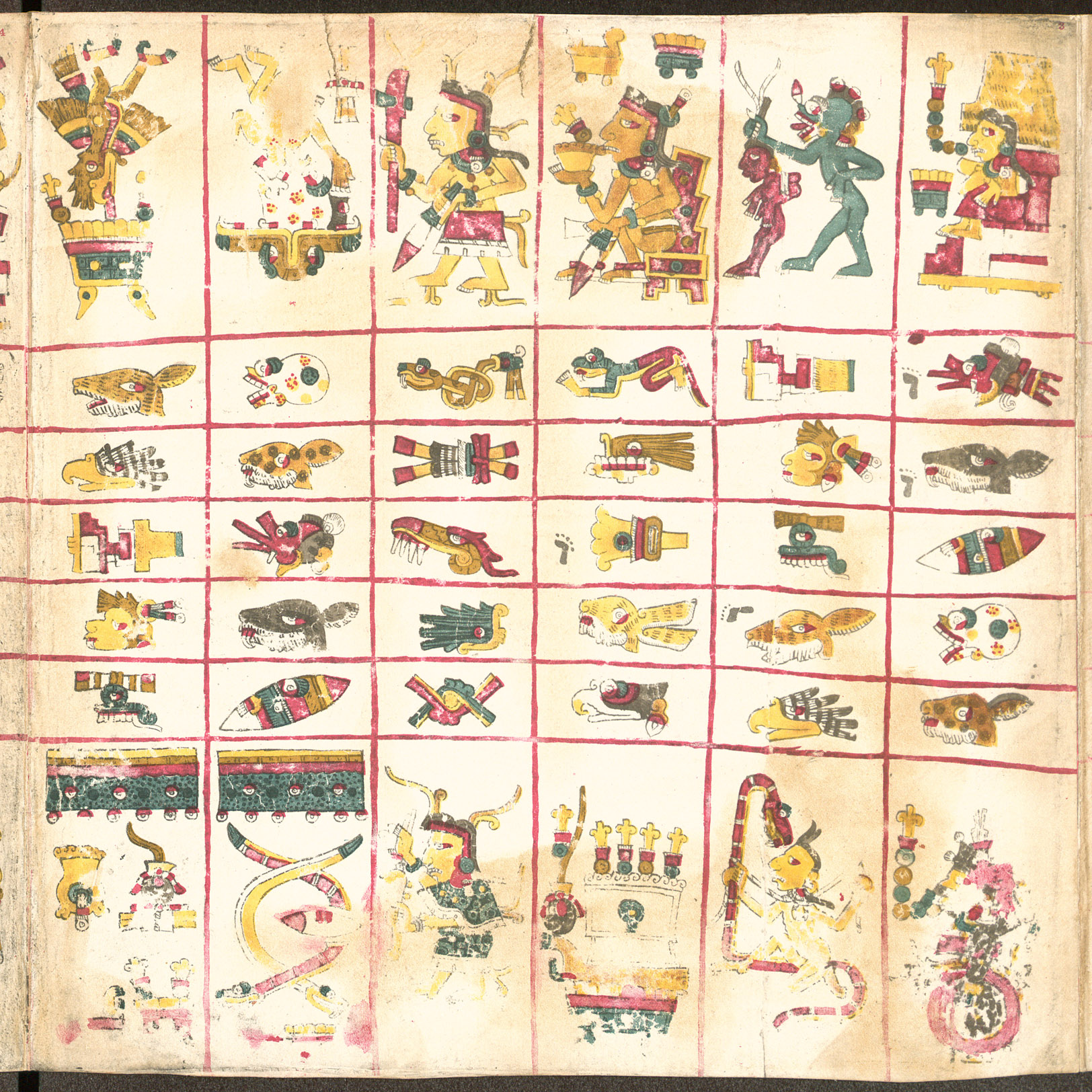
Página 3
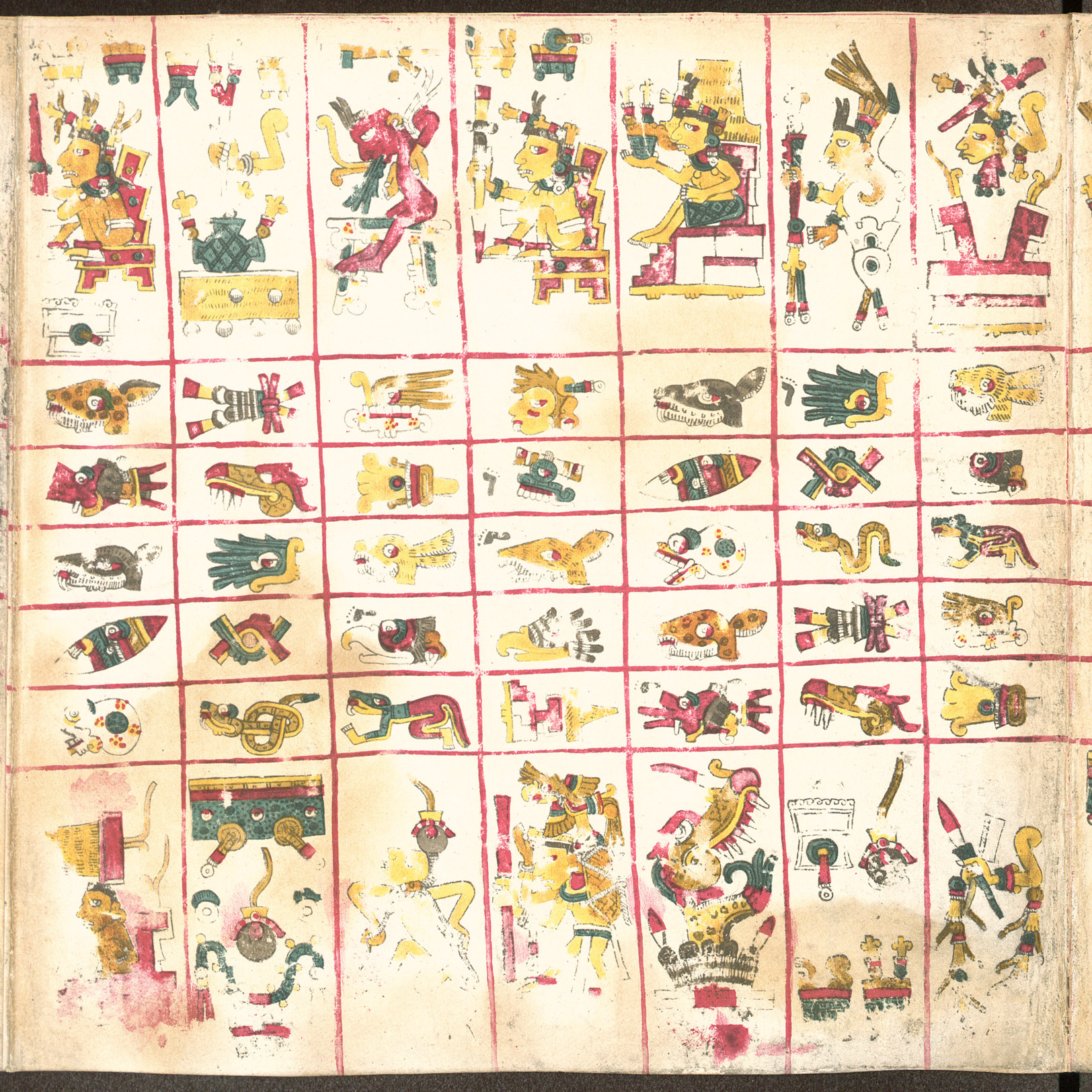
Página 4
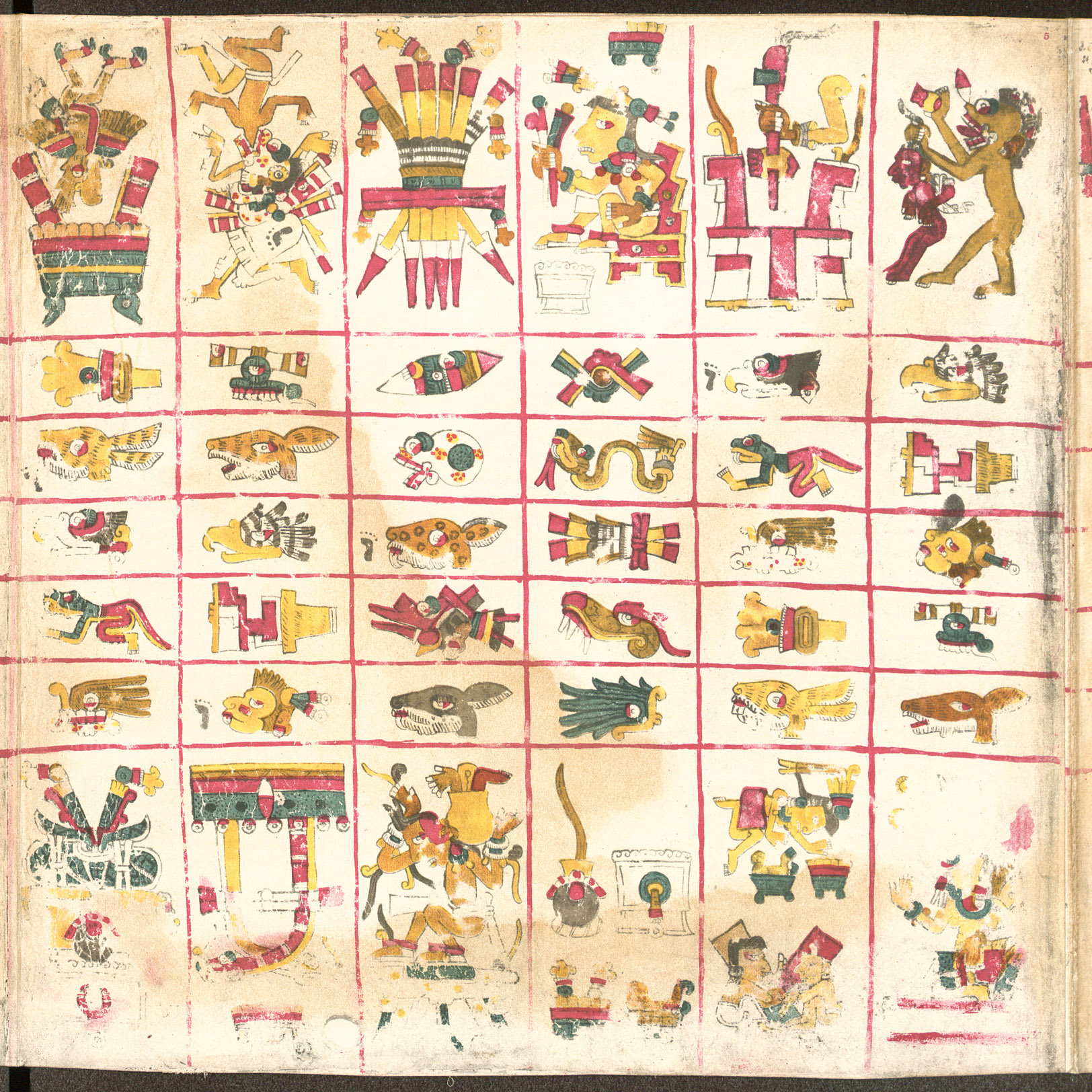
Página 5
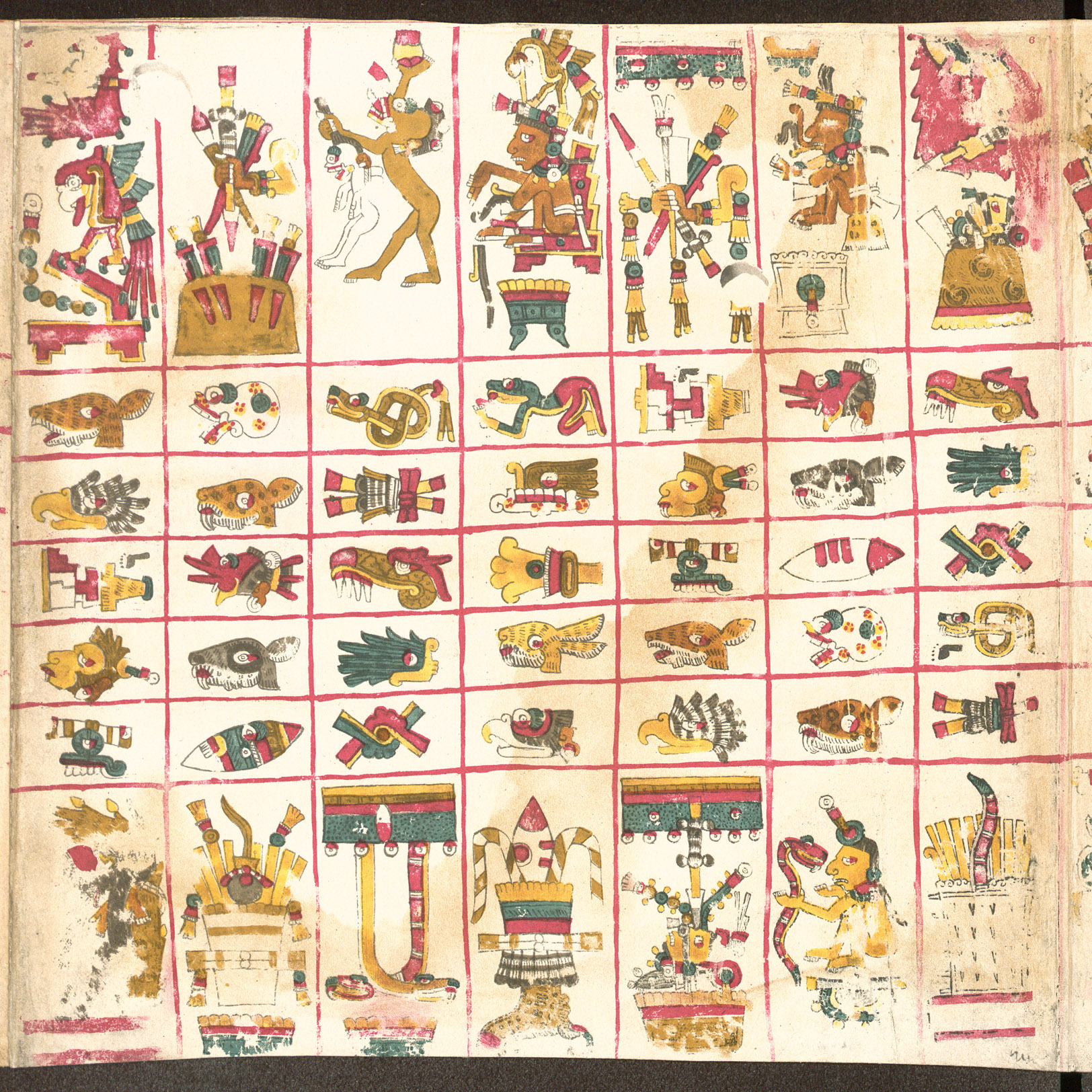
Página 6
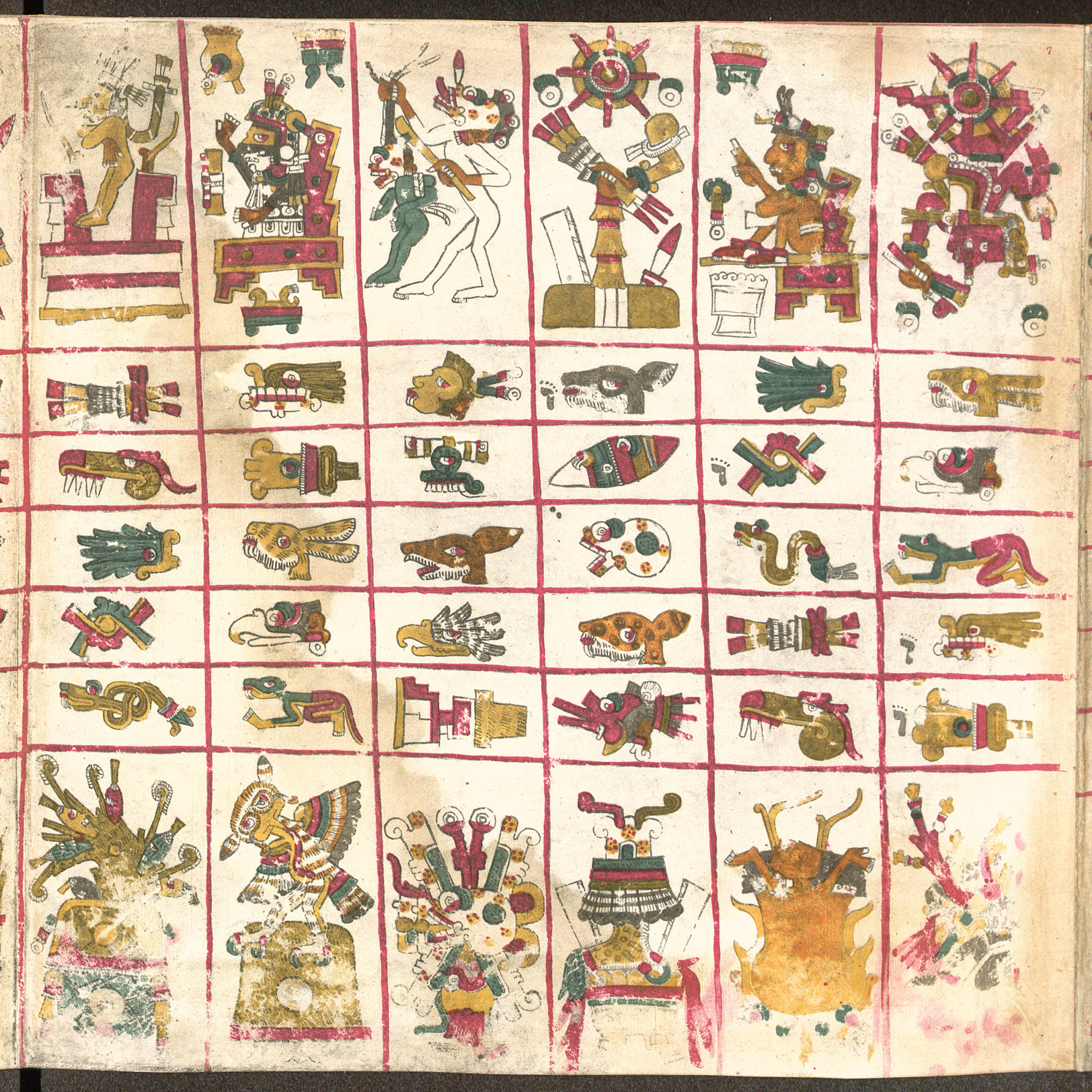
Página 7
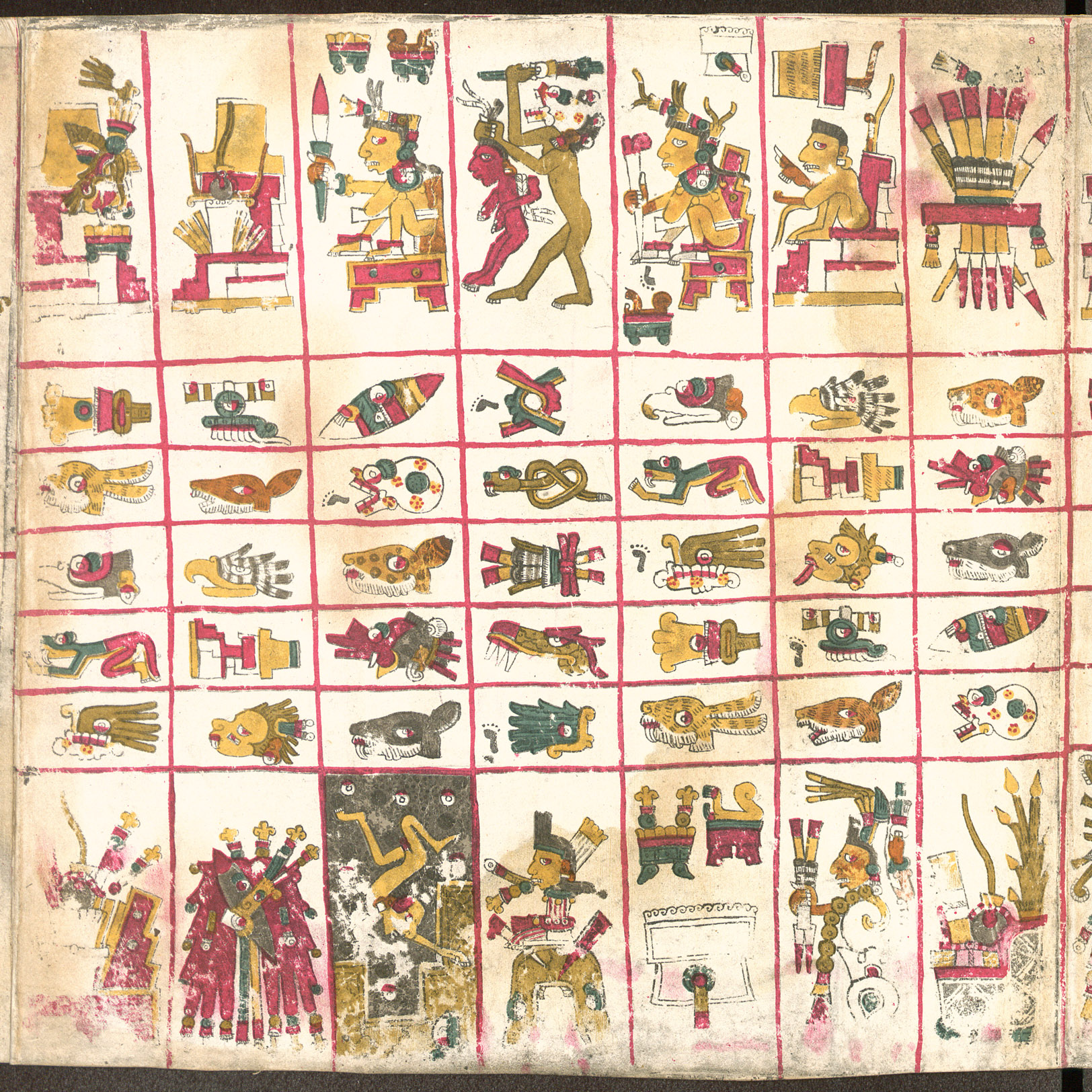
Página 8

### Sección 2: Los signos de los primeros 20 días con su dioses regentes (9–13)
Las páginas 9 a 13 se dividen en cuatro cuartos. Cada trimestre contiene uno de los signos de veinte días, su deidad patrona y los símbolos mánticos asociados, presumiblemente como pronósticos para los individuos nacidos en cada uno de esos signos. La lista es la siguiente:
1. Caimán, Tonacatecuhtli
2. Viento, Ehecatl
3. Casa, Tepeyollotl
4. Lagarto, Huehuecoyotl
5. Serpiente, Chalchiuhtlicue
6. Muerte, Metztli
7. Ciervo, Tlaloc
8. Conejo, Mayahuel
9. Agua, Xiuhtecuhtli
10. Perro, Mictlantecuhtli
11. Mono, Xochipilli
12. Hierba, Patecatl
13. Caña, Itztlacoliuhqui
14. Jaguar, Tlazoltéotl
15. Águila, Xipe Totec
16. Buitre, Itzpapalotl
17. Movimiento, Xolotl
18. Pedernal, Chalchiuhtotolin
19. Lluvia, Tonatiuh
20. Flor, Xochiquetzal

Sección 2 del Códige Borgia
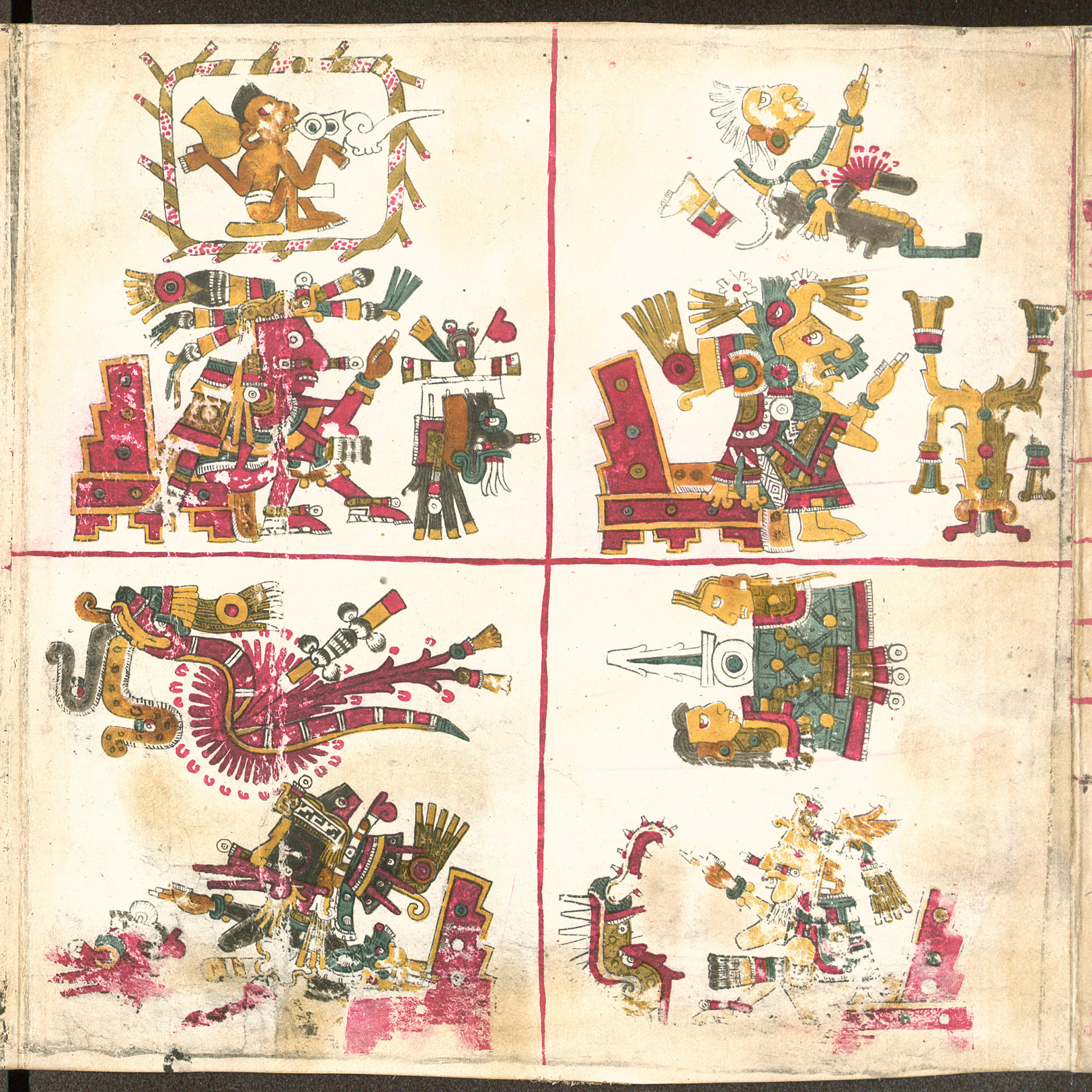
Página 9
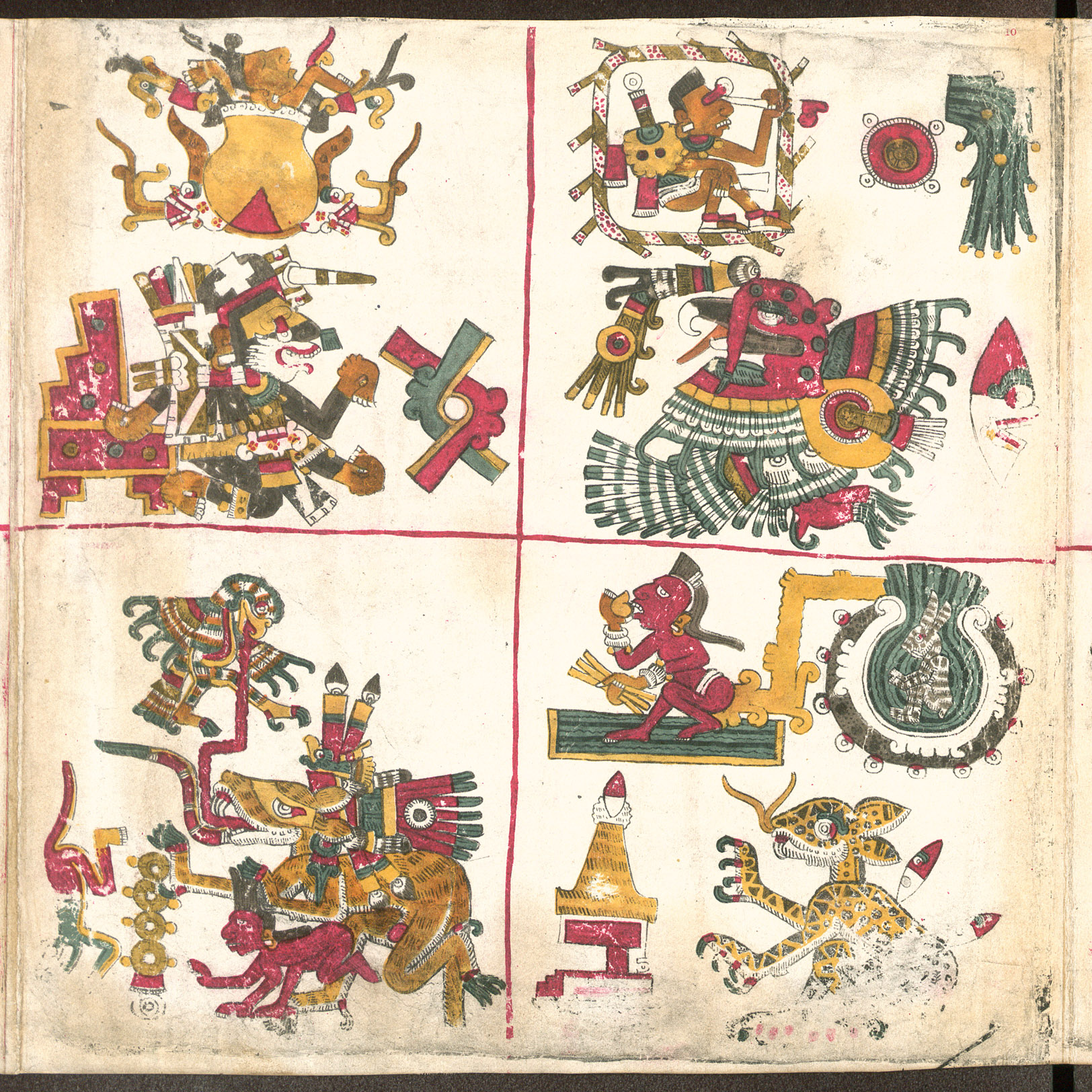
Página 10
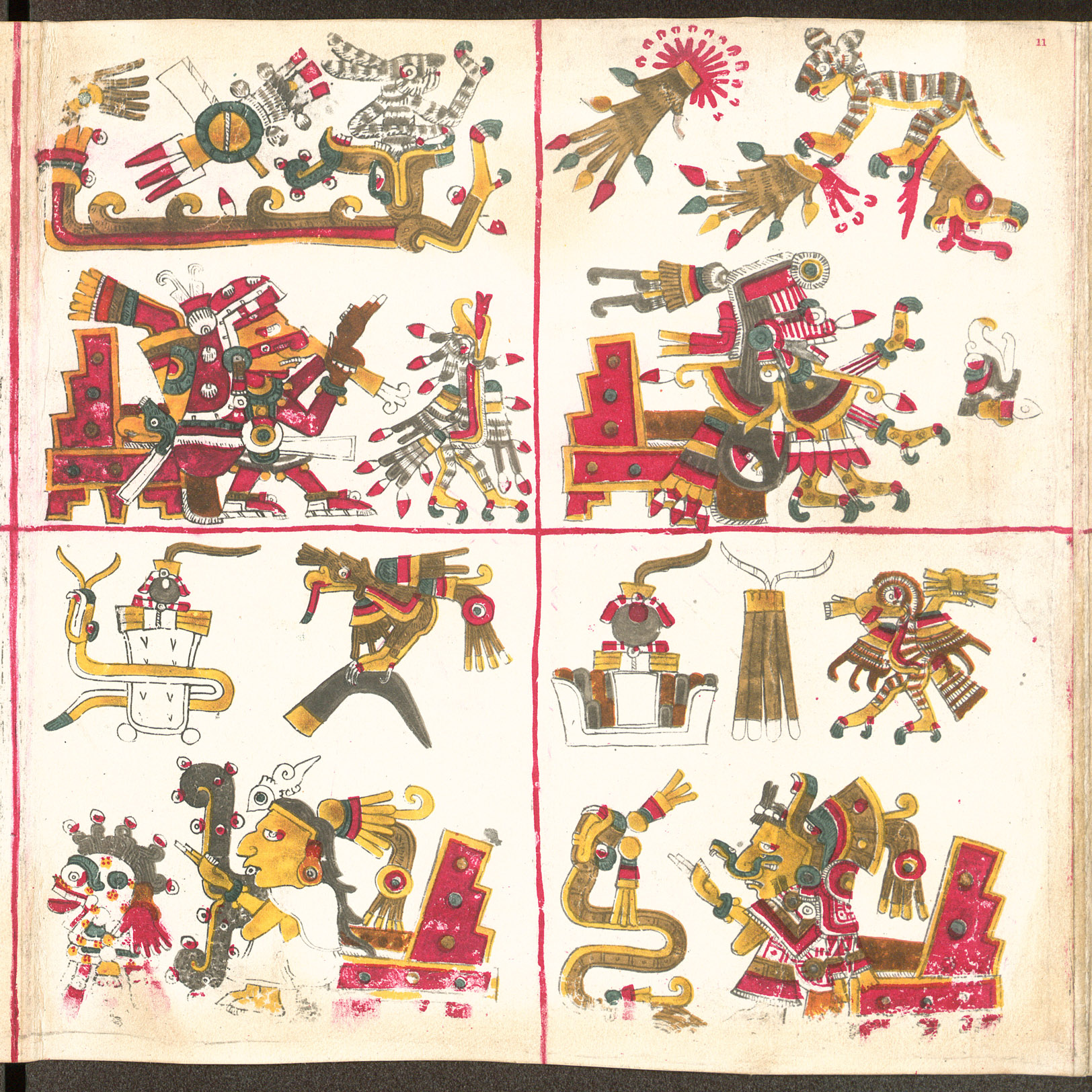
Página 11
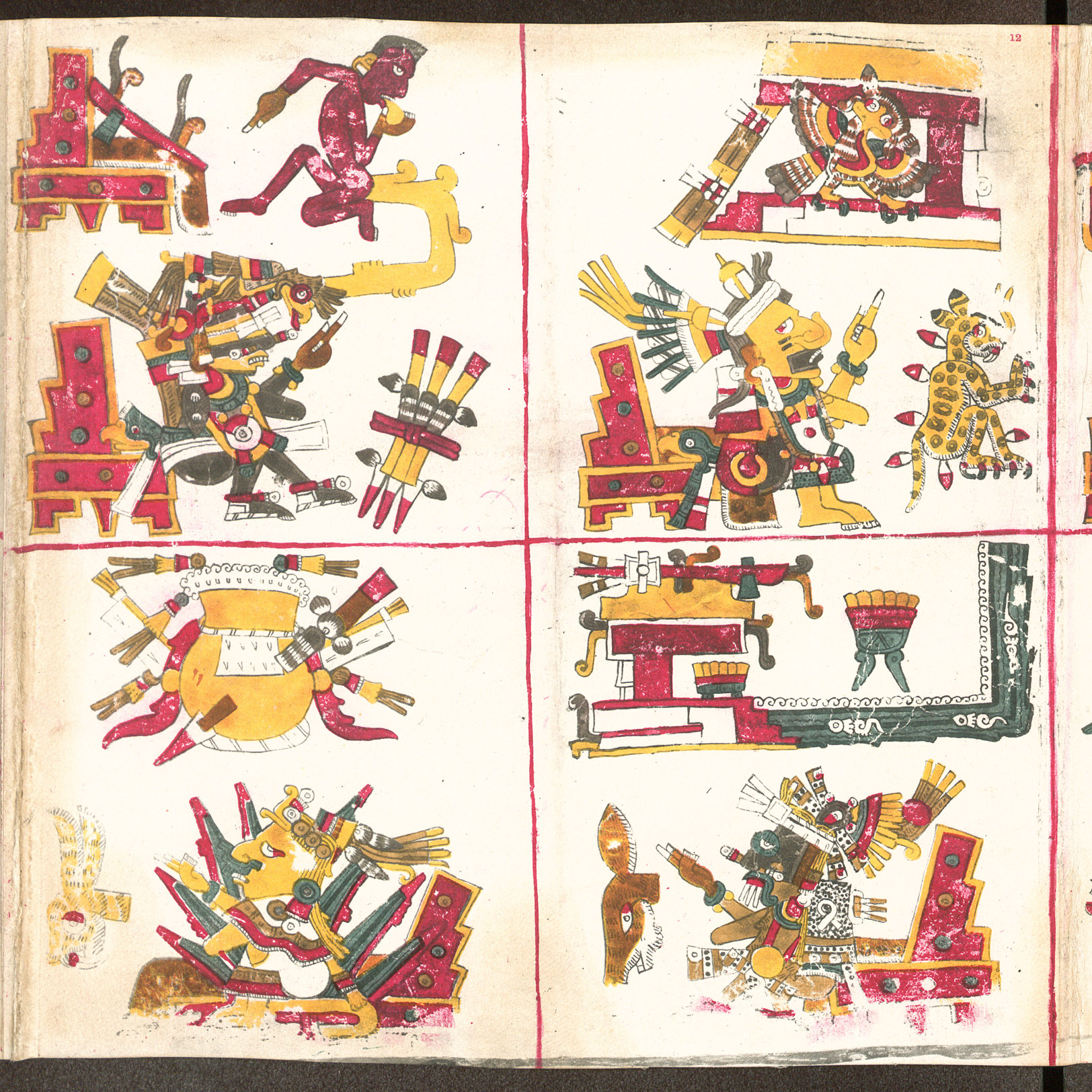
Página 12
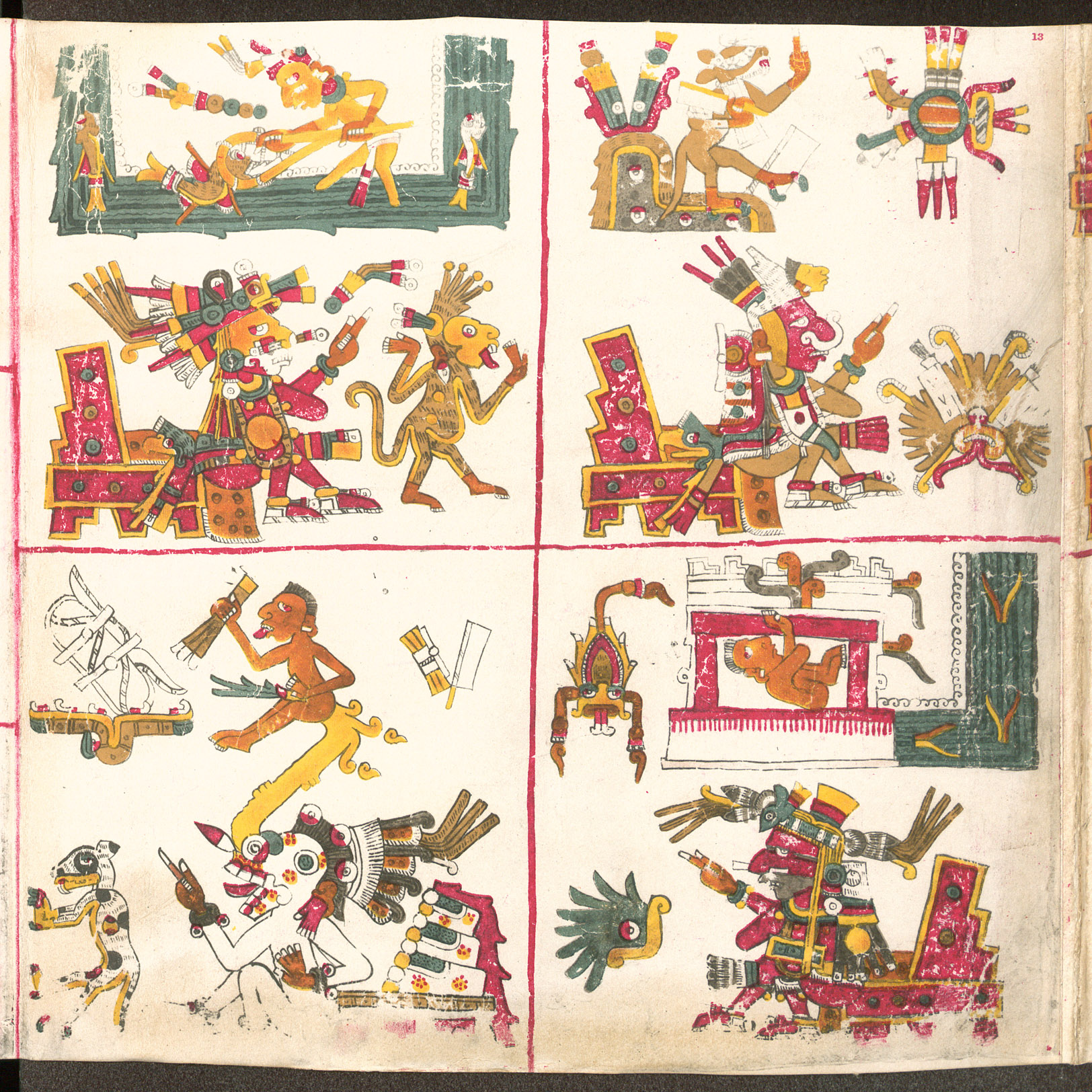
Página 13

### Sección 3: Los señores de la noche (14)
La página 14 está dividida en nueve secciones para cada uno de los nueve Señores de la Noche, deidades prehispánicas que gobernaron la noche. Están acompañadas de un signo de día y símbolos que indican asociaciones positivas o negativas. Las deidades y pronósticos según el Códice Ríos y Jacinto de la Serna, clérigo español del siglo XVII, son los siguientes:
1. Xiuhtecuhtli (Ríos: bueno; de la Serna: malo)
2. Tezcatlipoca (Ríos: malo; de la Serna: malo)
3. Pilzintecuhtli (Ríos: bueno; de la Serna: muy bueno)
4. Centeotl (Ríos: indiferente; de la Serna: muy bueno)
5. Mictlantecuhtli (Ríos: malo; de la Serna: bueno)
6. Chalchiuhtlicue (Ríos: indiferente; de la Serna: muy bueno)
7. Tlazoltéotl (Ríos: malo; de la Serna: malo)
8. Tepeyolotl (Ríos: bueno; de la Serna: bueno)
9. Tlaloc (Ríos: indiferente; de la Serna: muy bueno)[11]

Sección 3 del Códige Borgia
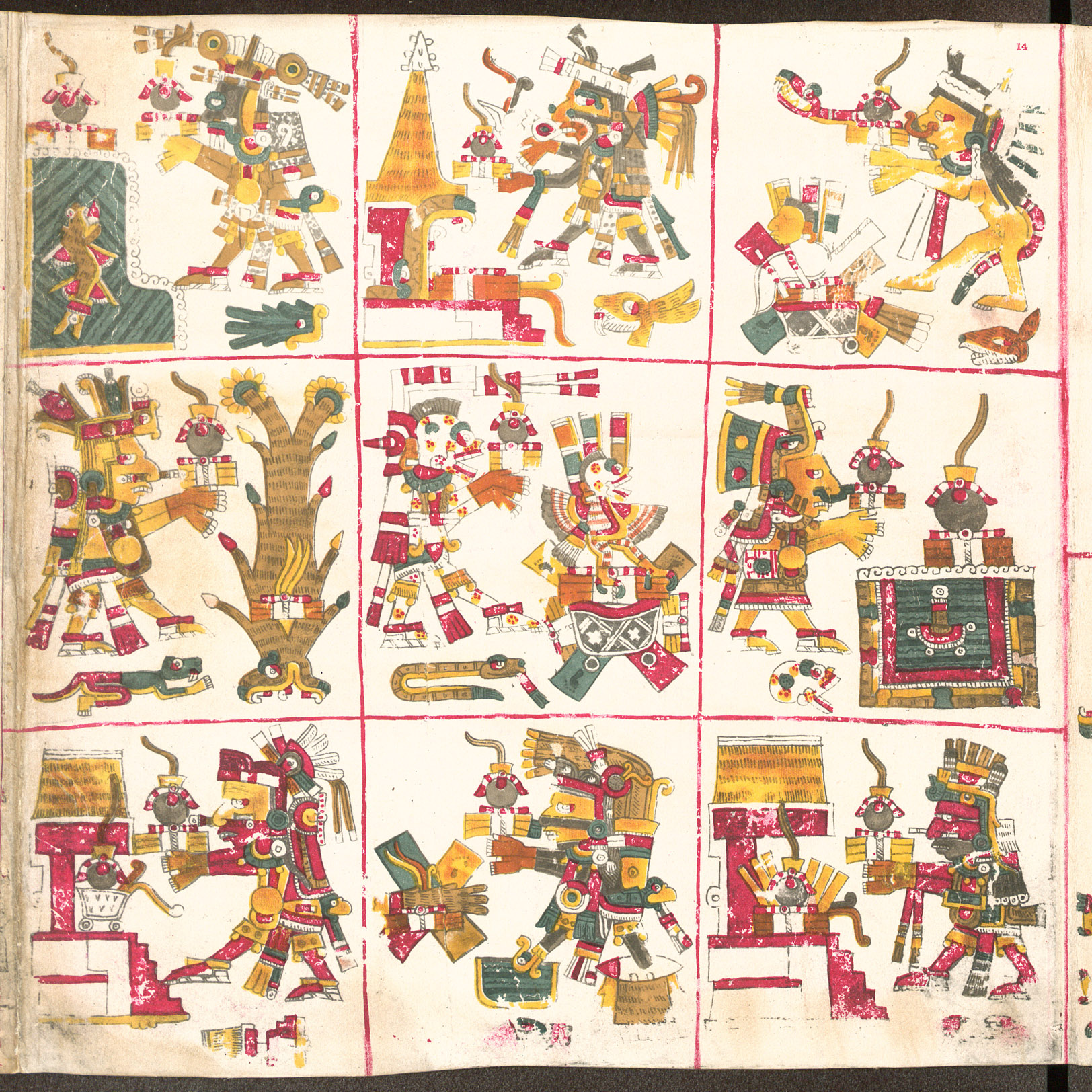

### Secciones 4 y 5: Imágenes mánticas relativas al parto. Tezcatlipoca, señor del destino (15–17)
Las páginas 15 a 17 representan deidades asociadas con el parto. Cada una de las veinte secciones contiene cuatro signos de día. La sección inferior de la página 17 contiene una gran representación de Tezcatlipoca, con signos del día asociados con diferentes partes de su cuerpo.

Sección 4 del Códige Borgia
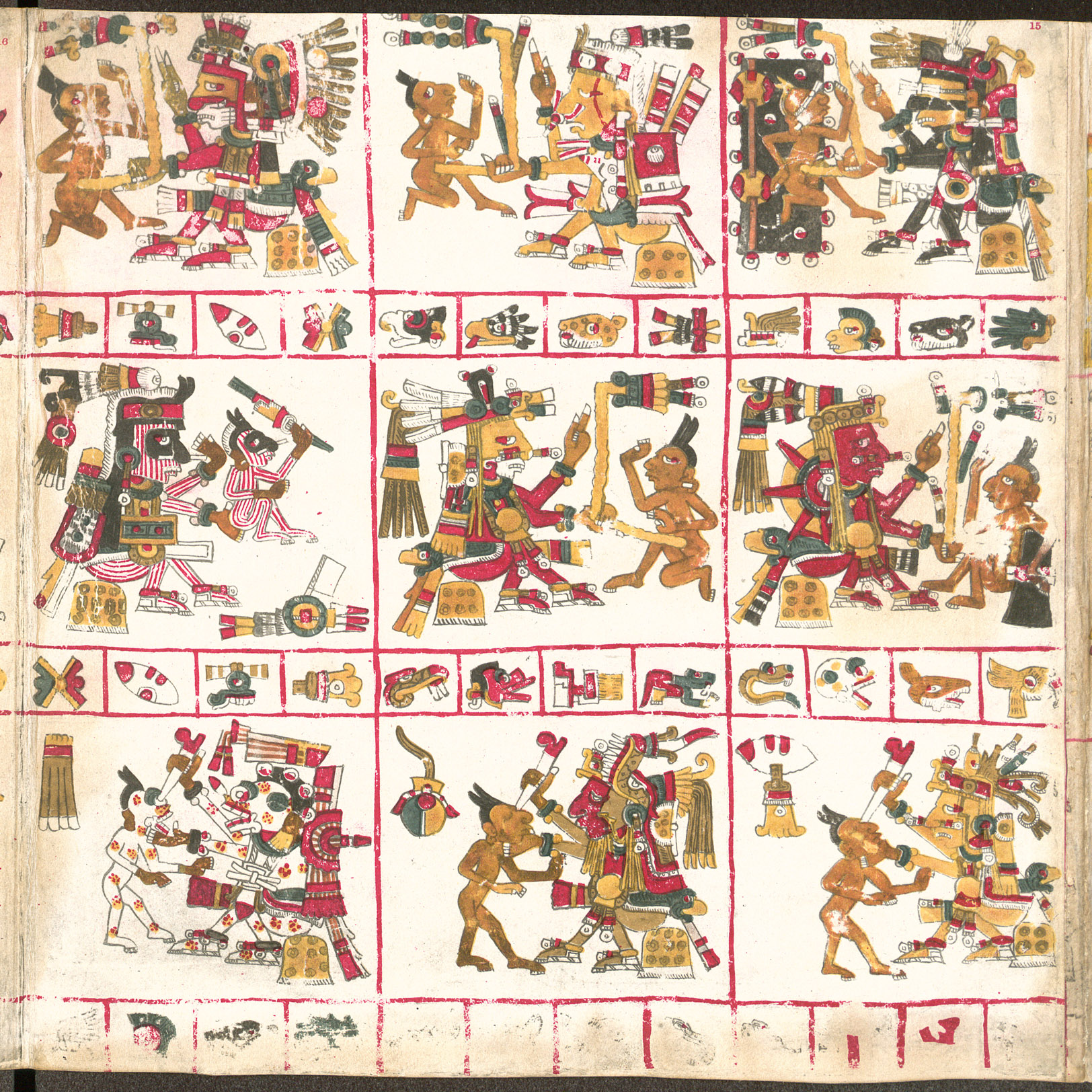
Página 15
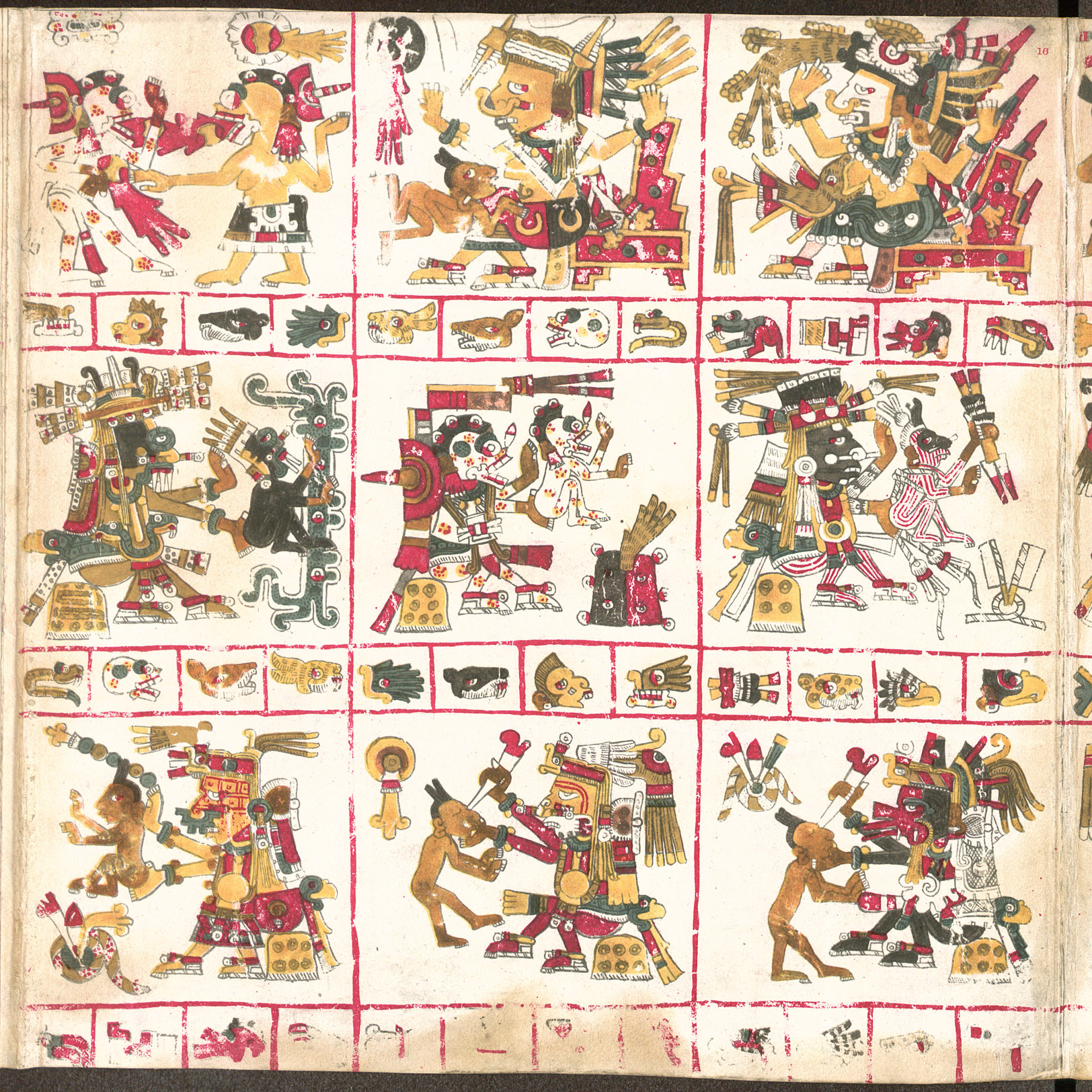
Página 16
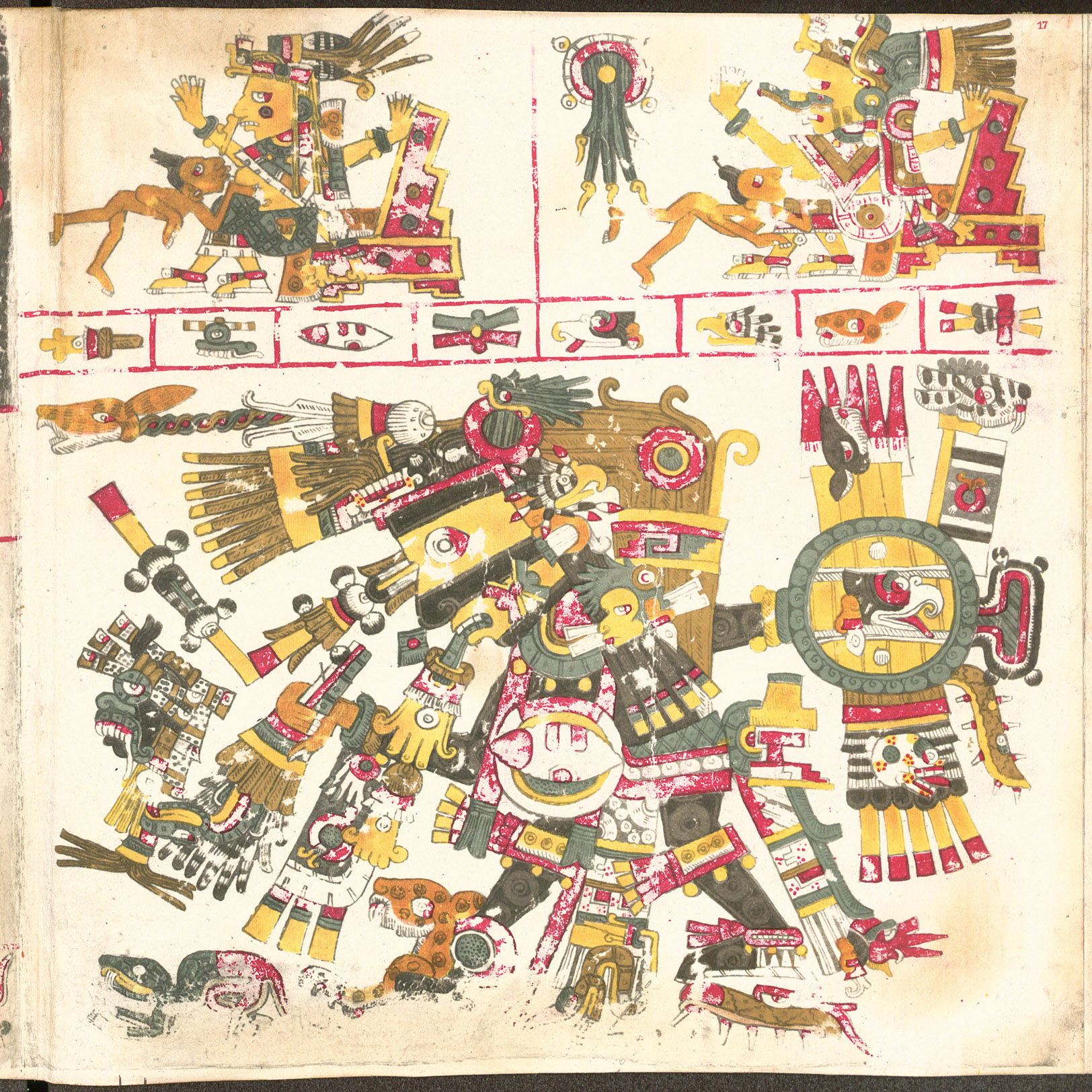
Página 17

### Sección 6: Almanaque misceláneo (18–21)
Pronósticos relacionados con diferentes actividades que realizan los dioses, entre las que se encuentran las actividades religiosas (Tonatiuh, Ehecatl), la tala de árboles (Tlahuizcalpantecuhtli), la agricultura (Tlaloc), el cruce de un río (Chalchiuhtlicue), el viaje (Tezcatlipoca rojo) y el juego de pelota (Tezcatlipoca negro).

Sección 6 del Códige Borgia
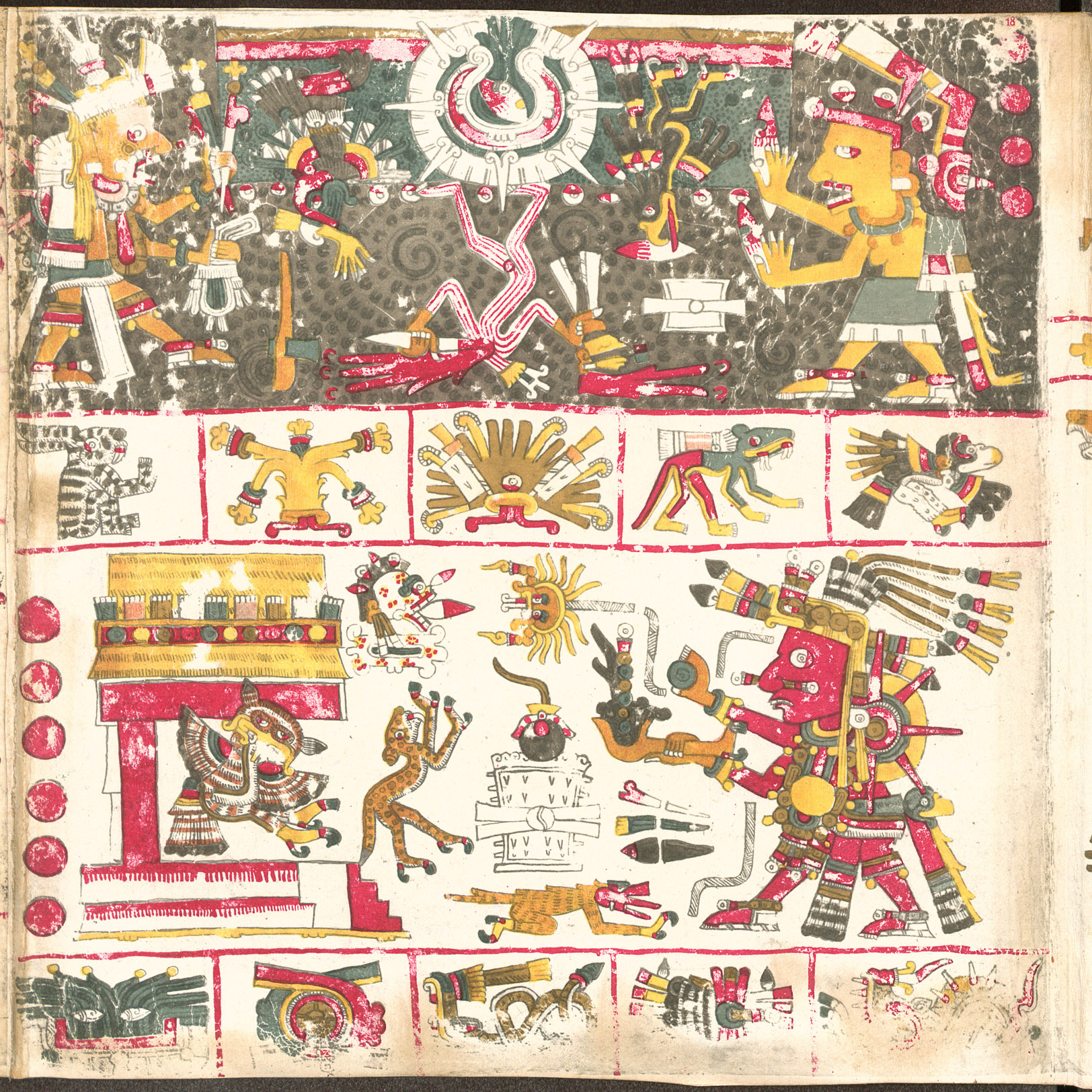
Page 18
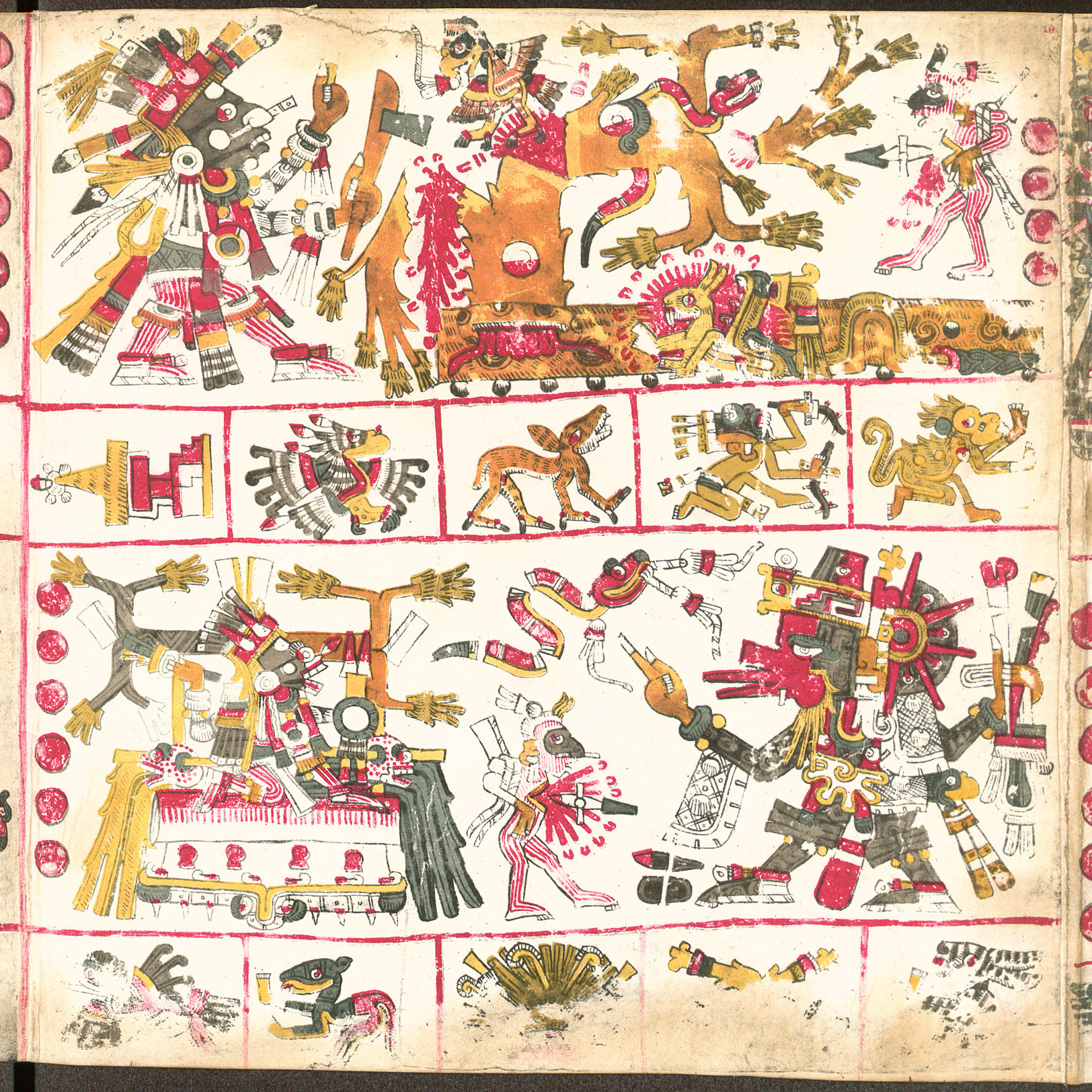
Page 19
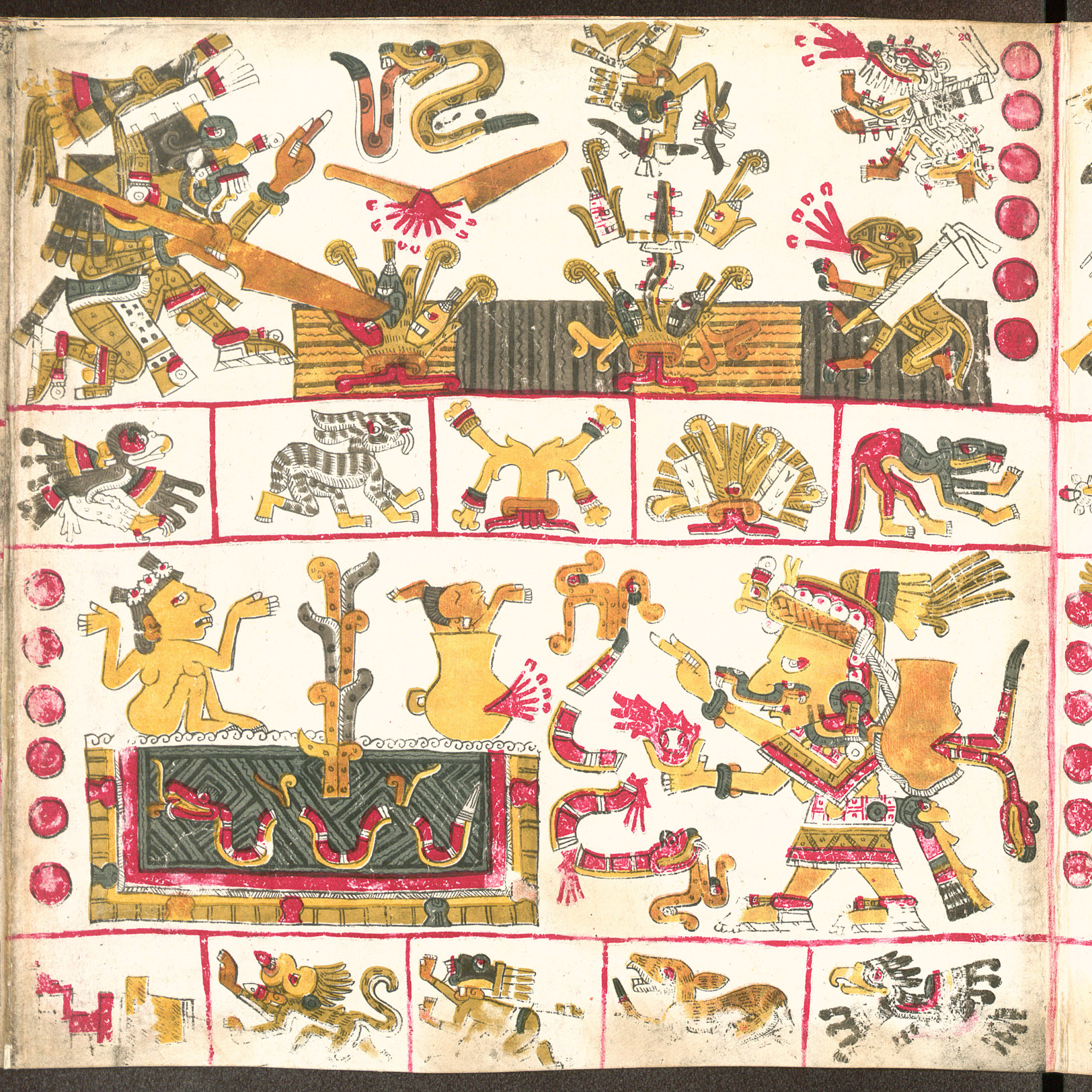
Page 20
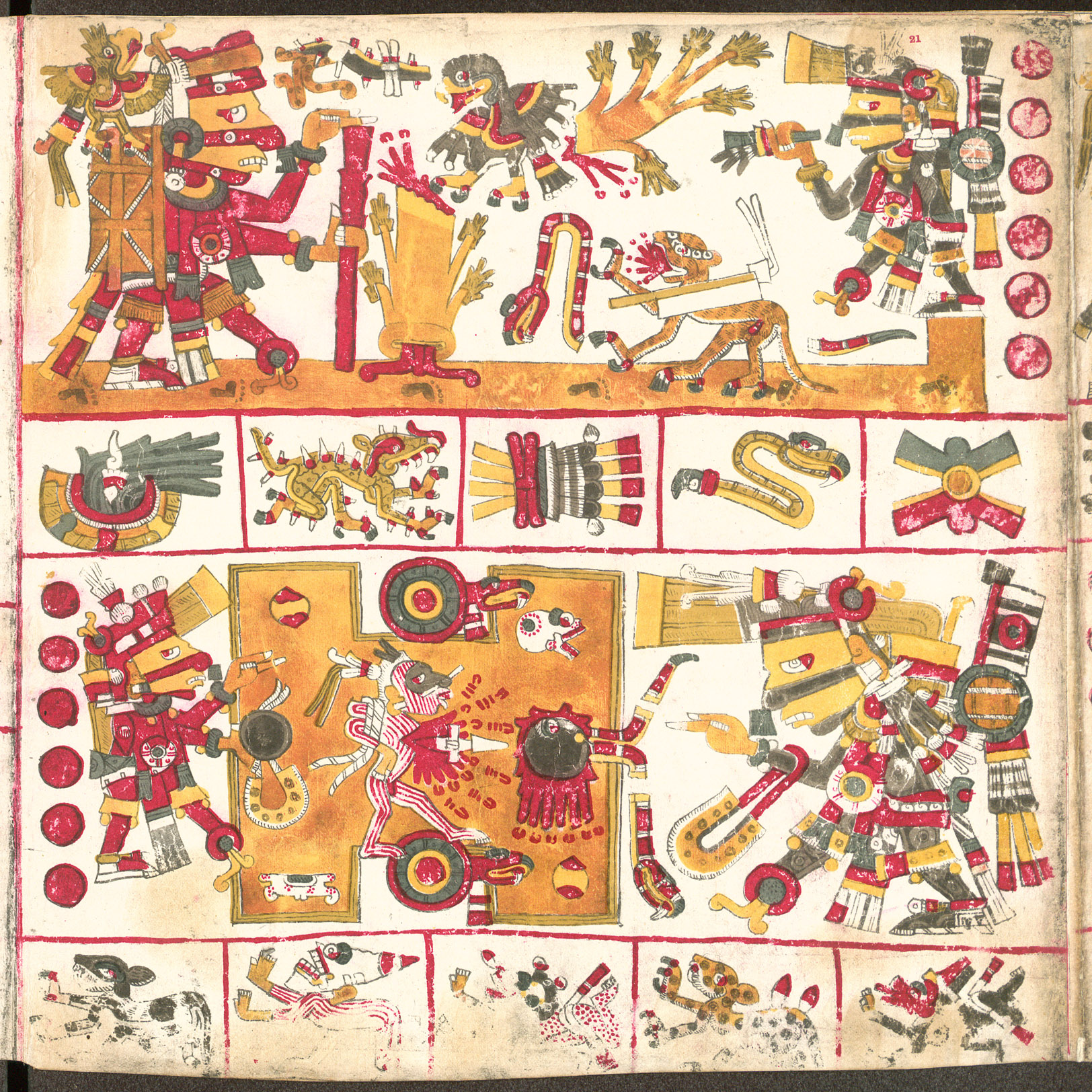
Page 21

### Secciones 7 y 8: Venados heridos y las propiedades rituales de los 20 días (22–24)
En la parte superior de la página 22 se presentan dos dones, uno blanco, con los ojos cerrados y rodeado de preciosas insignias, y el otro atravesado por un dardo o flecha, que da nombre a la sectina. Las páginas 22-24 presentan las cualidades rituales de los 20 signos del día.

Secciones 7 y 8 del Códige Borgia
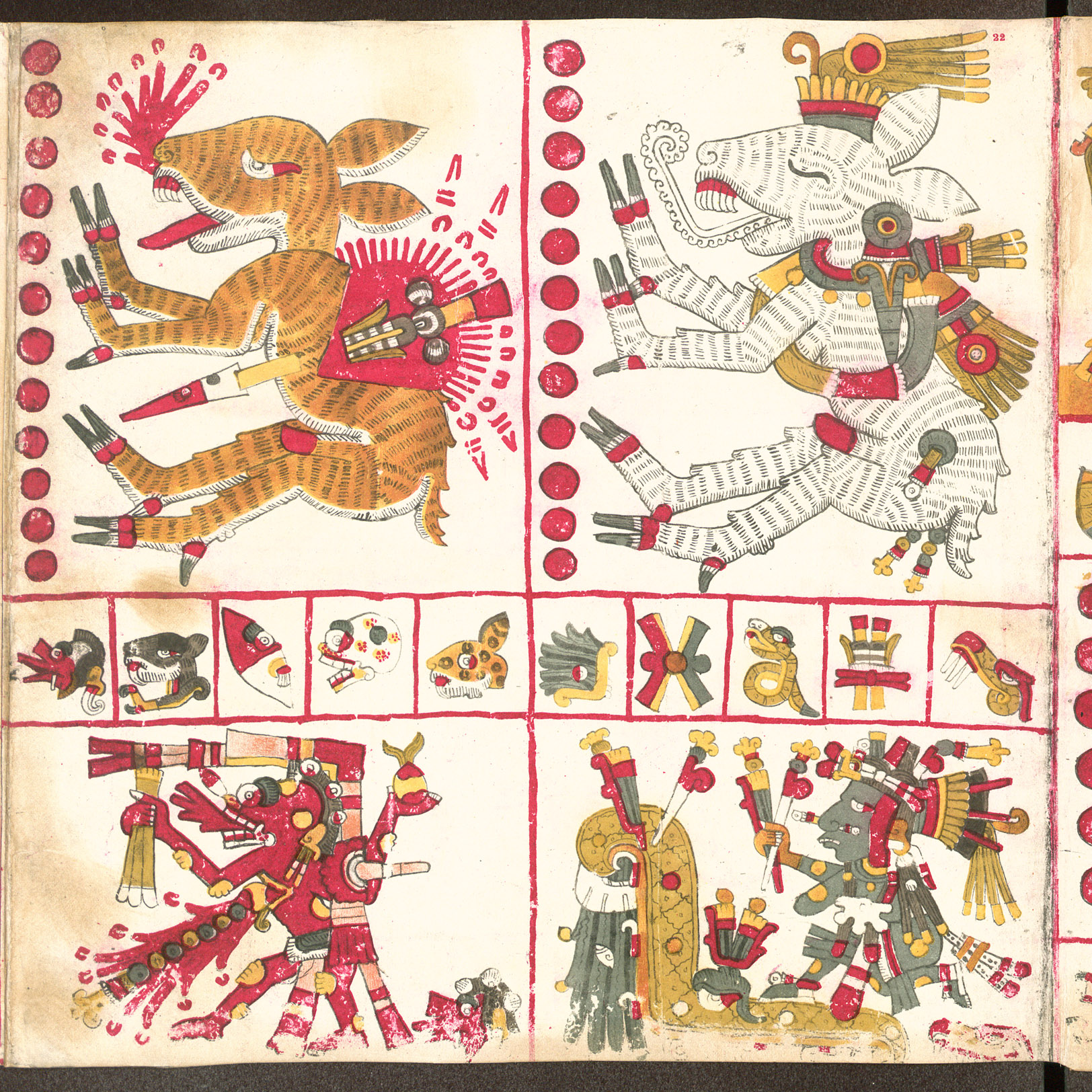
Página 22
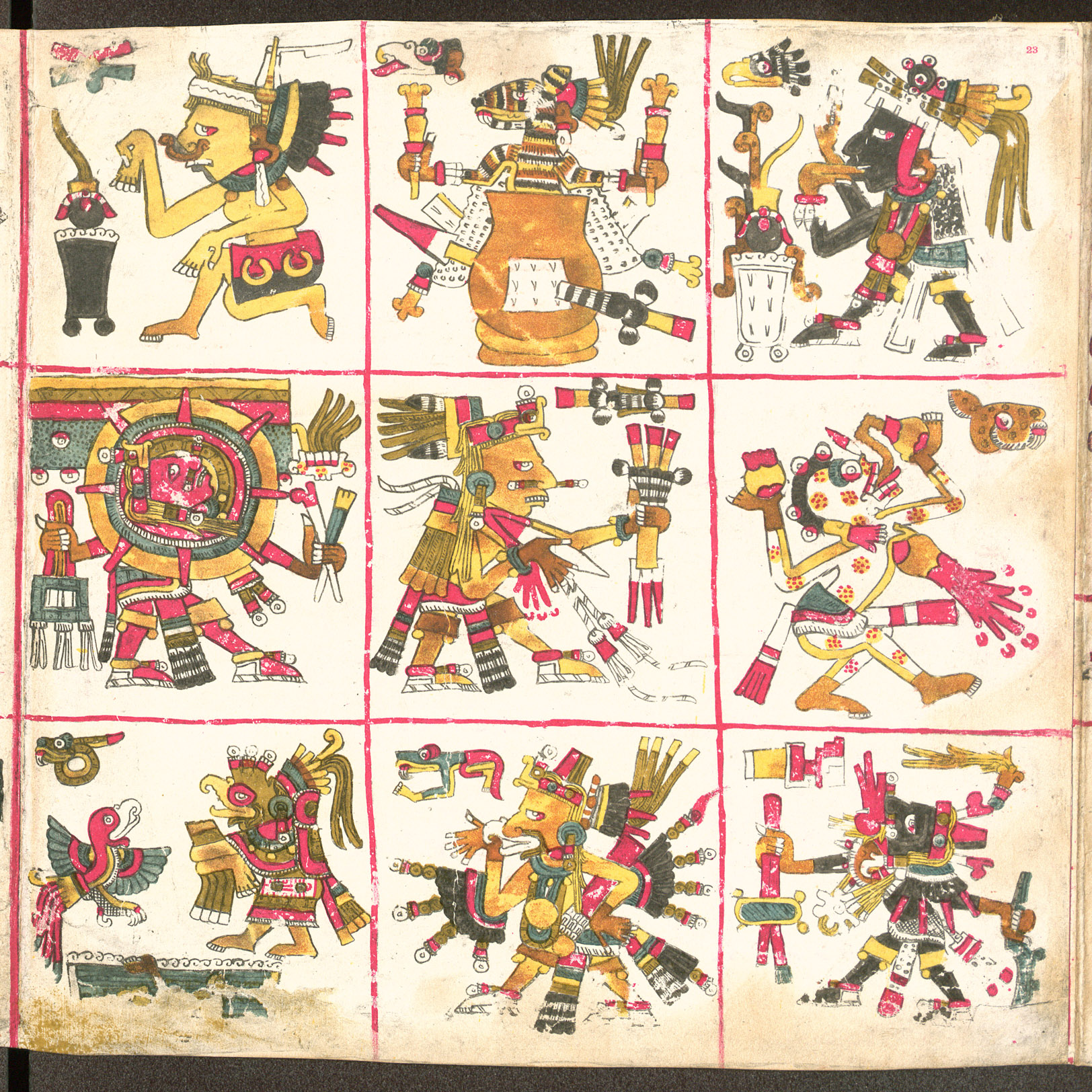
Página 23
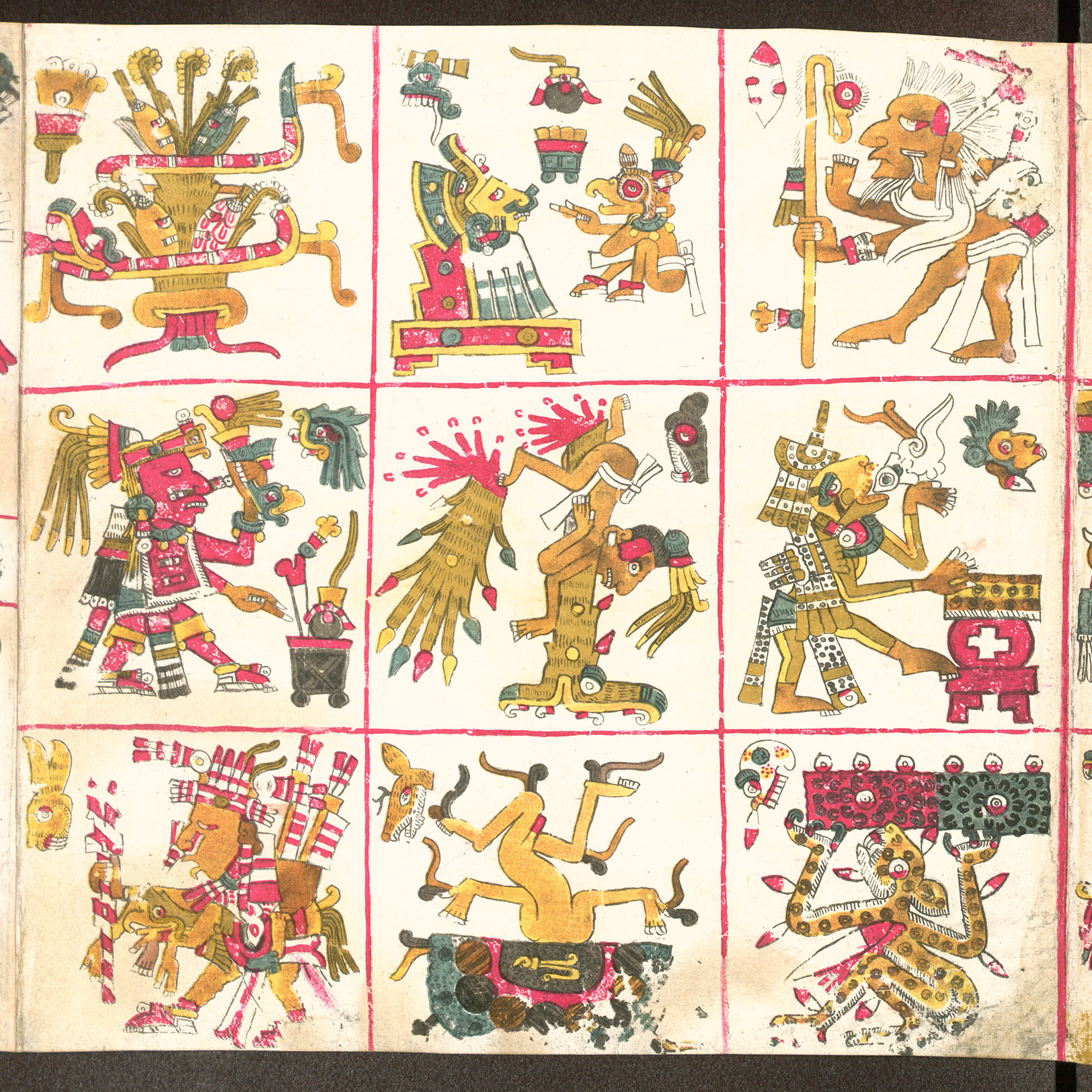
Página  24

### Secciones 9 y 10: Los cuatro rumbos y la región de los muertos
Dos almanaques direccionales, uno que representa cuatro deidades (Tlaloc, Xipe Totec, un dios mixteco no identificado y Mixcoatl), y un almanaque direccional relacionado con la muerte, asociado con cuatro deidades.

Secciones 9 y 10 del Códige Borgia
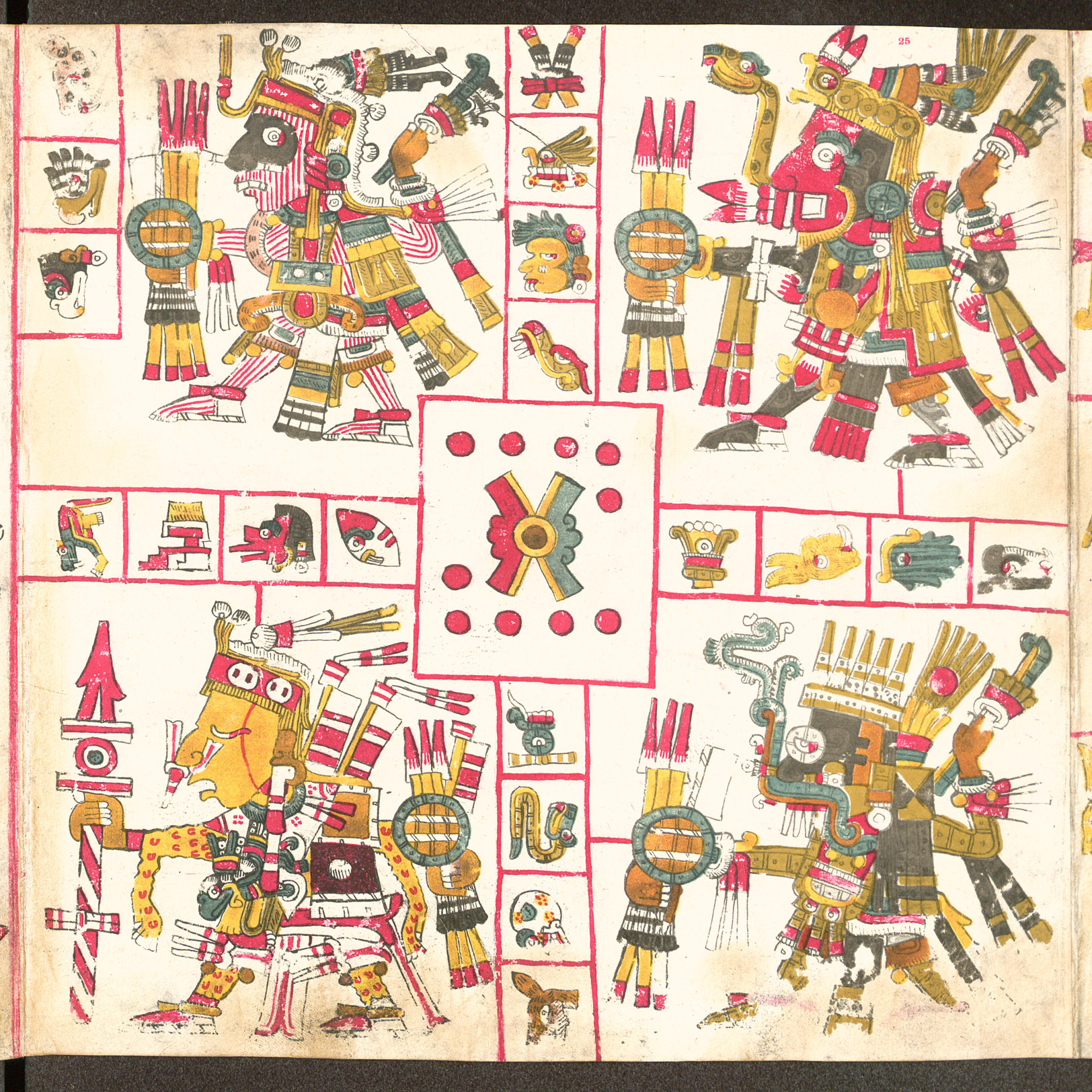
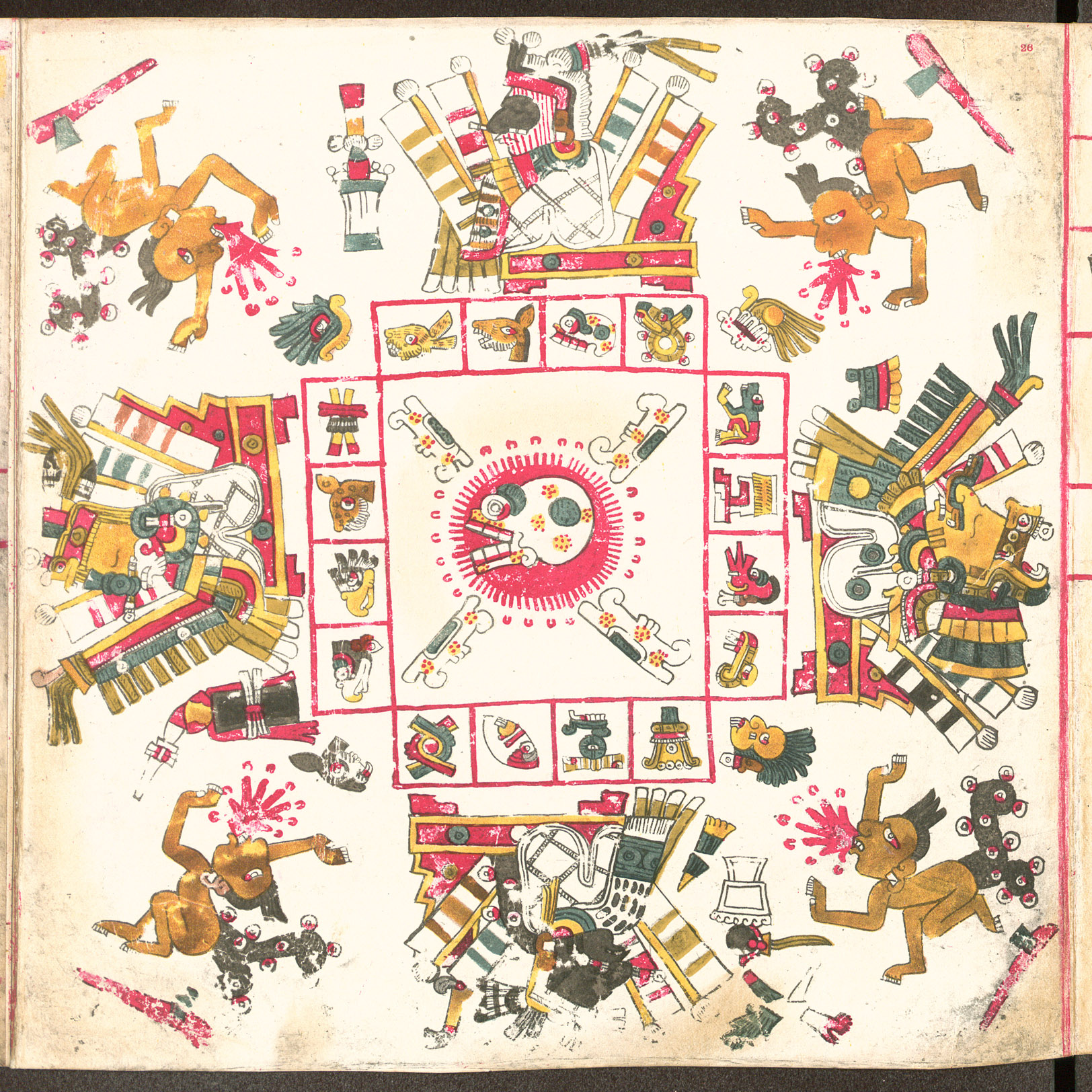

### Secciones 11 y 12: Los dioses de la lluvia de los cuatro rumbos y el centro (27–28)
Las páginas 27 y 28 se centran en el dios de la lluvia, Tlaloc, asociado a los 4 rumbos y al centro, así como los tipos de lluvias que traerá, algunas destructivas, otras benéficas.

Secciones 11 y 12 del Códige Borgia
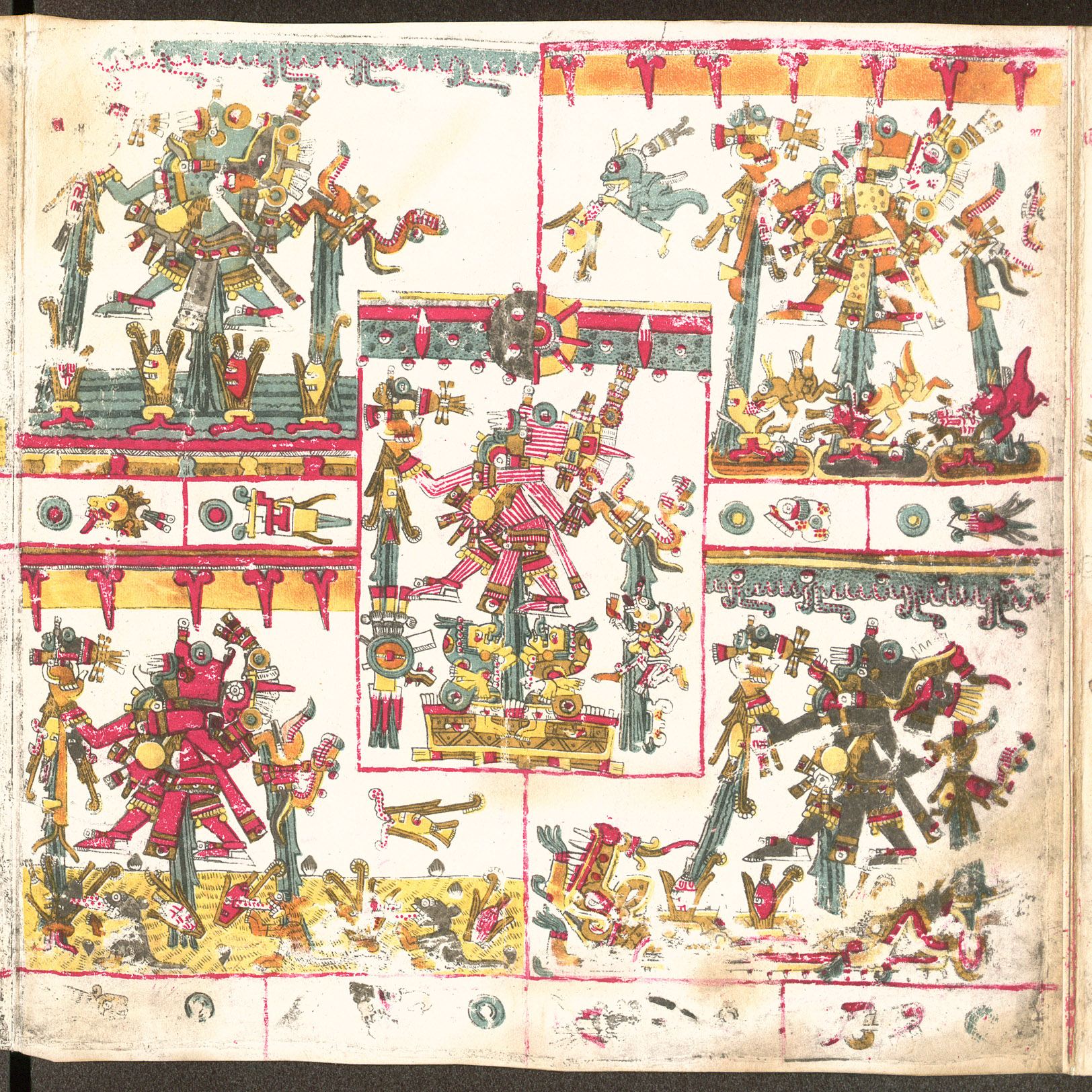
Página 27
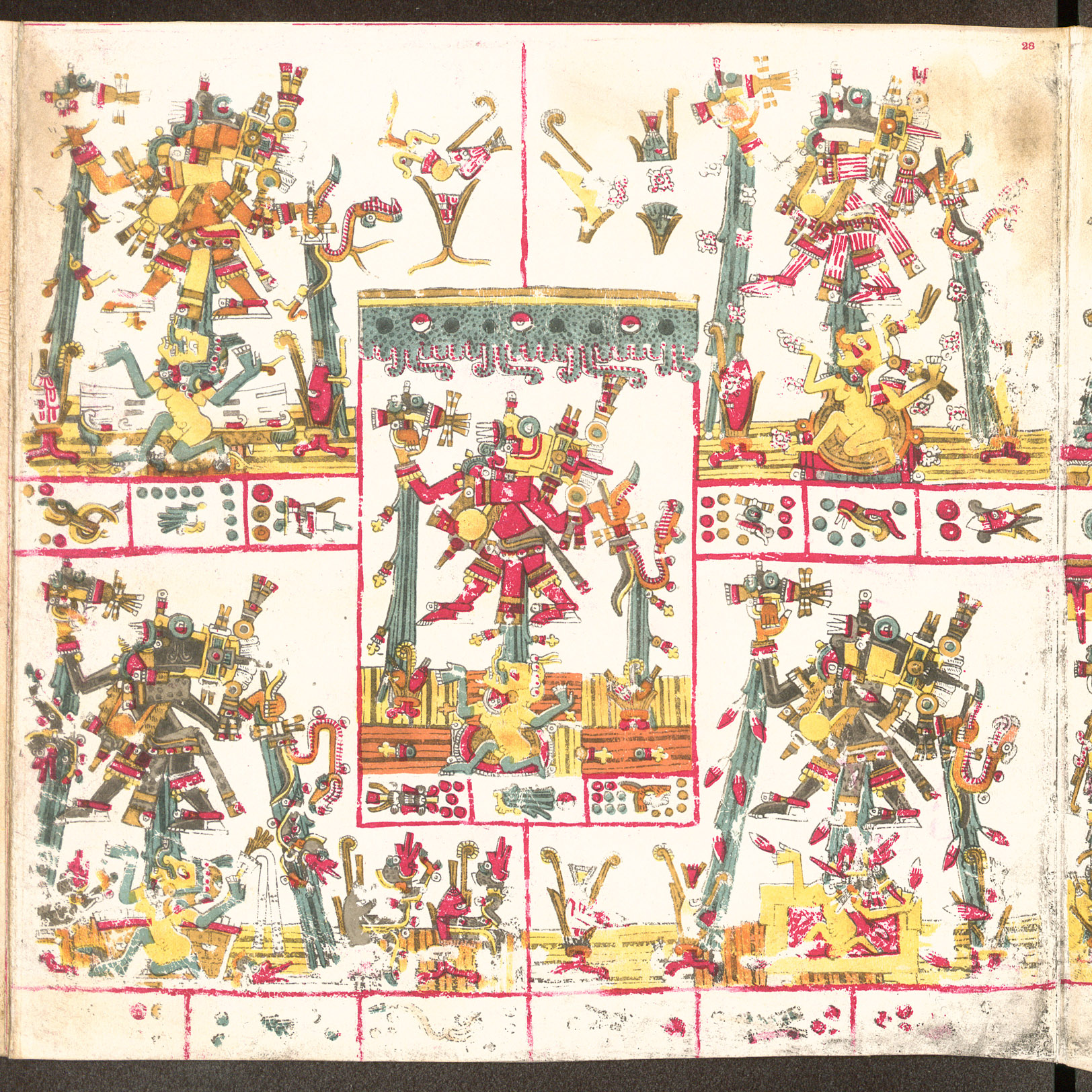
Página 28

### Sección 13: Sección ritual (29–46)
Al no tener paralelos discernibles con otros manuscritos dentro del Grupo Borgia, la interpretación de esta sección ha variado mucho a lo largo de los años. Su primer intérprete, el jesuita Lino Fábrega, lo consideró un Zodíaco indígena, dividido en 18 signos. Eduard Seler, su primer intérprete moderno, lo consideró como el viaje de Venus por el inframundo. Su interpretación astronómica fue continuada por su discípulo, Friedrich Röck, así como por eruditos modernos como Susan Milbrath. Fue Karl Anton Nowotny, discípulo de Röck, quien primero cuestionó la 'interpretación astral' de la escuela de Seler, en parte inspirada en el trabajo de Alfonso Caso sobre los códices mixtecos, quien demostró que esos documentos no eran astronómicos, sino históricos. Nowotny propuso que cada una de las 18 páginas de esta sección describe un ritual diferente, distinguiendo la siguiente división interna:
1. Culto a los dioses del viento (p. 29)
2. Culto a los dioses de la lluvia (p. 30)
3. Culto al maguey (p. 31, arriba)
4. Culto al maíz (p. 31, abajo)
5. Culto a Tezcatlipoca (p. 32)
6. El templo negro (p. 33)
7. El templo rojo (p. 34)
8. Apertura de un bulto ritual (p. 33)
9. Sacrificio al sol (p. 39-40)
10. Sacrificio a las cihuapipiltin (págs. 41–42)
11. Una fiesta del maíz (p. 43)
12. Perforación del septum de varios príncipes (p. 44)
13. Culto de la estrella de la mañana (p. 45)
14. Encendido del fuego nuevo (p. 46)

La interpretación de Nowotny se ha convertido en la base de muchas lecturas posteriores, como las de Ferdinand Anders, Maarten Jansen y Luis Reyes (1993), quienes complementaron la interpretación de Nowotny con datos etnográficos y reinterpretaron algunos de los rituales; la de Bruce Byland y John Pohl, quienes investigaron la relación entre los ritos descritos en esta sección y los rituales de los reyes mixtecos; y la de Samantha Gerritse, que ofrece un análisis narratológico.  Otros modelos divergentes son los que ofrecen Elizabeth Hill Boone y Jerónimo Emiliano Gómez, que consideran estas páginas como una narrativa cosmológica vinculada a mitos sobre la creación del mundo, y el de Juan José Batalla Rosado, que las considera una serie de alucinaciones que los sacerdotes prehispánicos tendrían que experimentar durante su iniciación.

Sección 13 del Códice Borgia
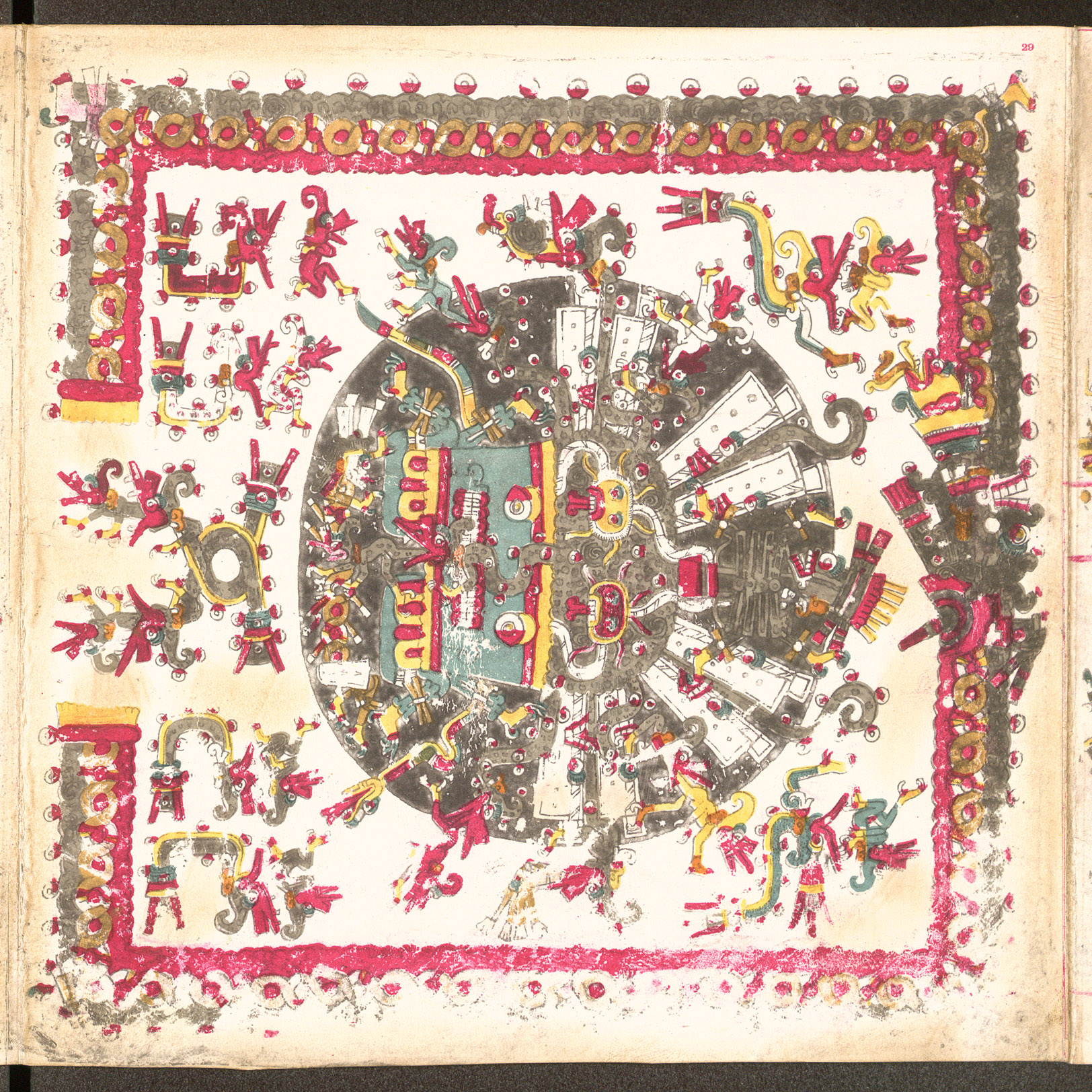
Página 29
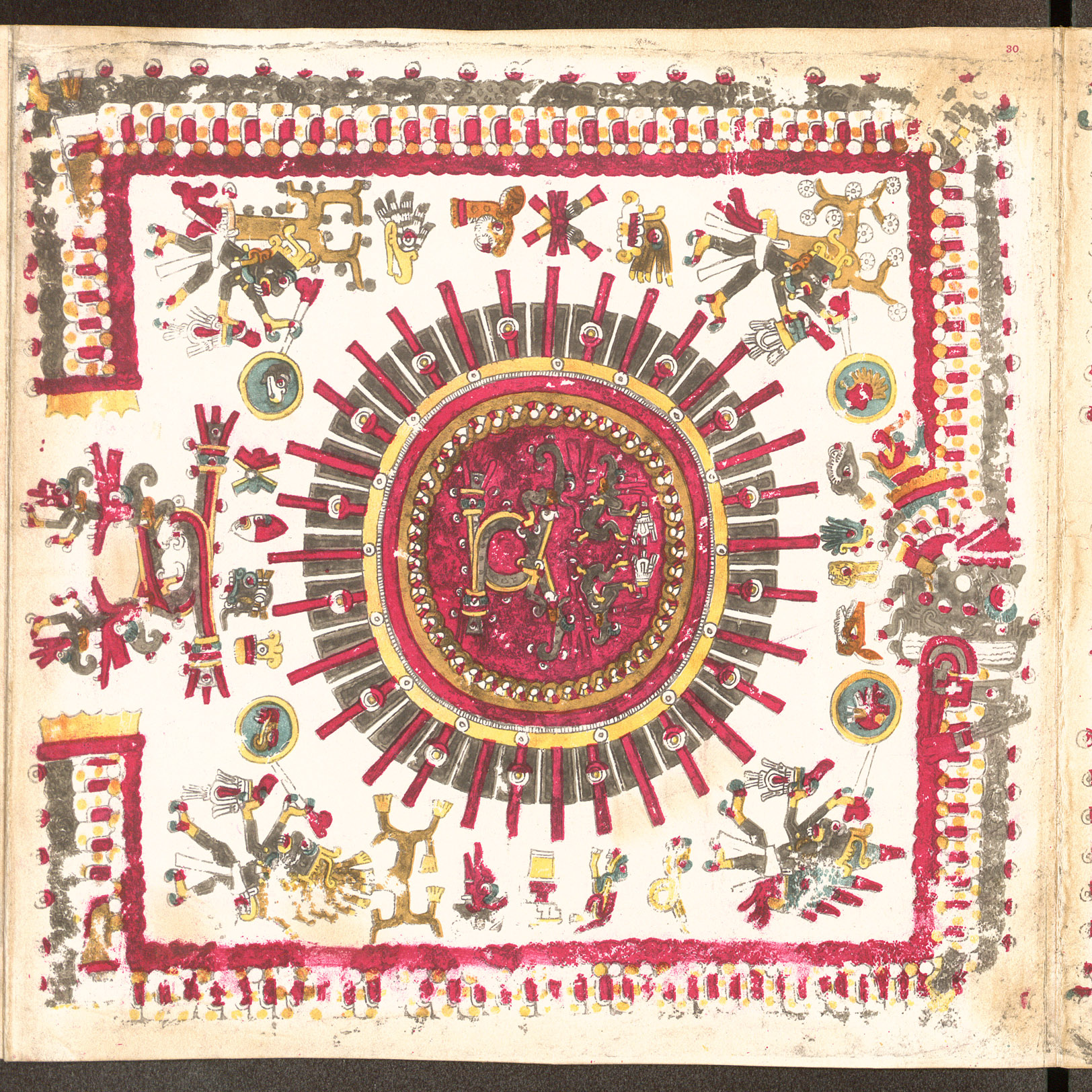
Página 30
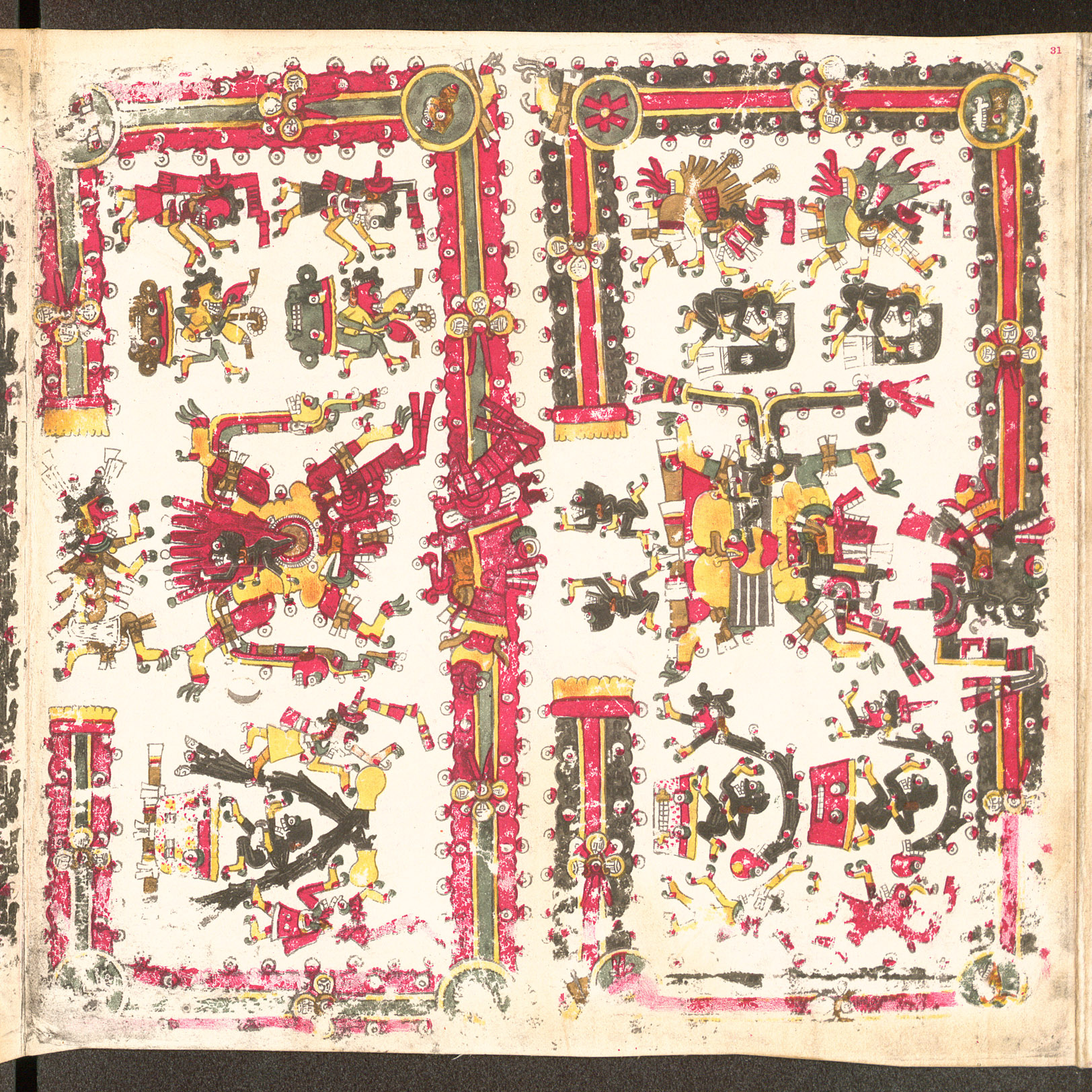
Página 31
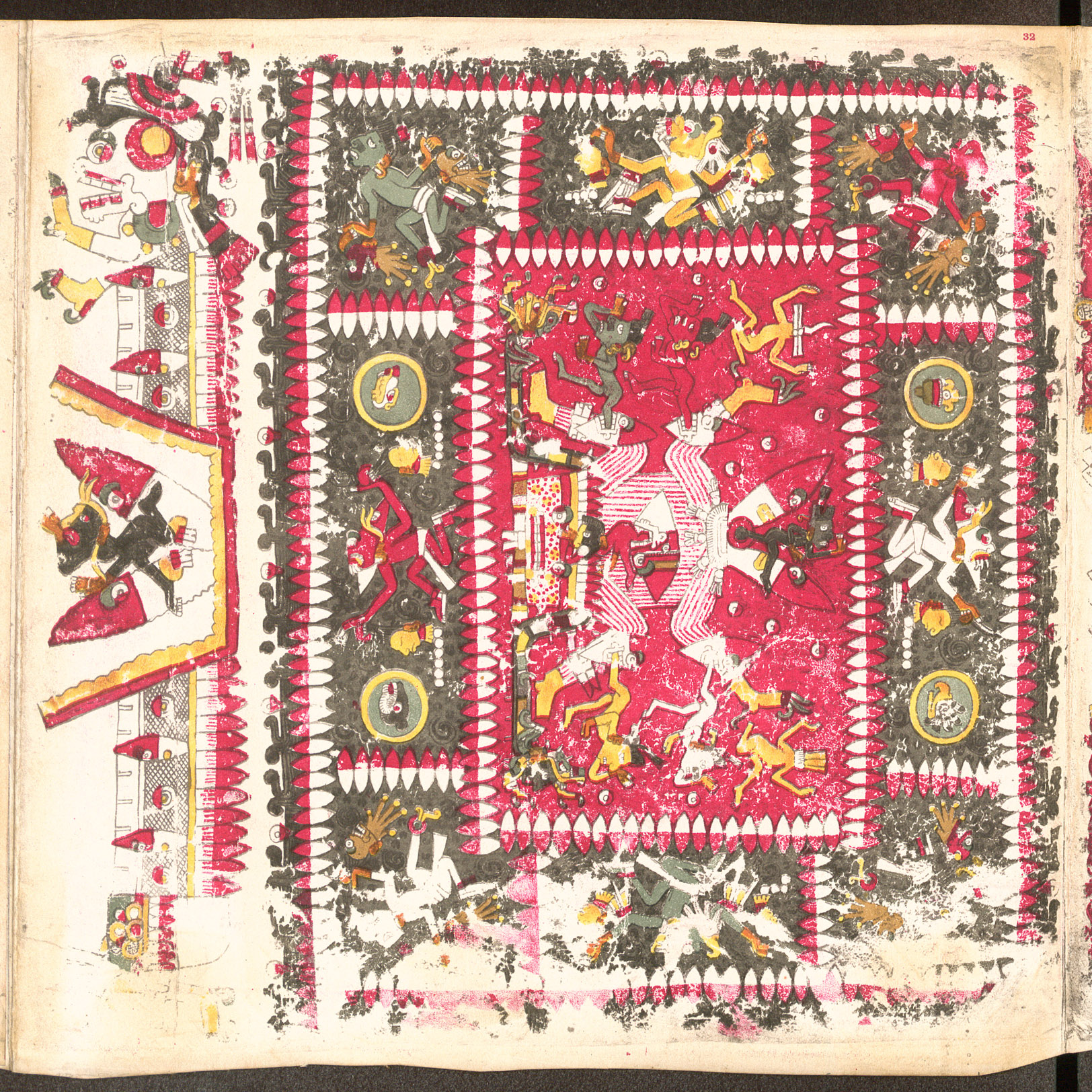
Página 32
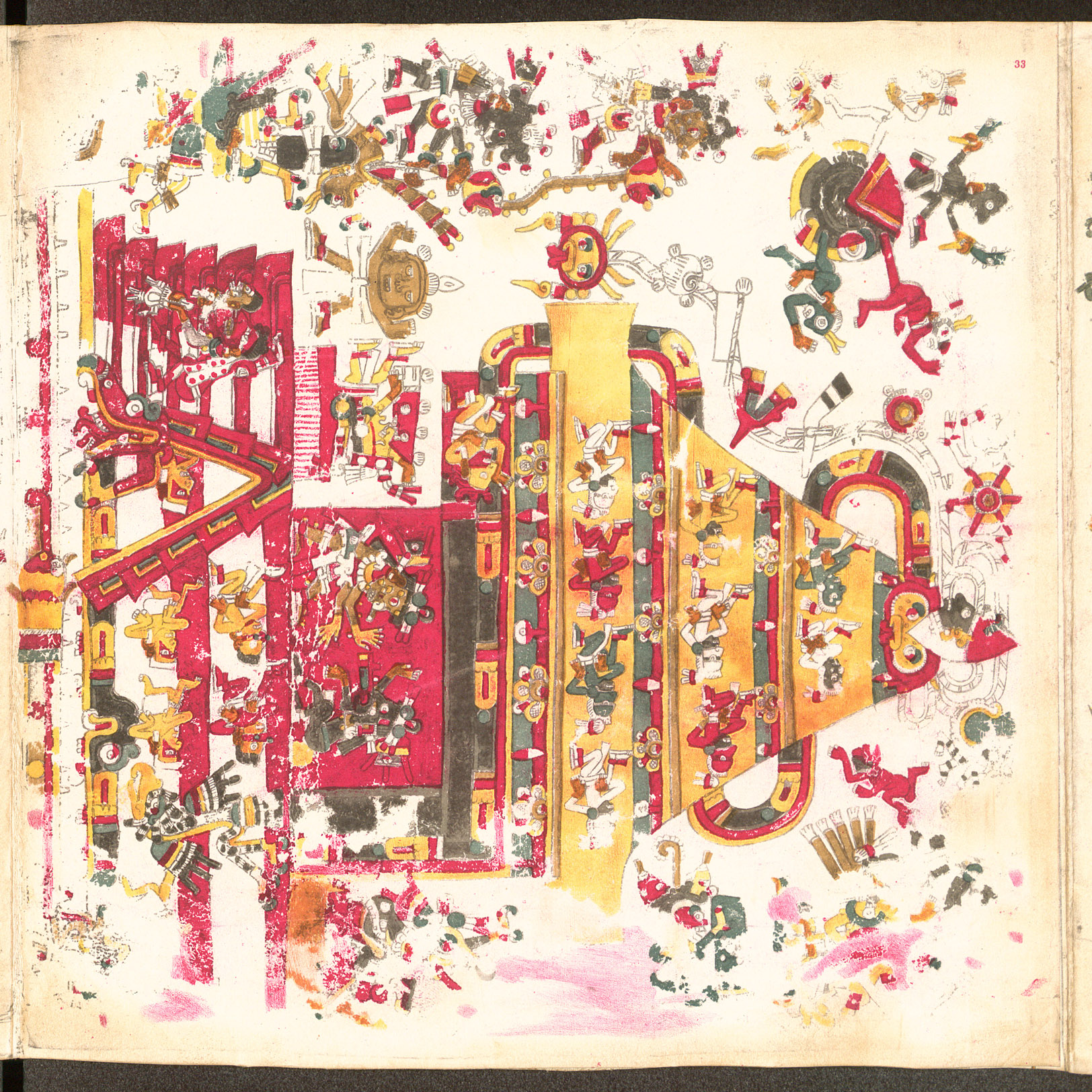
Página 33
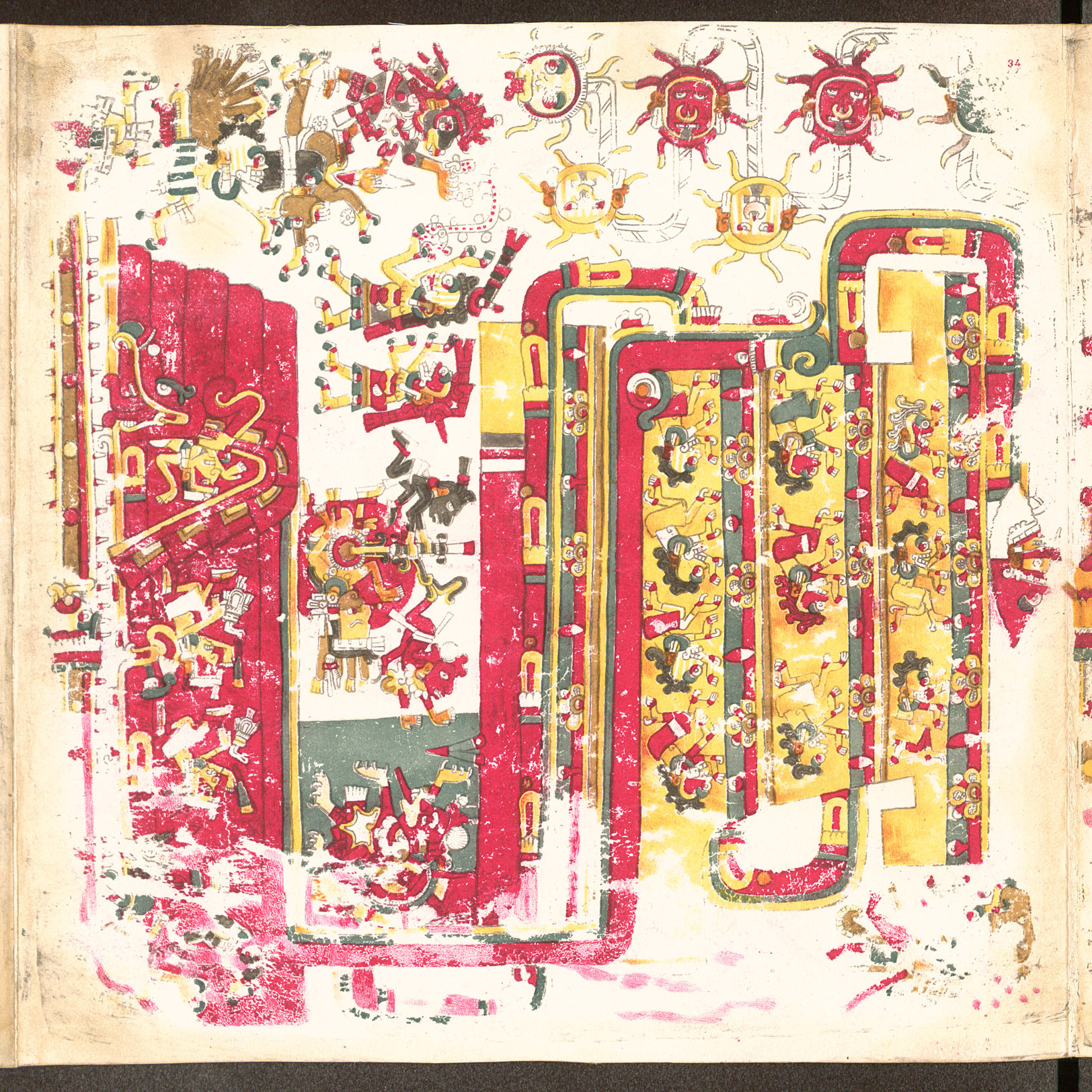
Página 34
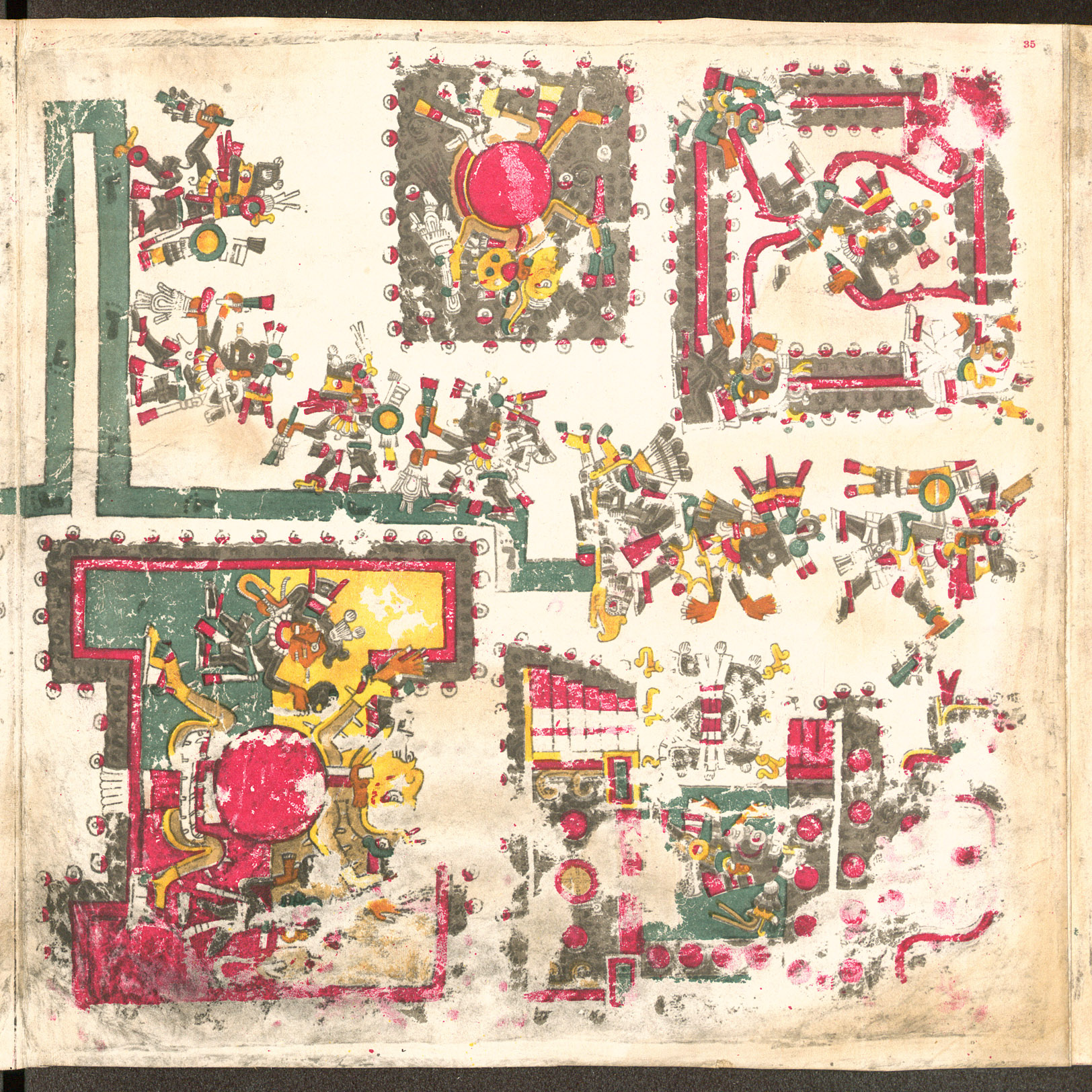
Página 35
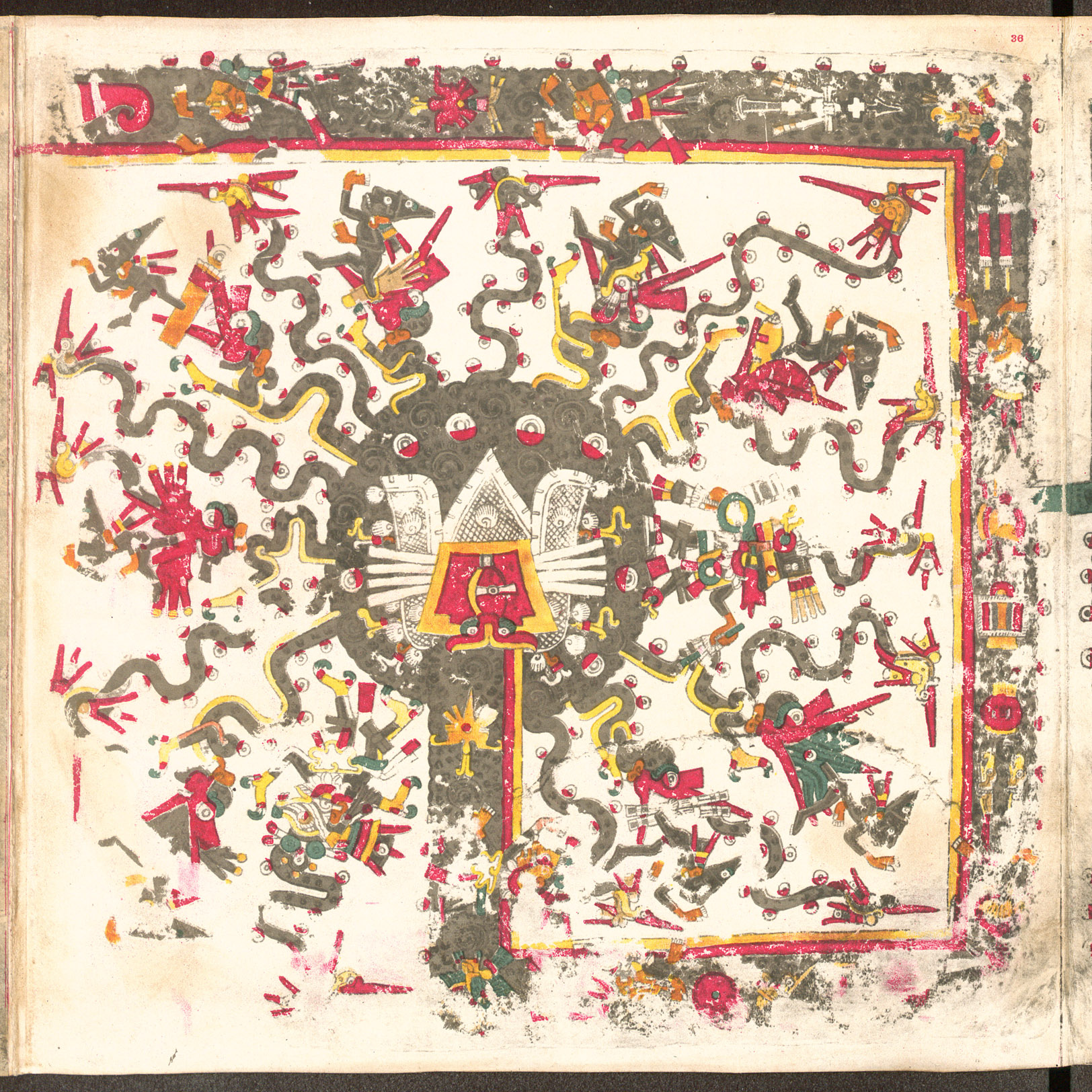
Página 36
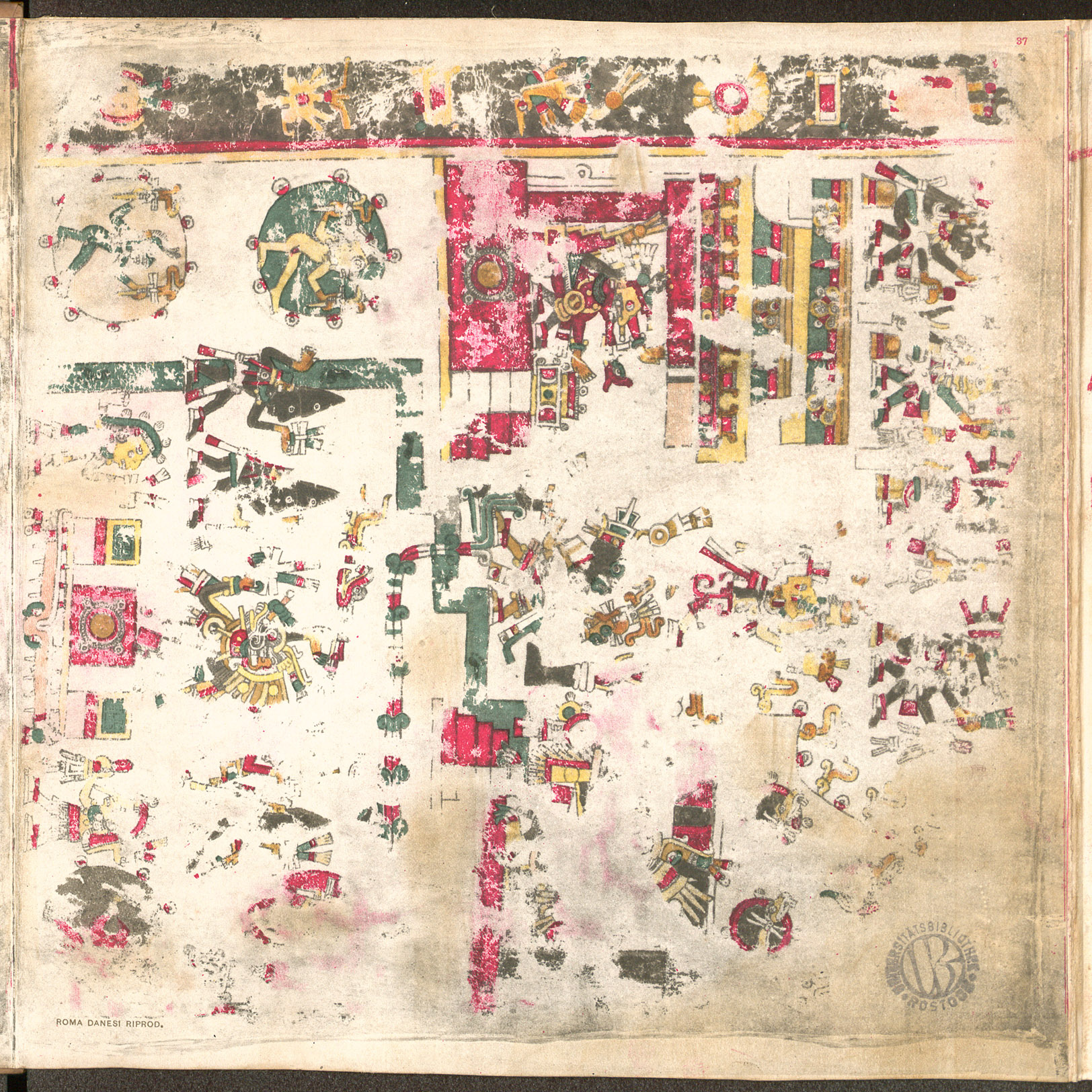
Página 37
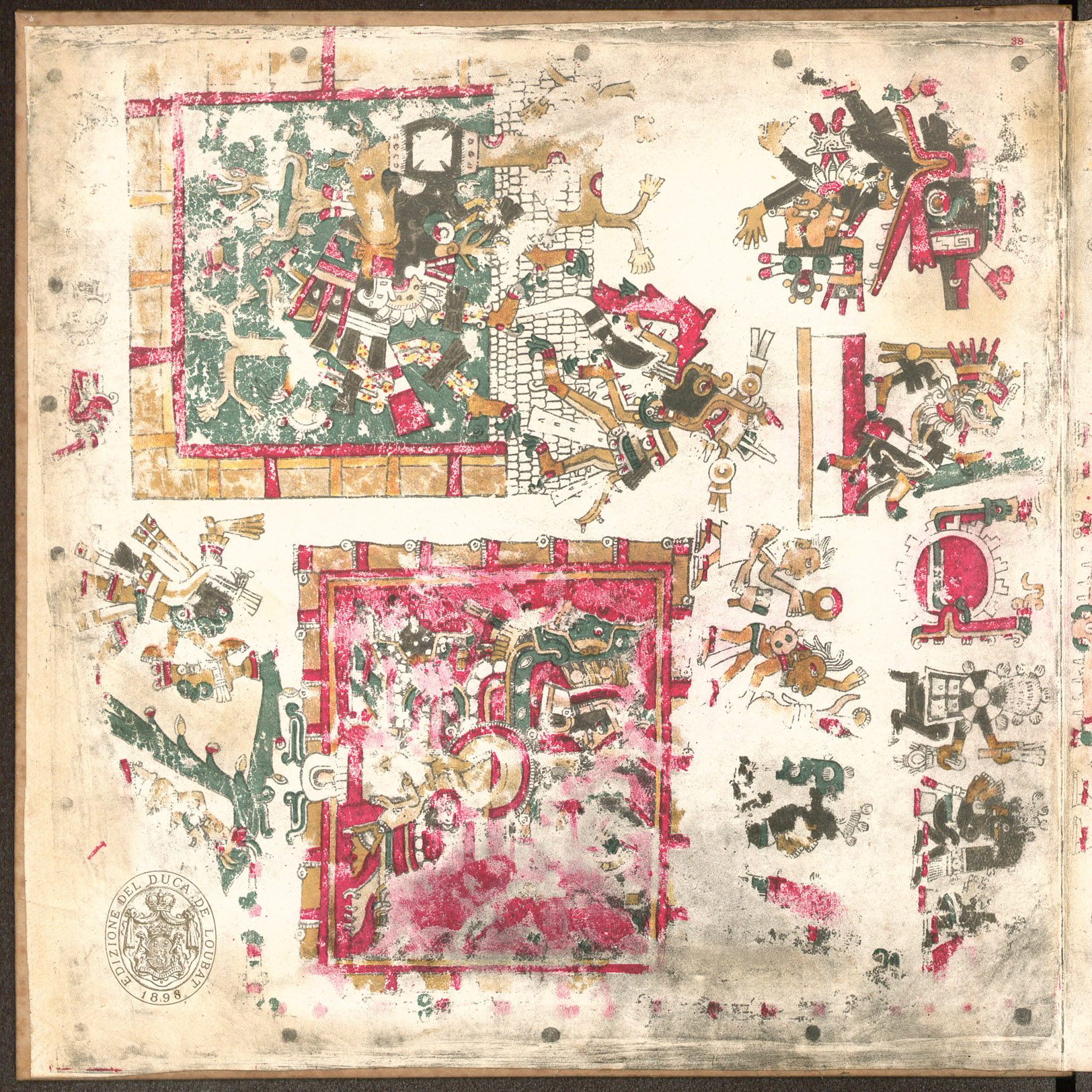
Página 38
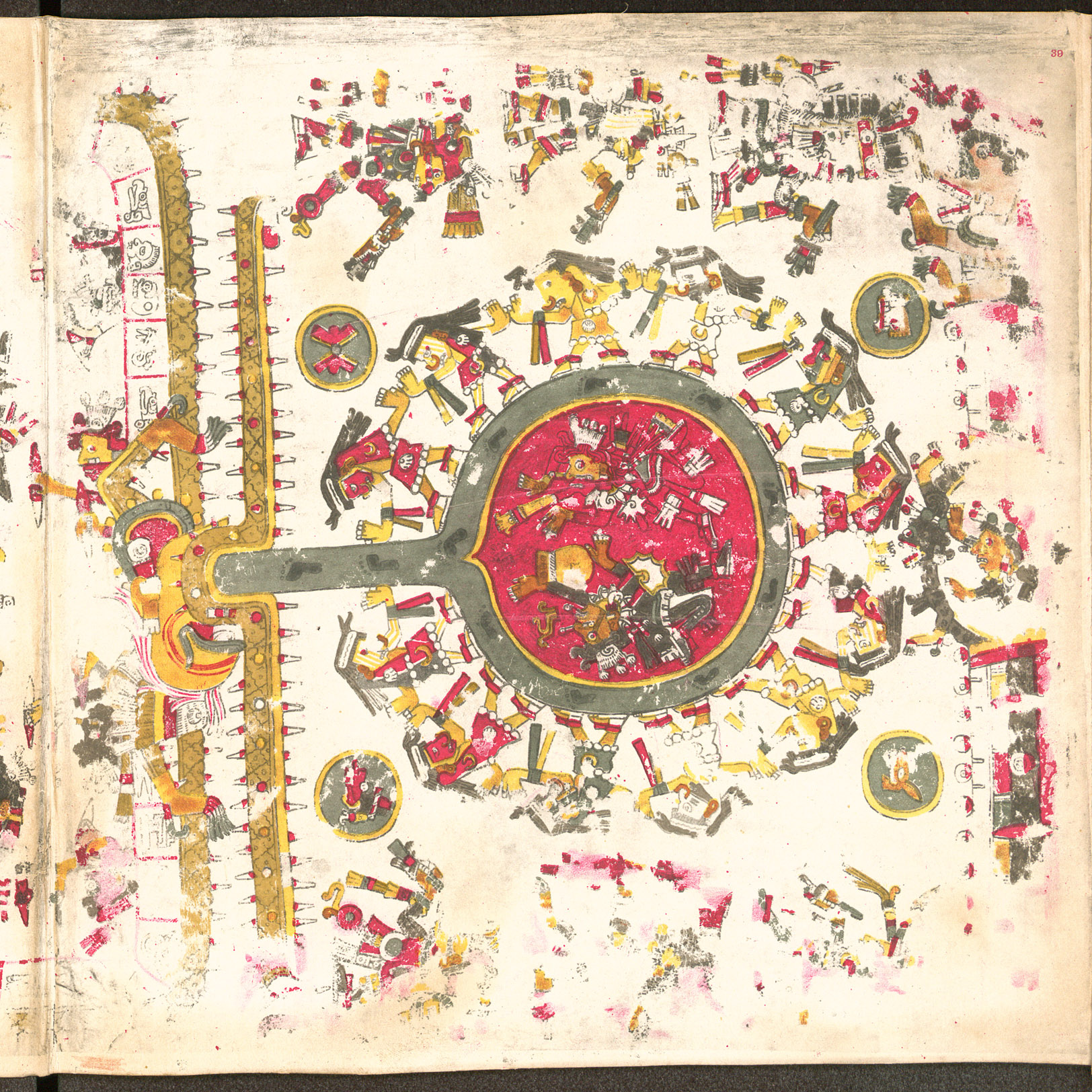
Página 39
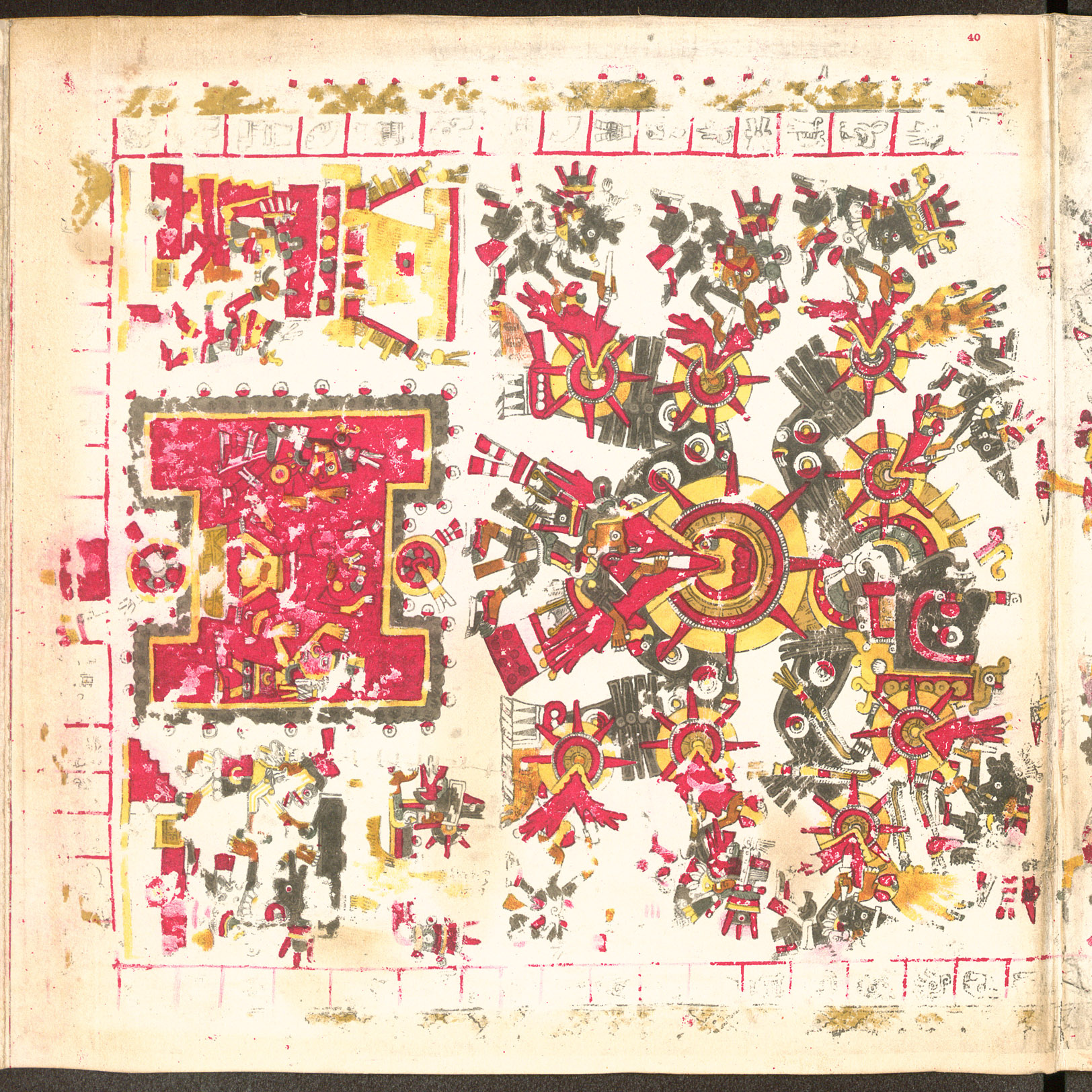
Página 40
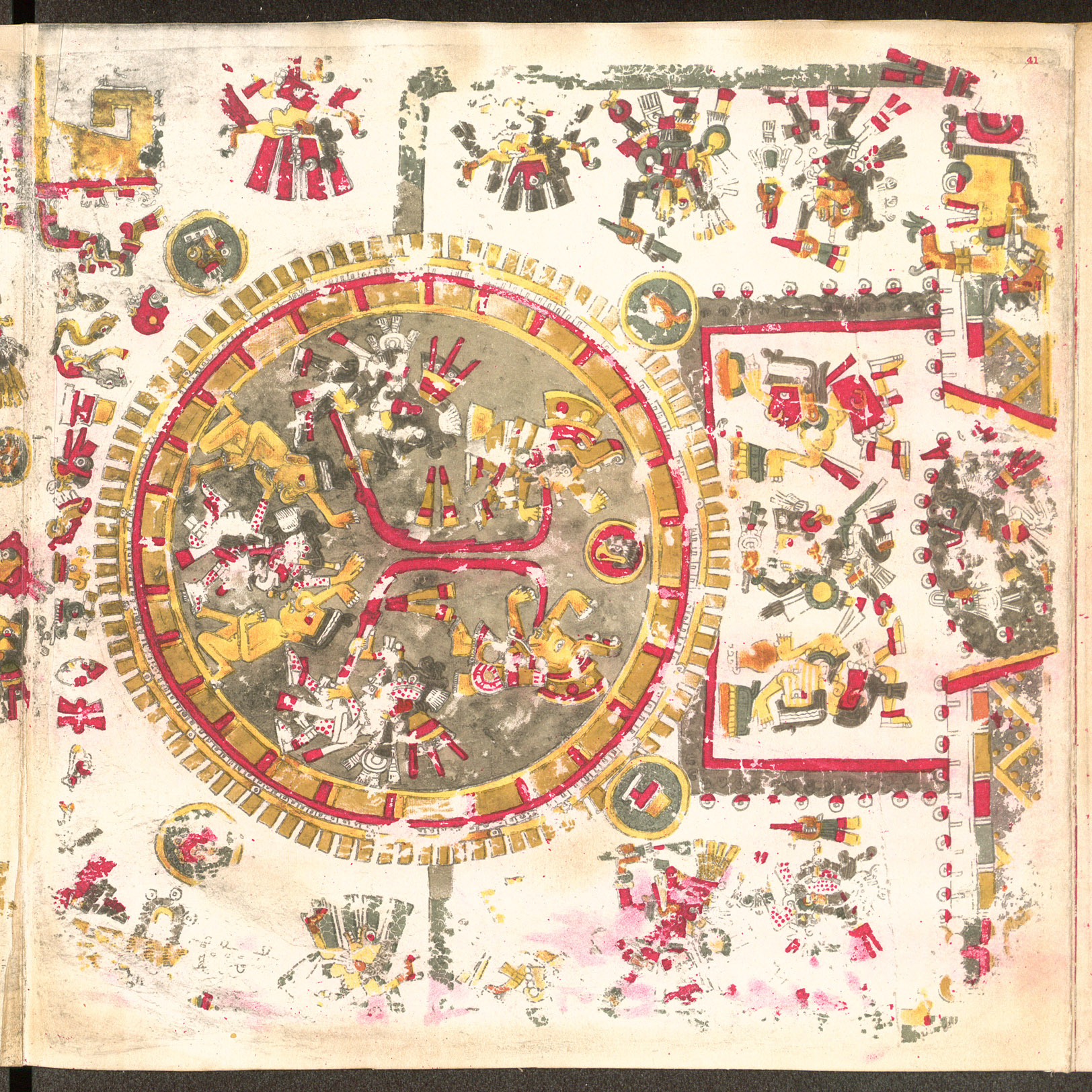
Página 41
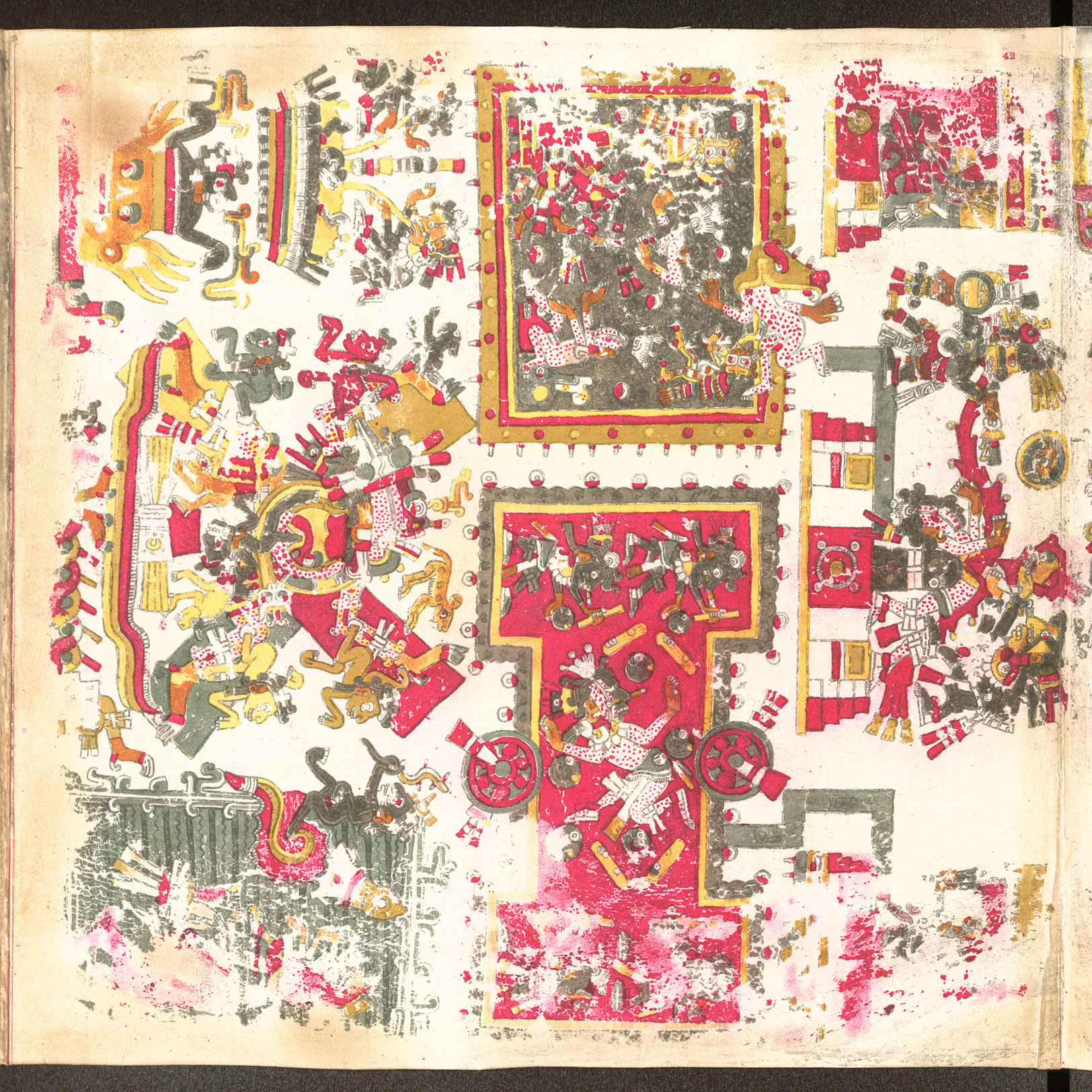
Página 42
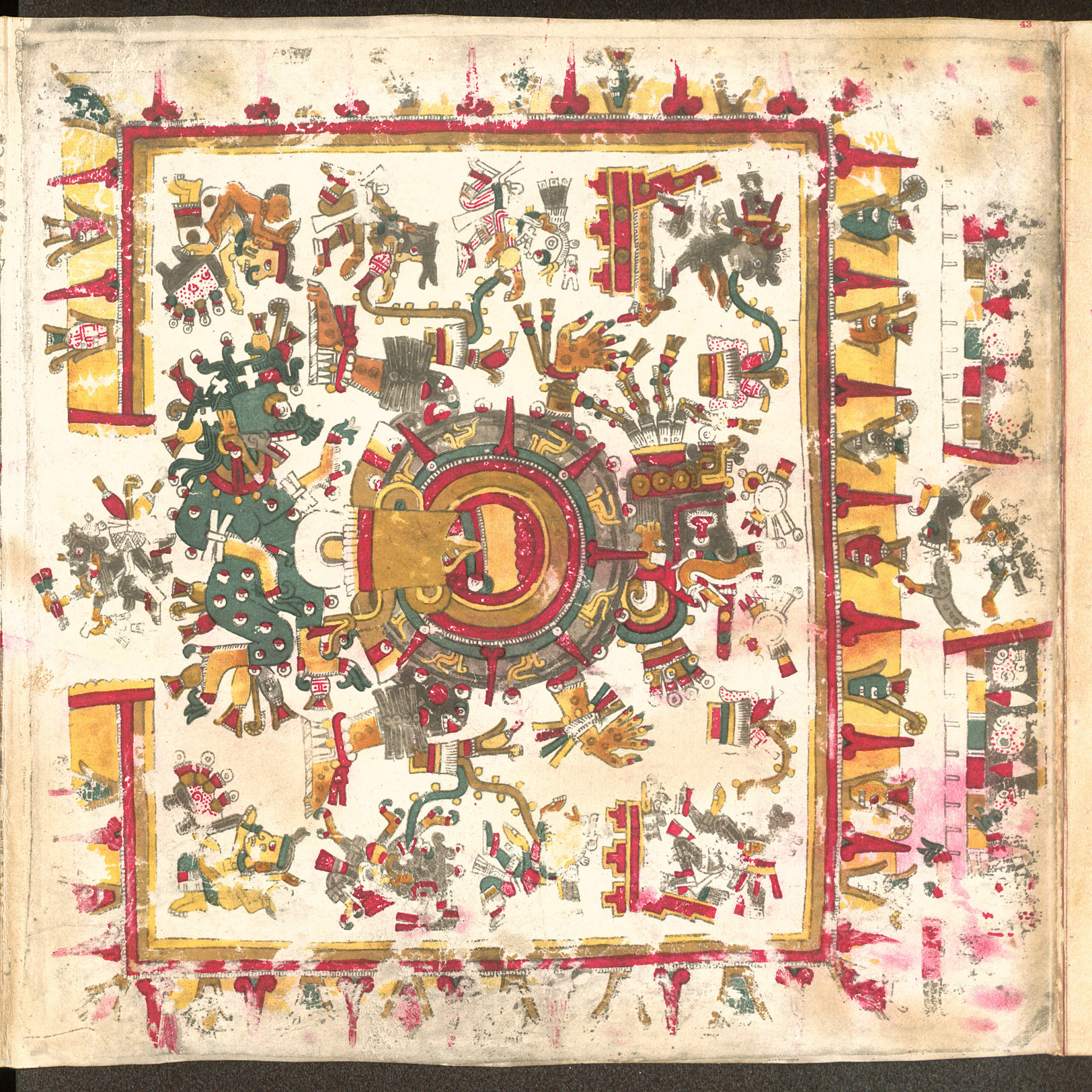
Página 43
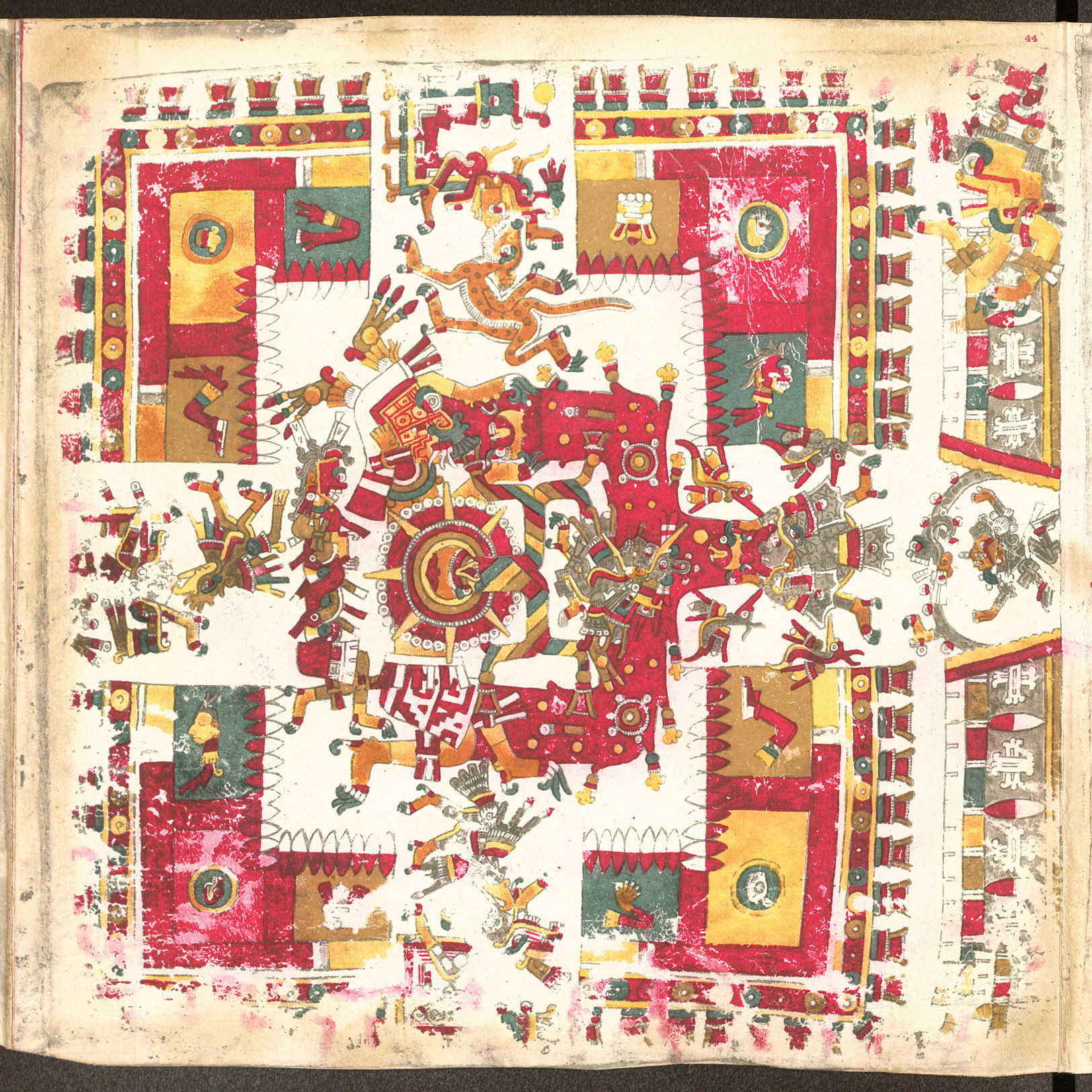
Página 44
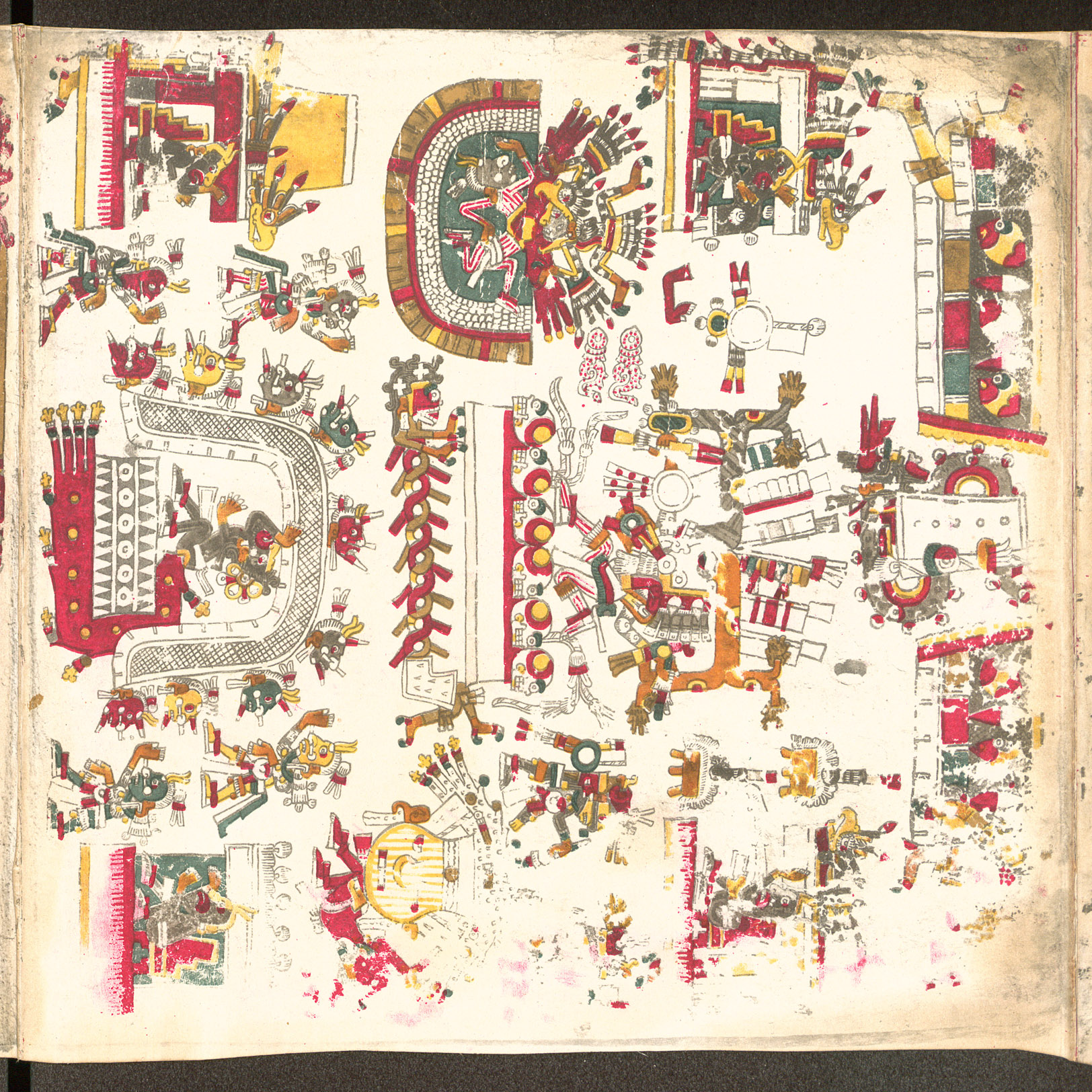
Página 45
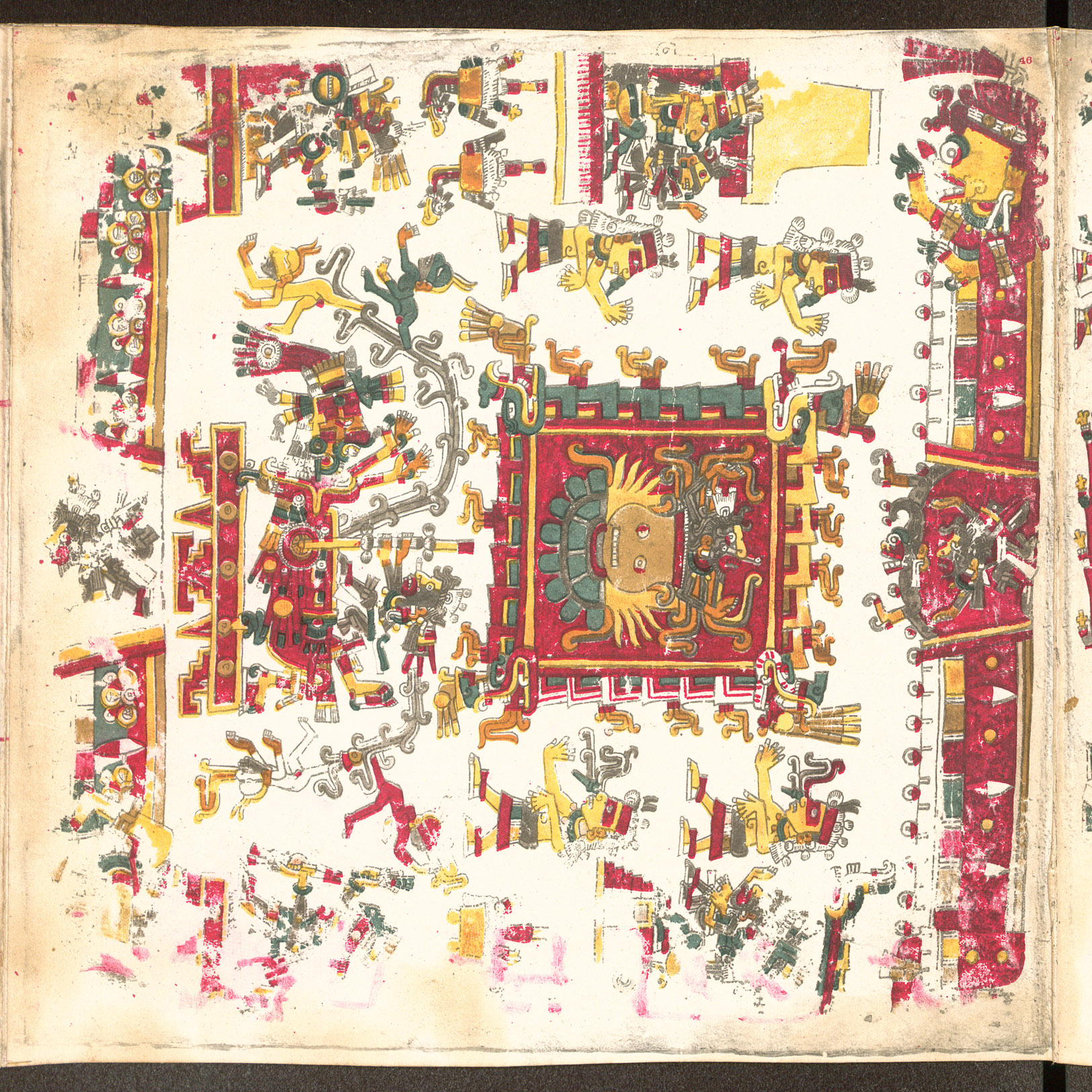
Página 46

### Sección 14: Las Cihuateteo y los Macuitonaleque (47-48)
En esta sección se representa a las cihuateteo, los espíritus divinizados de las mujeres que murieron en el parto, y los macuiltonaleque, espíritus masculinos del exceso, el placer y violencia.

Sección 14 del Códice Borgia
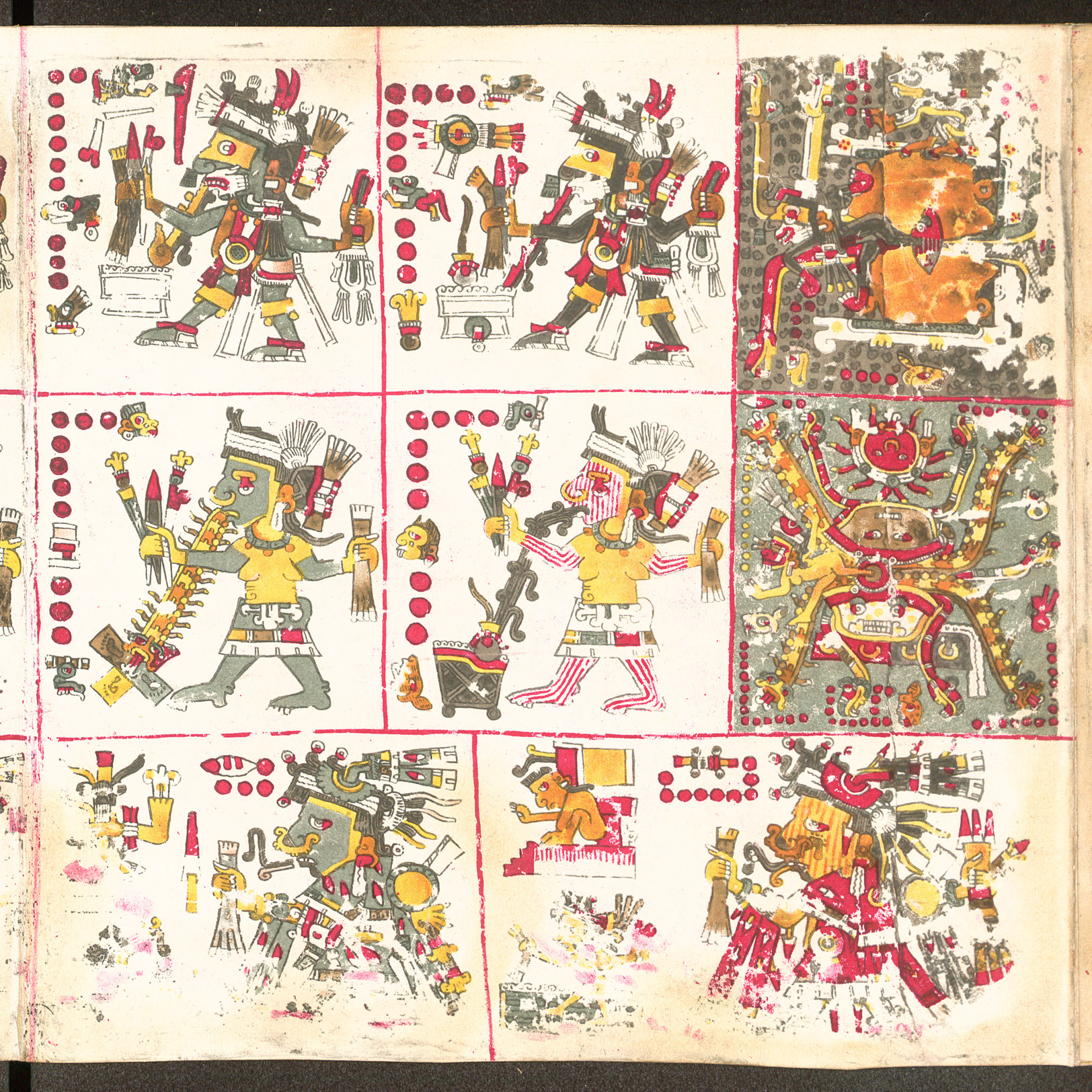
Página 47
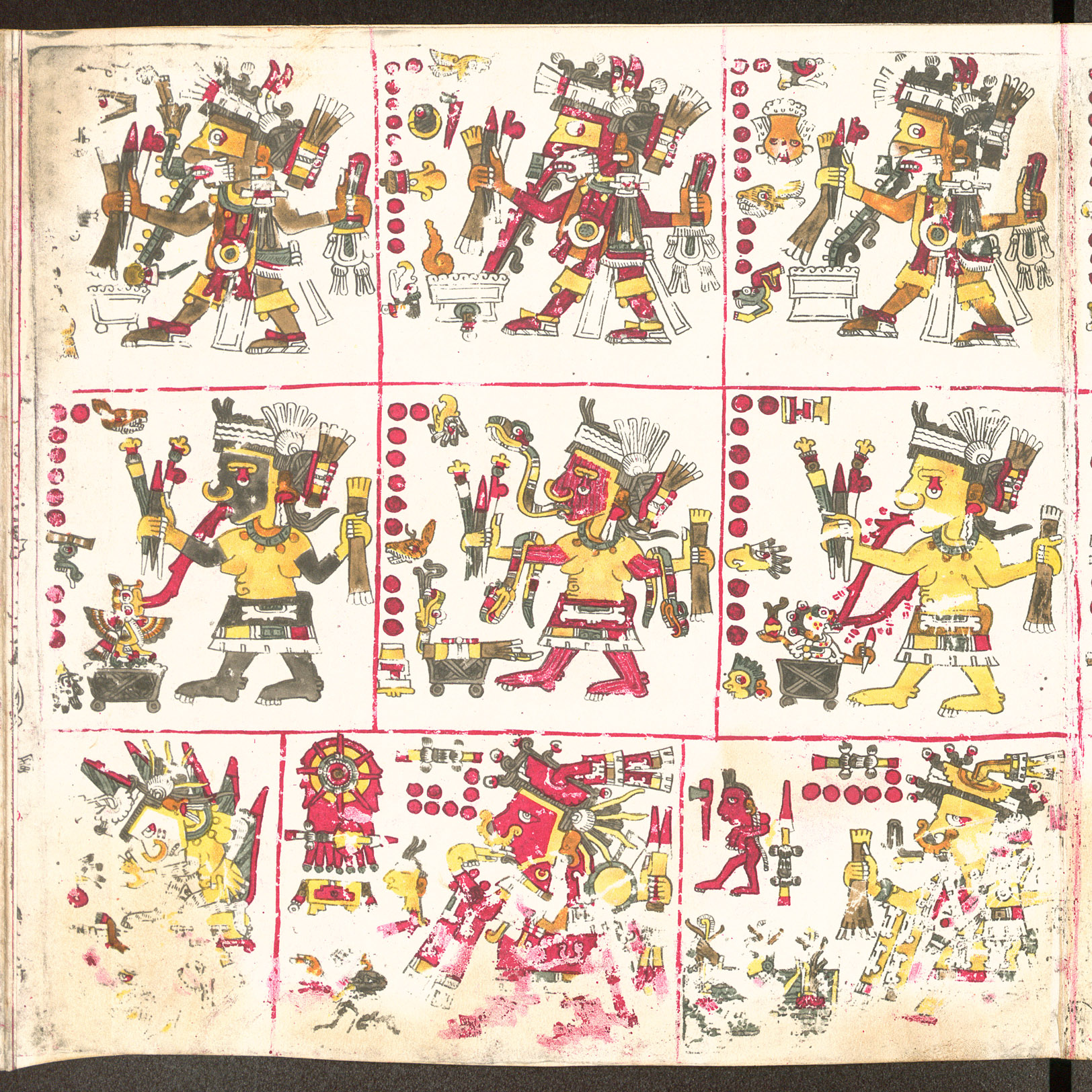
Página 48

### Secciones 15, 16 y 17: Almanaques direccionales y el 'ciervo de nuestra carne' (50-53)
Los almanaques direccionales representan los cuatro cuartos del universo y el centro, y sus correspondientes signos del día, árboles sagrados e 'imágenes mánticas'. El 'ciervo de nuestra carne' o tonacayo mazatl es un almanaque corpóreo que asocia signos de día con partes del cuerpo humano representado como un ciervo con los rasgos del dios Xochipilli. Su significado no está claro: según el Códice Tudela, son meros pronósticos para las personas que nacen con esos signos de nacimiento, mientras que el Códice Ríos sugiere un uso médico.

Secciones 15, 16 y 17 del Códice Borgia
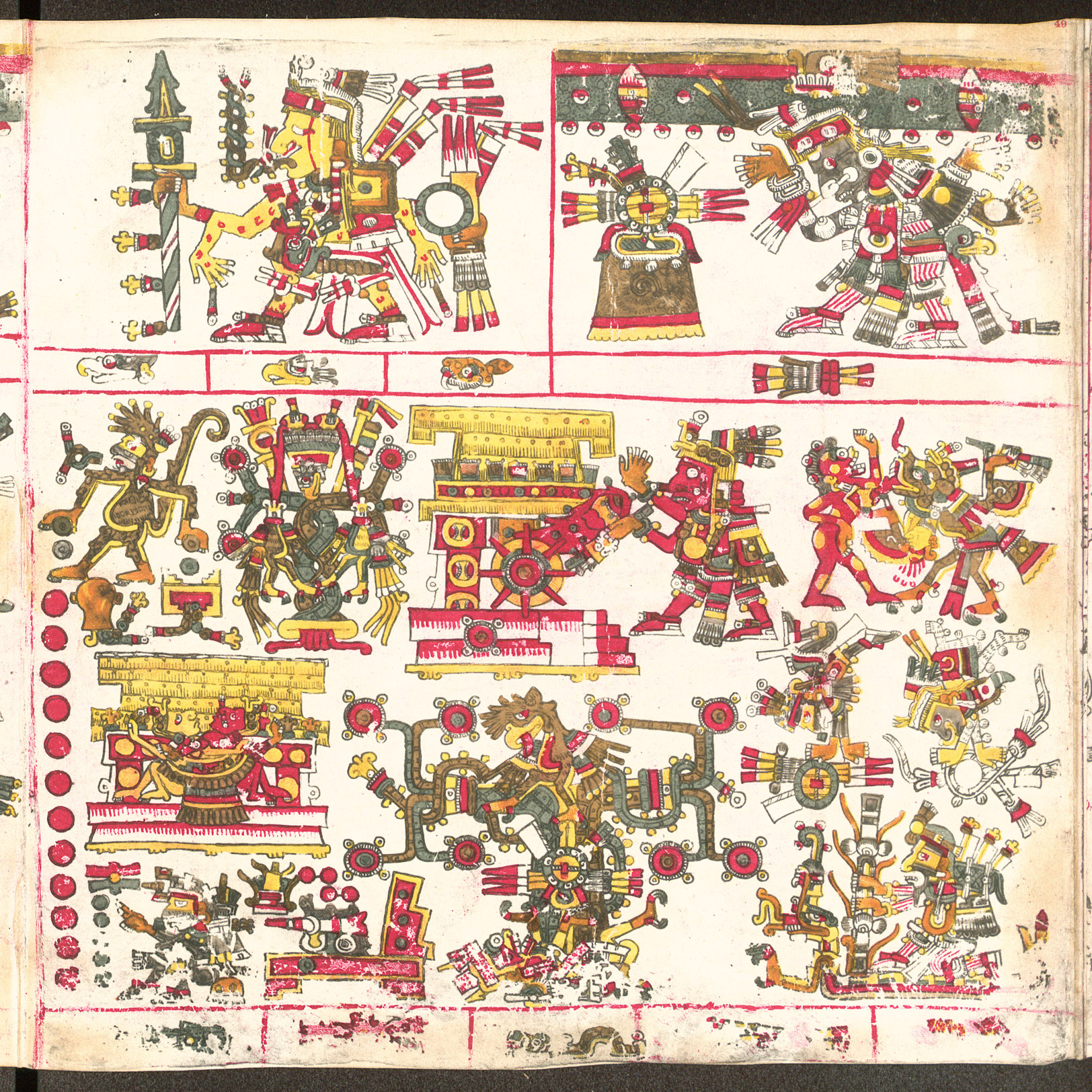
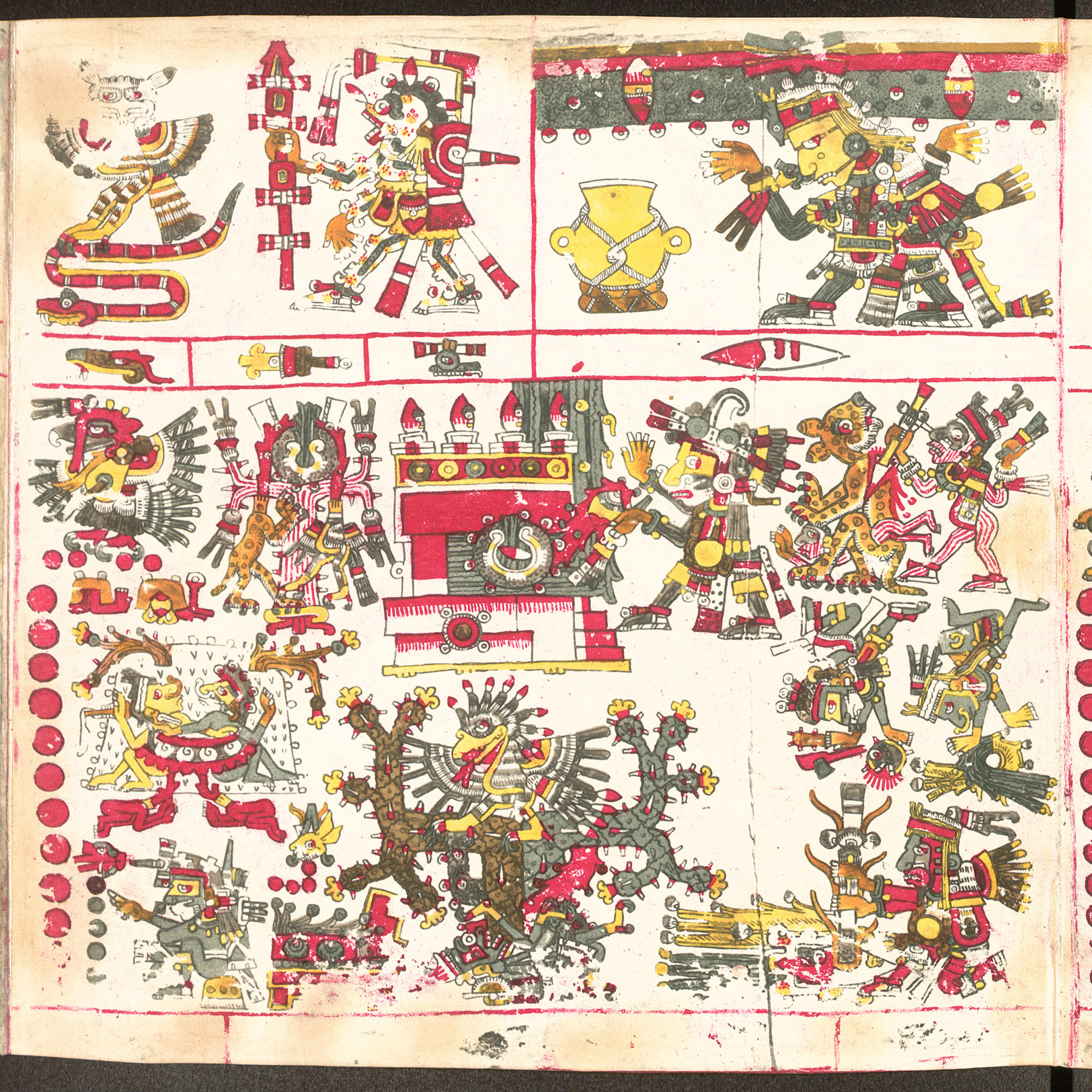
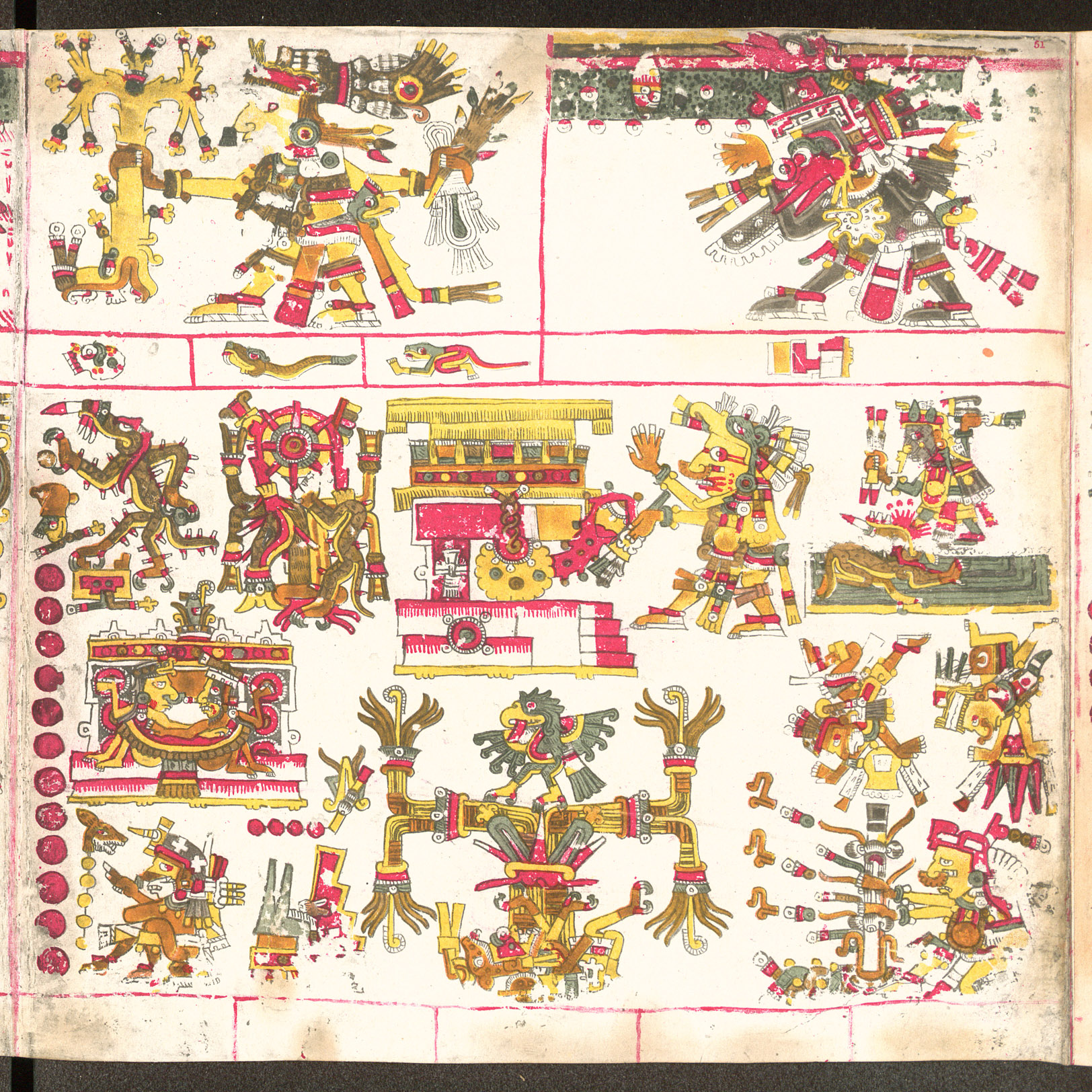
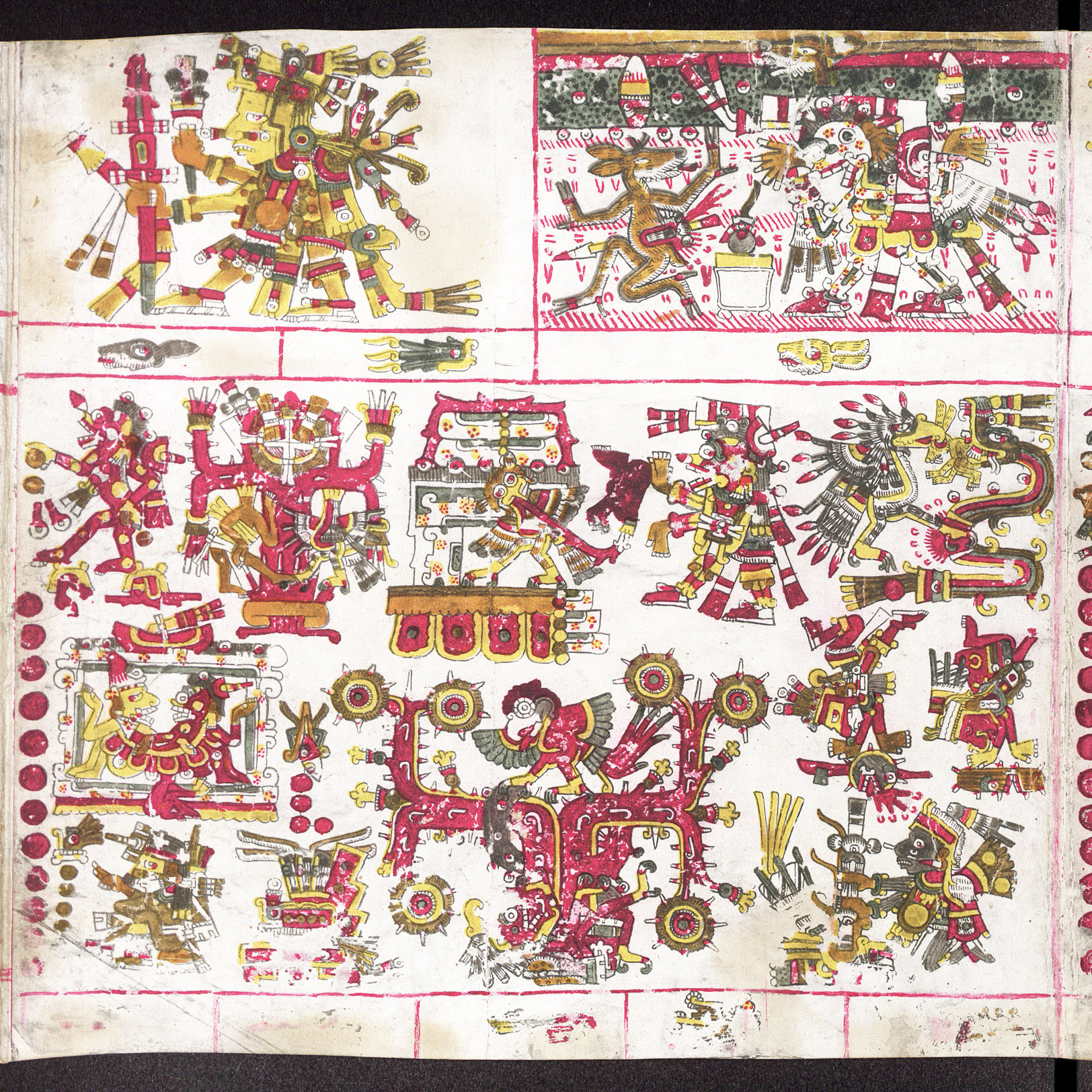
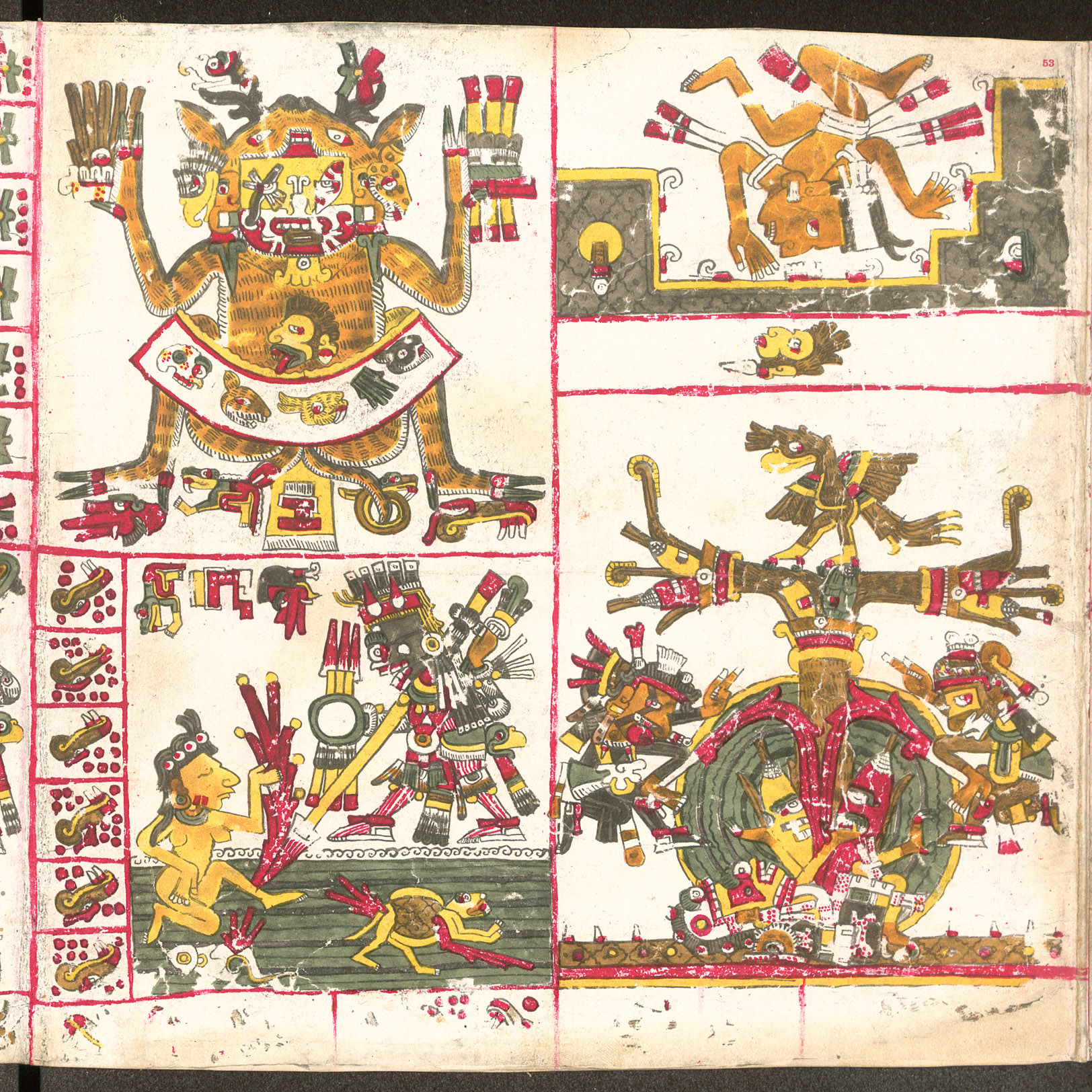

### Sección 18: La estrella de la mañana (53-54)
Esta sección comienza en la parte inferior izquierda de la página 53 y continúa a lo largo de la página 54. En general, siguiendo a Seler, se considera que la iconografía representa a Venus como la estrella de la mañana, perforando diferentes personajes o elementos iconográficos en diferentes días. Debido a las mecánicas del tonalpohualli, el orto helíaco de Venus solo puede ocurrir en los siguientes cinco signos: cocodrilo, serpiente, agua, caña y movimiento. Así, se presentan los pronósticos asociados al ascenso del planeta en cada día, así como los próximos tres días. La interpretación de la iconografía de cada unidad se ha relacionado con el agua (Caimán, Viento, Casa, Lagarto), entidades políticas (Serpiente, Muerte, Venado, Conejo), tierra y agricultura (Agua, Perro, Mono, Hierba), gobernantes (Caña, Jaguar, Águila y Zopilote), y guerra (Movimiento, Pedernal, Lluvia, Flor). Recientemente la erudita Ana Díaz ha cuestionado el mecanismo calendárico presente en estas páginas, que no parecen ser aptas para este cálculo astronómico; sin embargo, la evidencia jeroglífica de Seibal en el área maya y el Códice Maya de México, el almanaque de Venus más antiguo de Mesoamérica, sugiere que estos cálculos son de origen mexicano central, más que maya.

Sección 18 del Códice Borgia
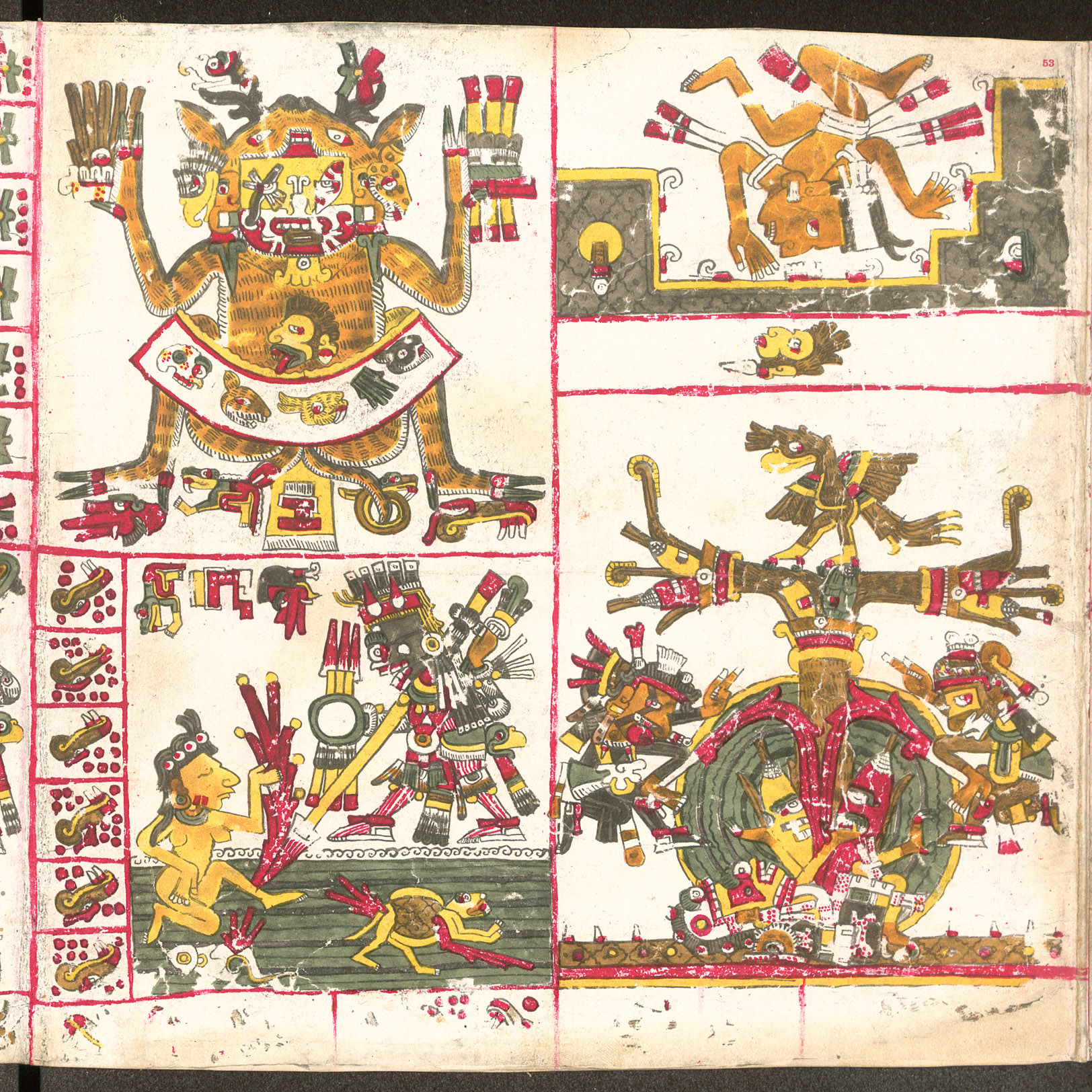
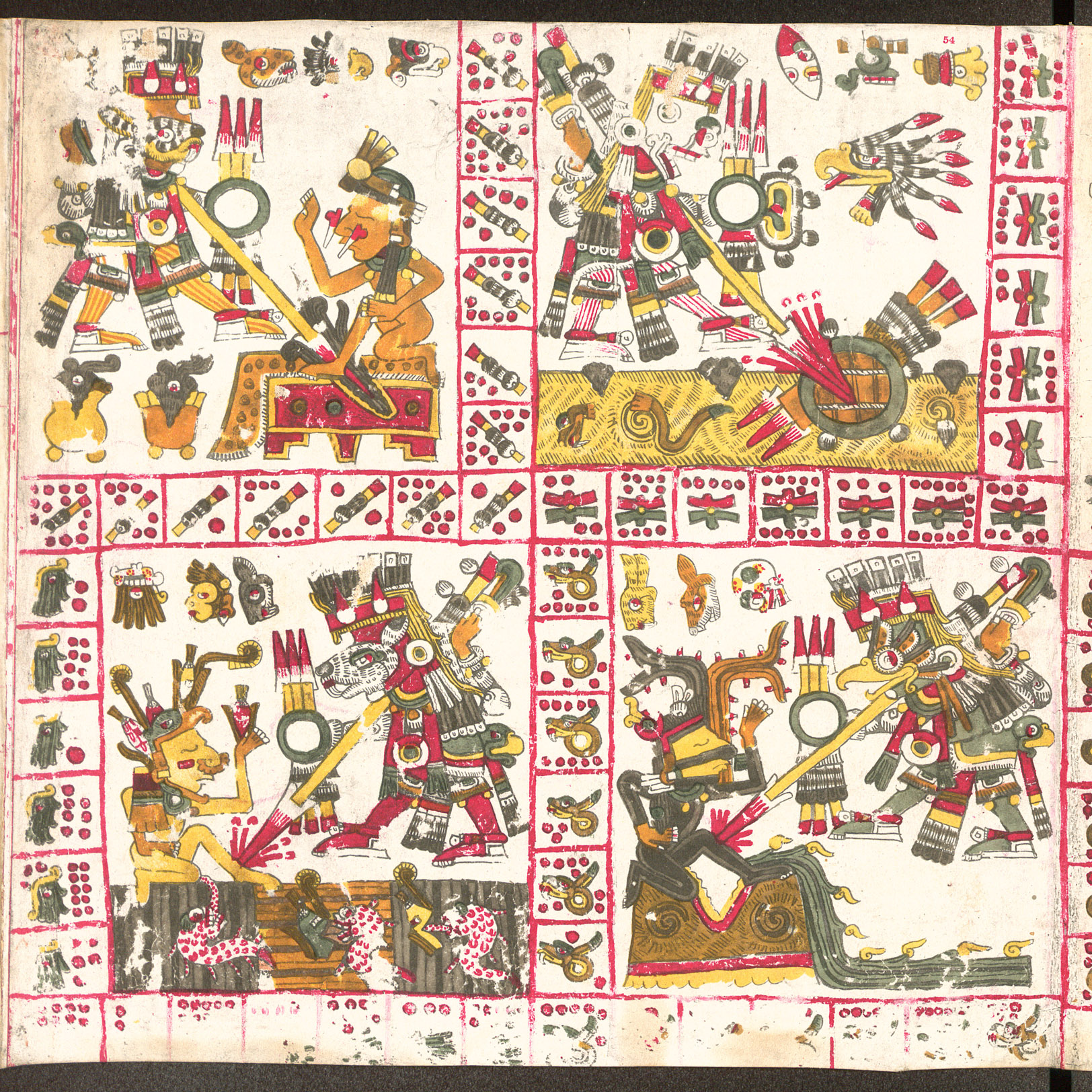

### Sección 19: Los dioses de los comerciantes (55)
Esta sección describe los signos del día asociados a diferentes deidades representadas como viajeros o comerciantes, y sus pronósticos asociados.

Sección 19 del Códice Borgia
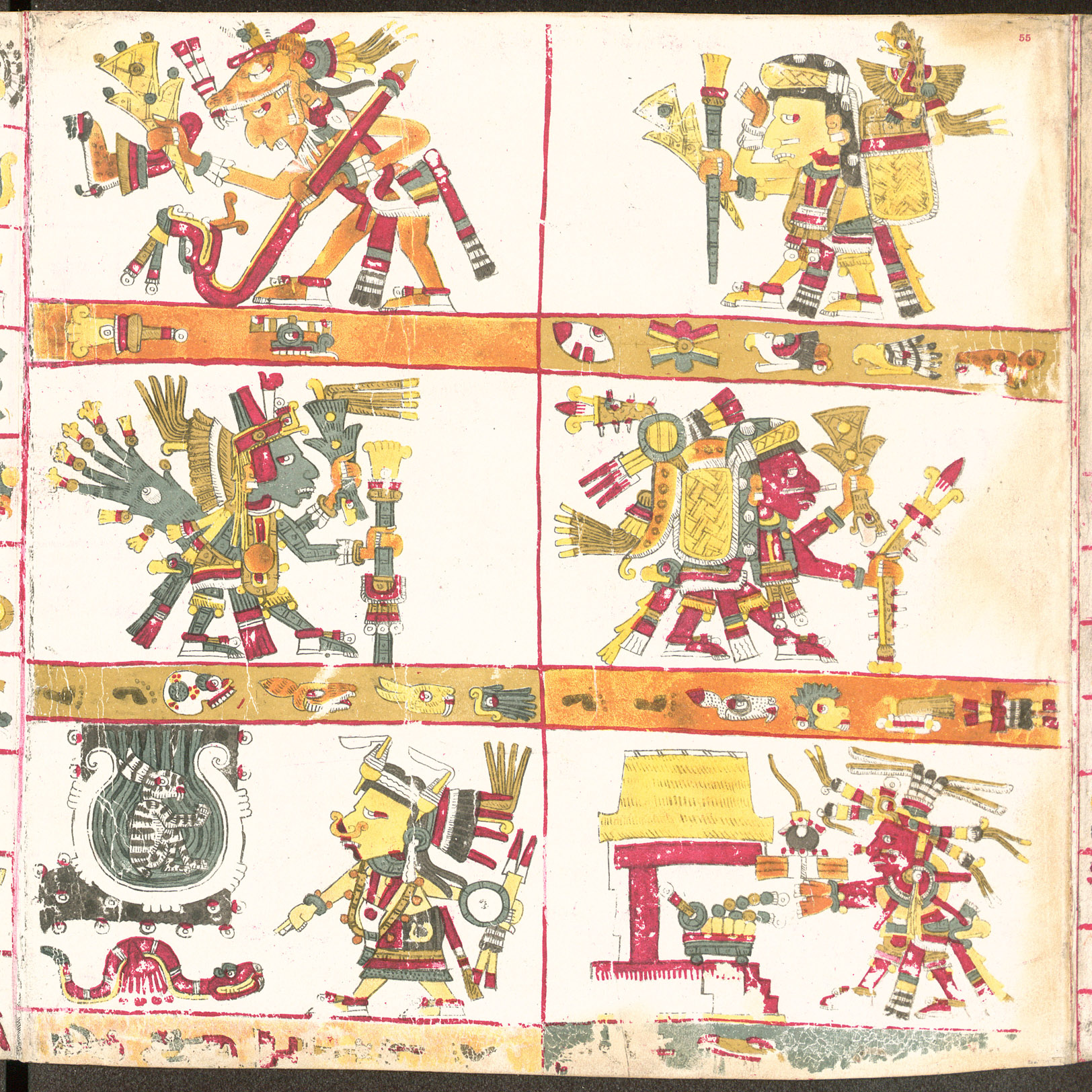

### Sección 20: El Tonalpohualli dividido entre Quetzalcoatl y Mictlantecuhtli (56)
Esta página muestra a Mictlantecuhtli y Quetzalcoatl espalda con espalda. Se desconoce el propósito, pero quizás estaba relacionado con los pronósticos de vida o muerte en medicina.

Sección 20 del Códice Borgia
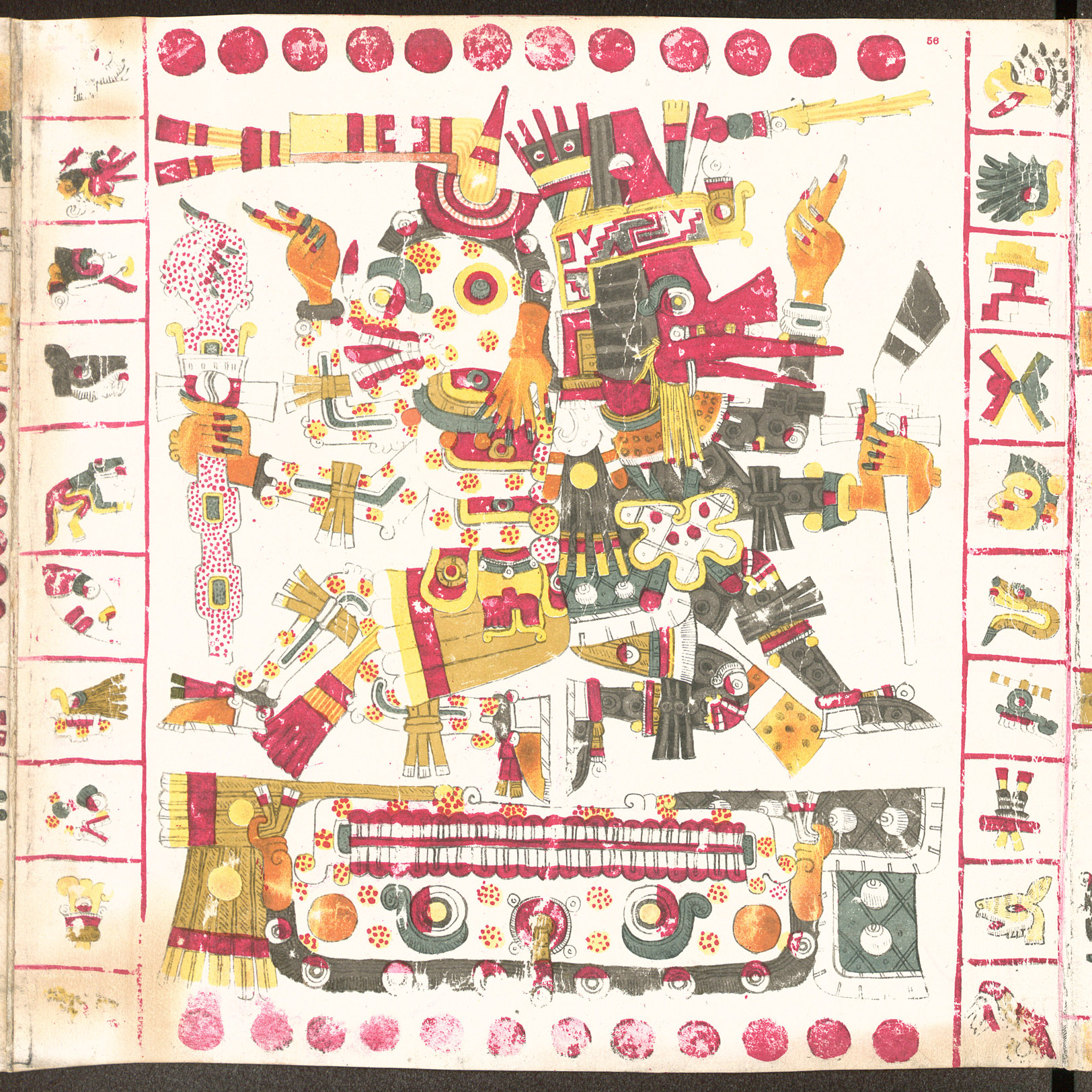

### Section 21 y 22: Almanaque de matrimonios (57-60)
Esta sección comprende los pronósticos de matrimonios. Se suma el coeficiente del signo de nacimiento de Tonalpohualli del novio y de la novia (que pueden ir del 1 a 13), y la suma resultante se compara con cada una de las imágenes, que van de 2, el resultado más bajo, a 26, el más alto. El pronóstico viene dado por la iconografía: en general, los números pares son afortunados, impares, desafortunados.

Secciones 21 y 22 del Códice Borgia
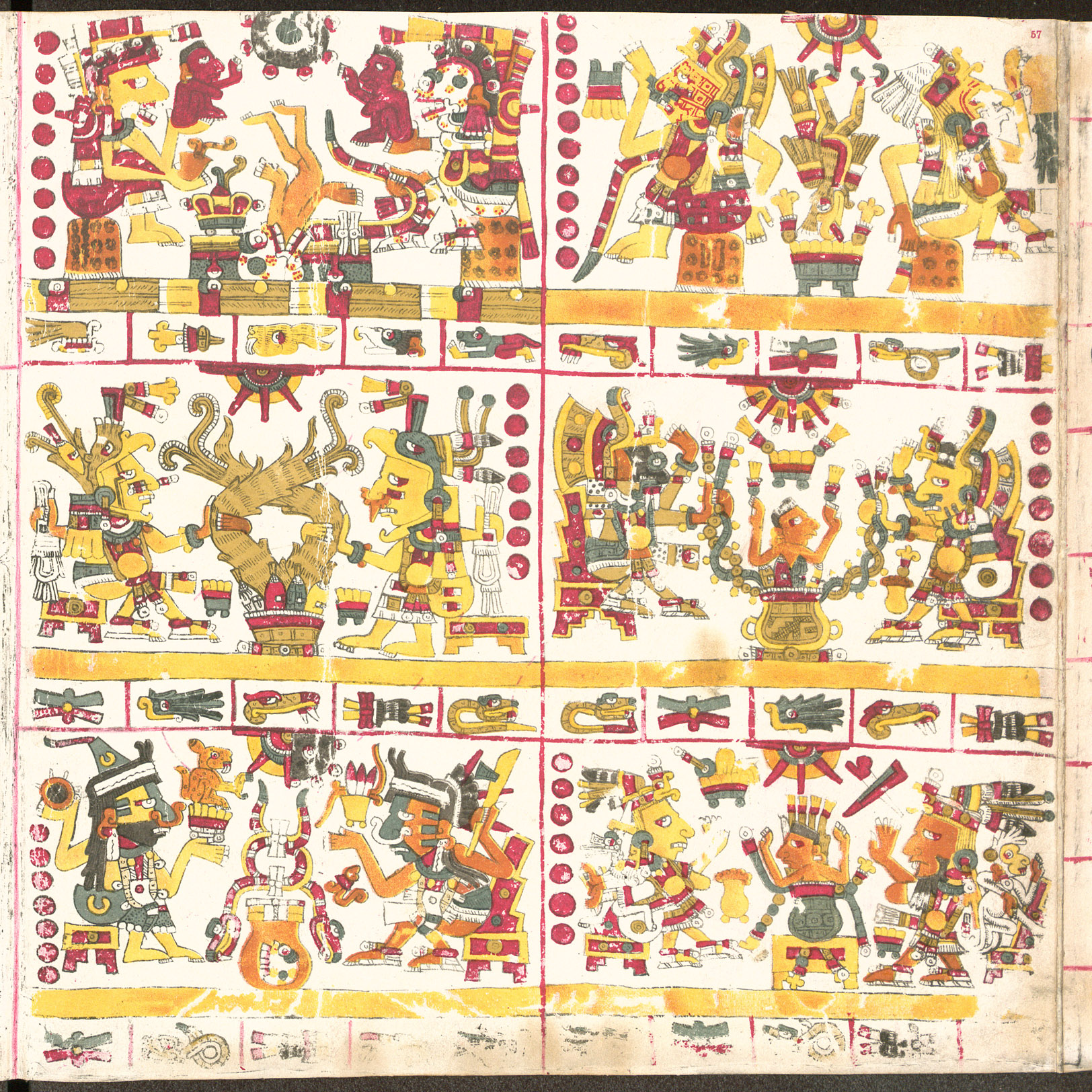
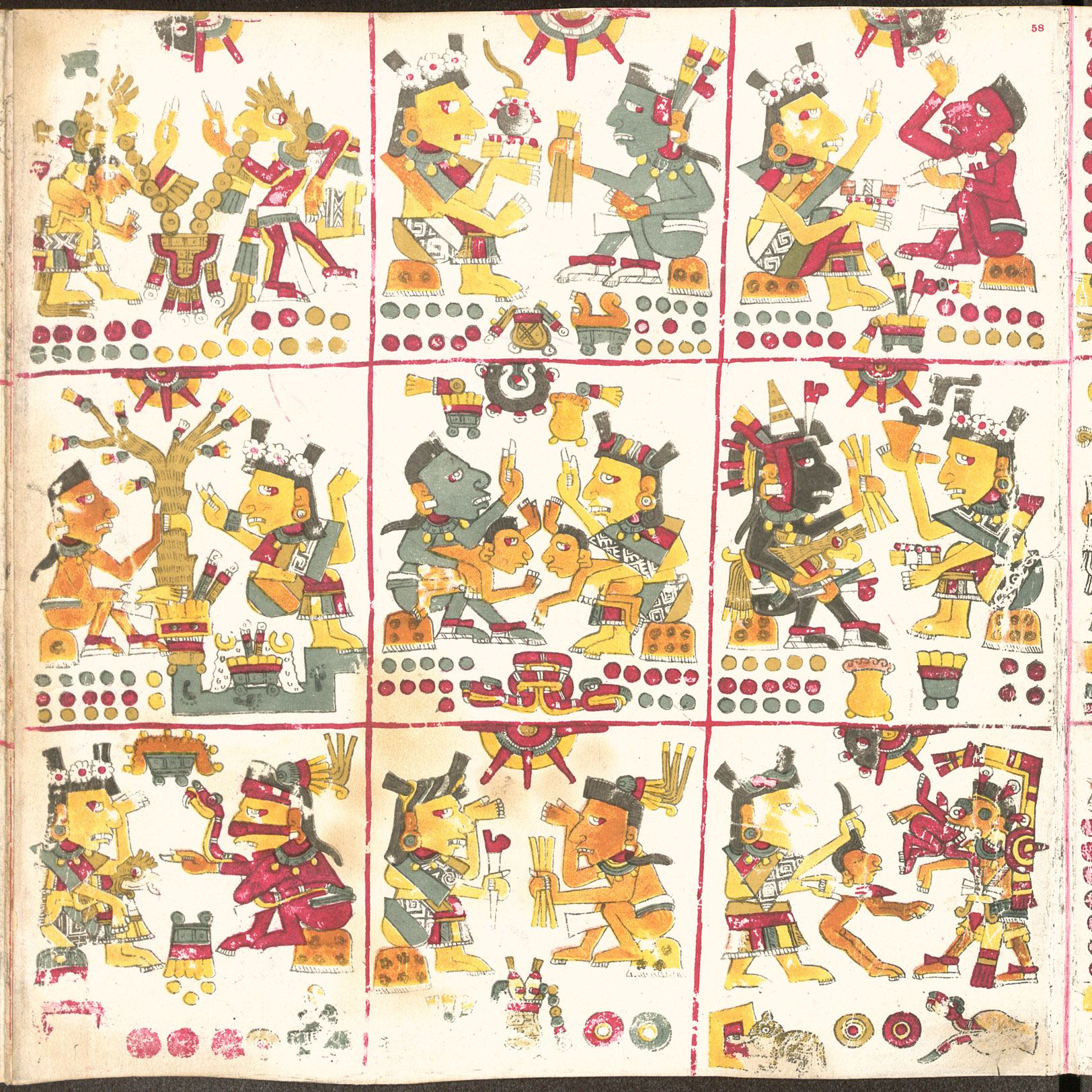
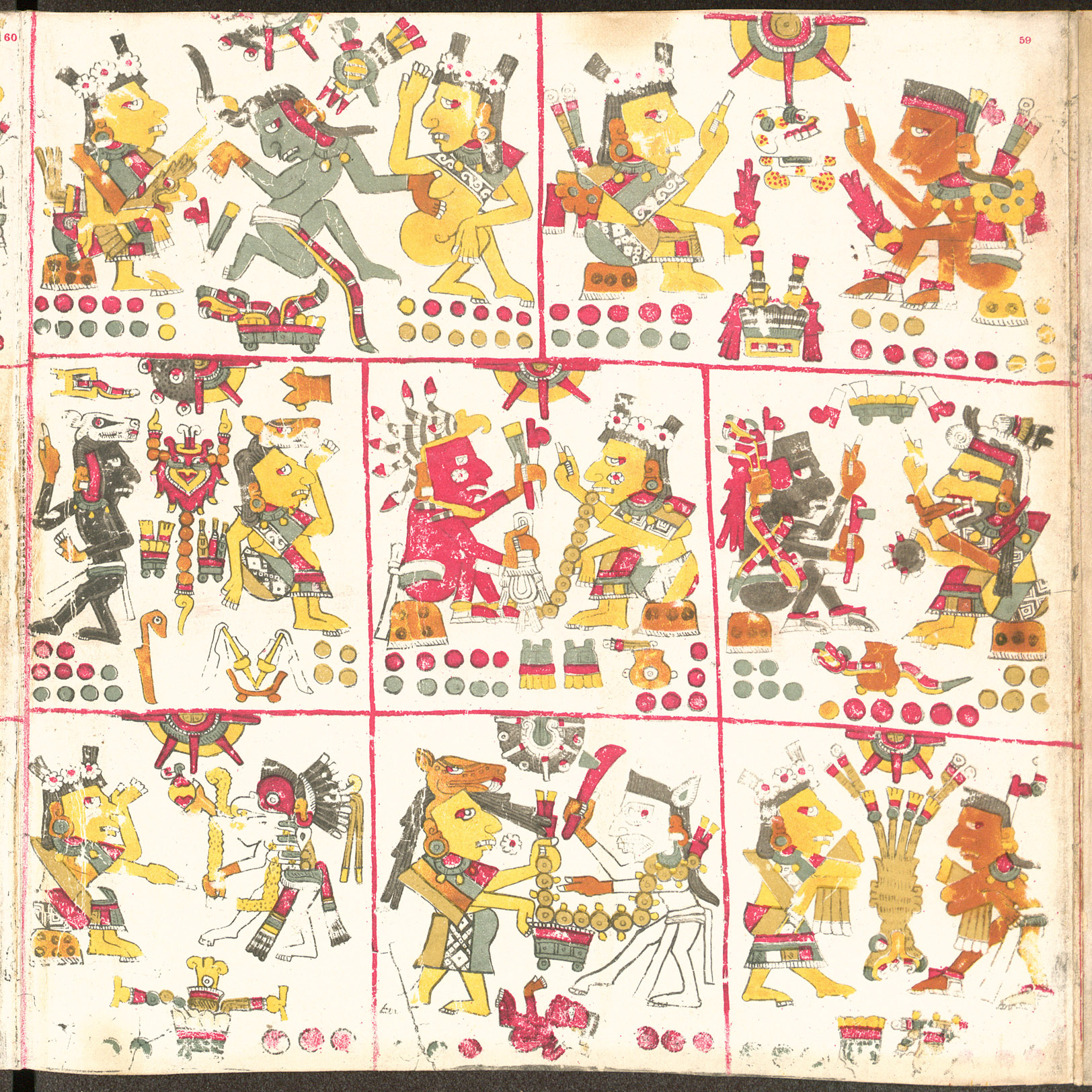
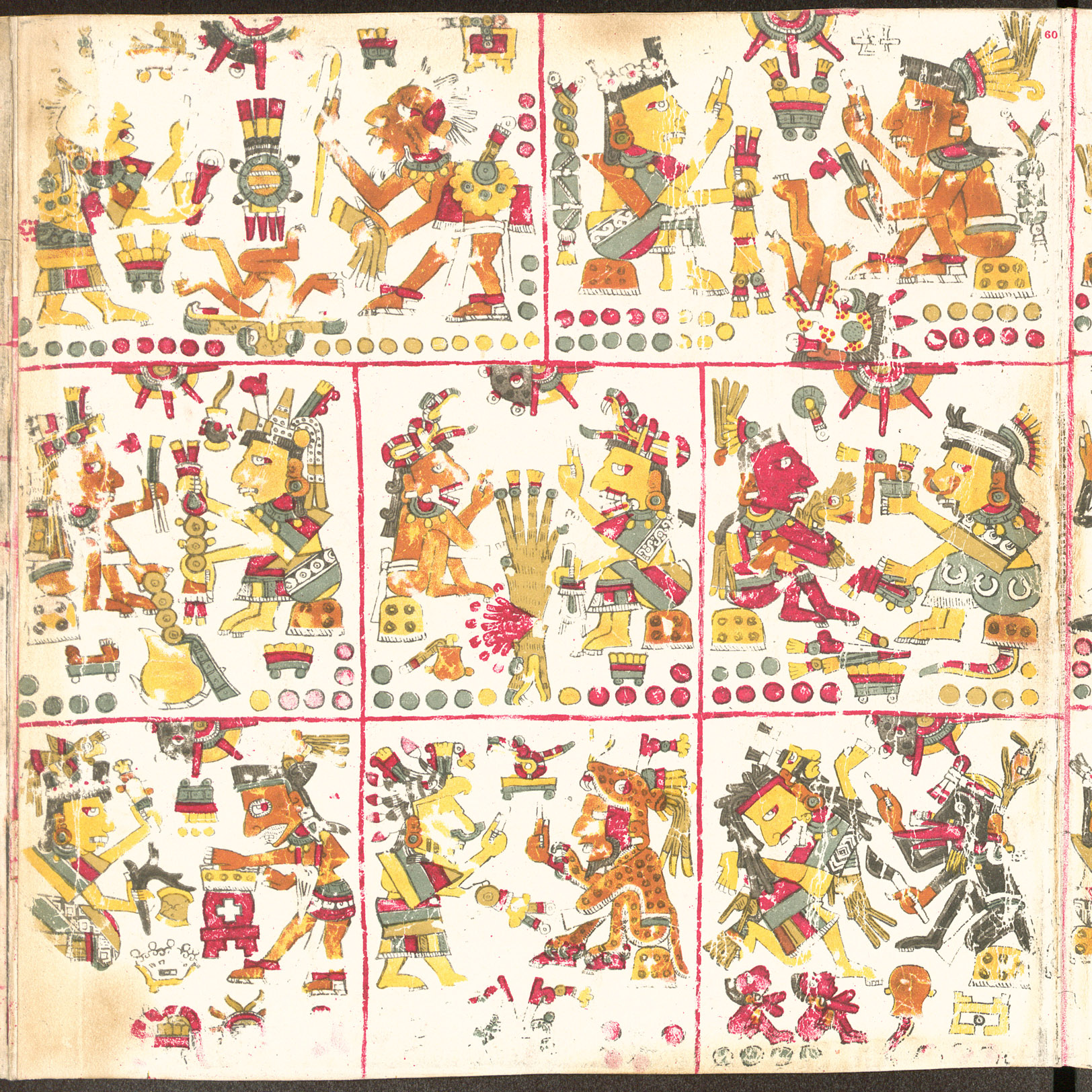

### Secciones 23 y 24: Las veinte trecenas delTonalpohualliy los volátiles (61-71)
Un tonalpohualli completo, que comprende los veinte períodos de 13 días que se conocían como trecenas en español, que algunos cronistas consideraban equivalentes a semanas en el calendario gregoriano. Cada trecena lleva el nombre de su signo de día inicial, y cada una tiene un dios patrón que determina si tiene suerte o si tiene mala suerte. Trecenas, dioses patronos y pronósticos son los siguientes, según las glosas del Codex Borbonicus:
1. 1 Caimán, Tonacatecuhtli
2. 1 Jaguar, Ehecatl
3. 1 Ciervo, Tepeyollotl
4. 1 Flor, Huehuecoyotl
5. 1 Caña, Chalchiuhtlicue
6. 1 Muerte, Tonatiuh
7. 1 Lluvia, Tlaloc
8. 1 Hierba, Mayahuel
9. 1 Serpiente, Xiuhtecuhtli
10. 1 Pedernal, Mictlantecuhtli
11. 1 Mono, Patecatl
12. 1 Lagarto, Ixtlacoliuhqui
13. 1 Movimiento, Tlazoltéotl
14. 1 Perro, Xipe Totec
15. 1 Casa, Itzpapalotl
16. 1 Zopilote, Xolotl
17. 1 Agua, Chalchiuhtotolin
18. 1 Viento, Chantico
19. 1 Águila, Xochiquetzal
20. 1 Conejo, Xiuhtecuhtli

La última página de esta sección muestra al dios del sol, Tonatiuh, recibiendo ofrendas. Asimismo, muestra los volátiles o animales voladores sagrados asociados a cada día.

Secciones 23 y 24 del Códice Borgia
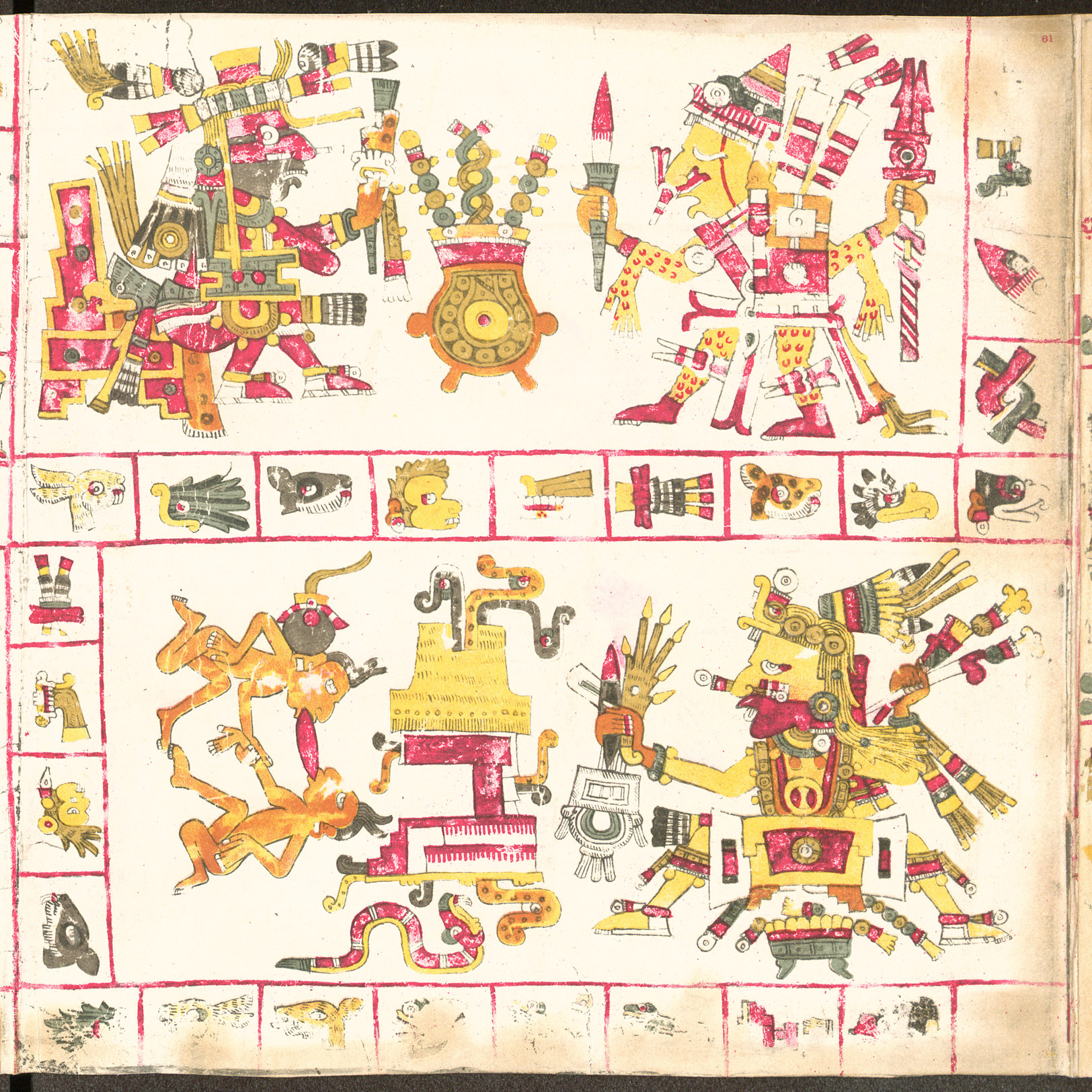
Página 61
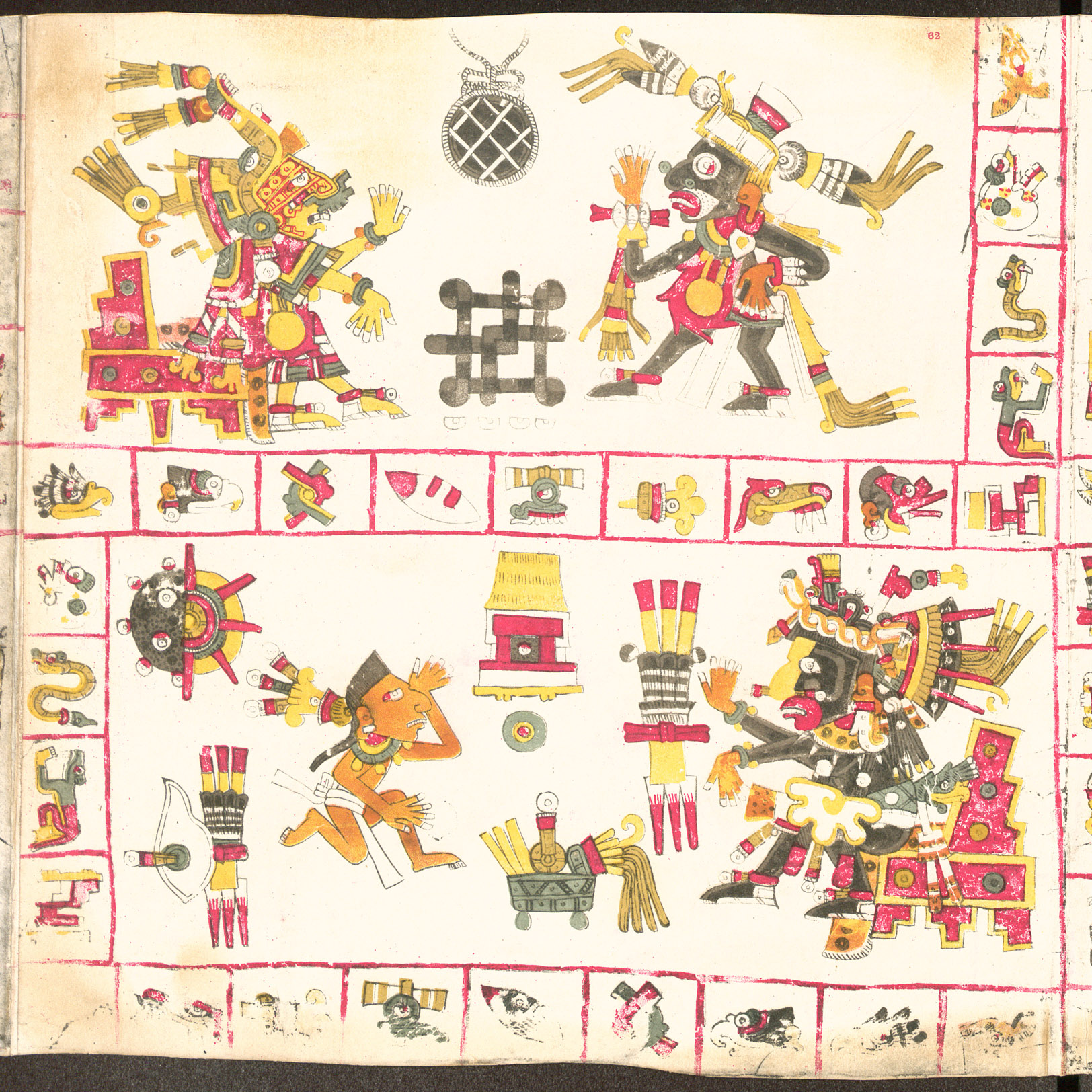
Página  62
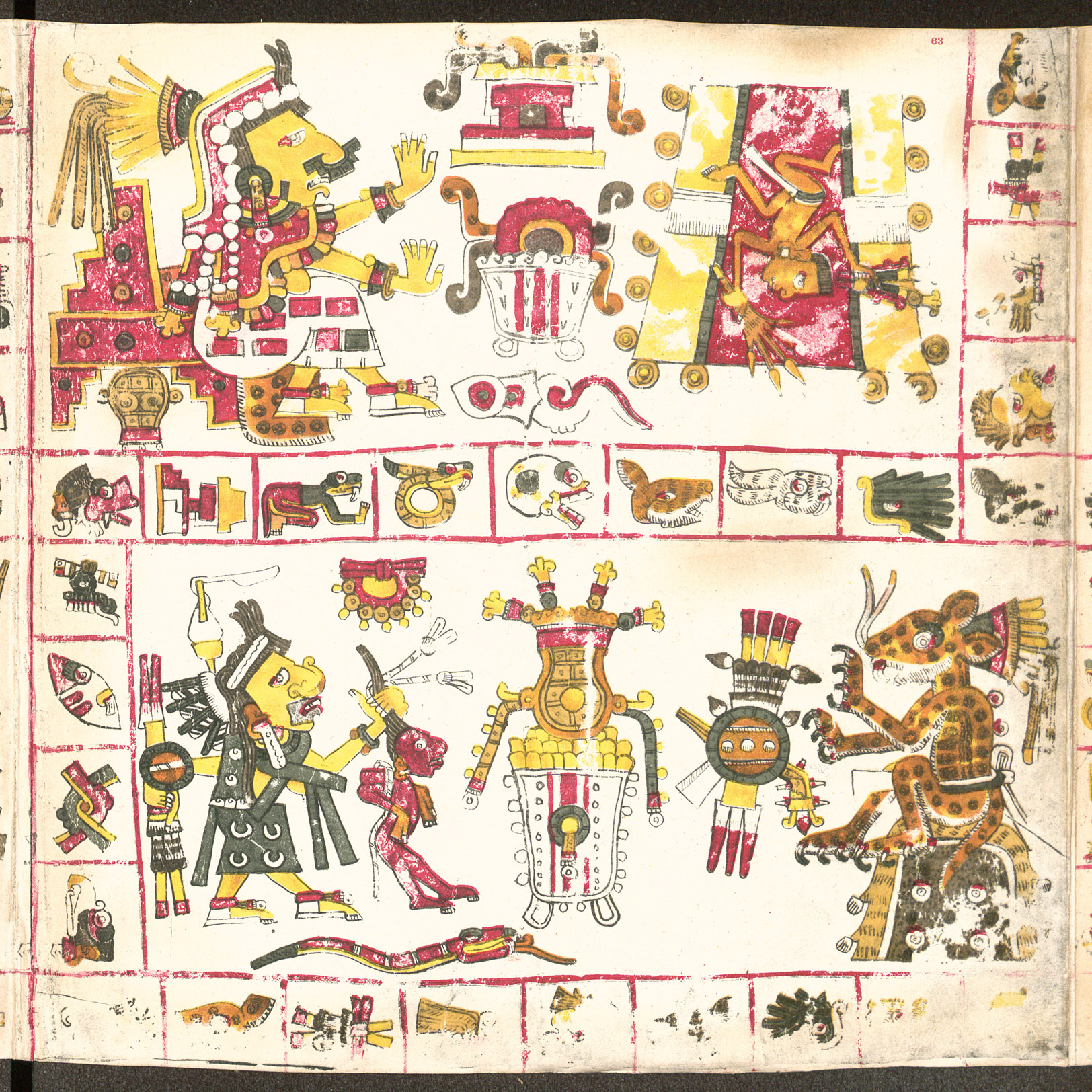
Página 63
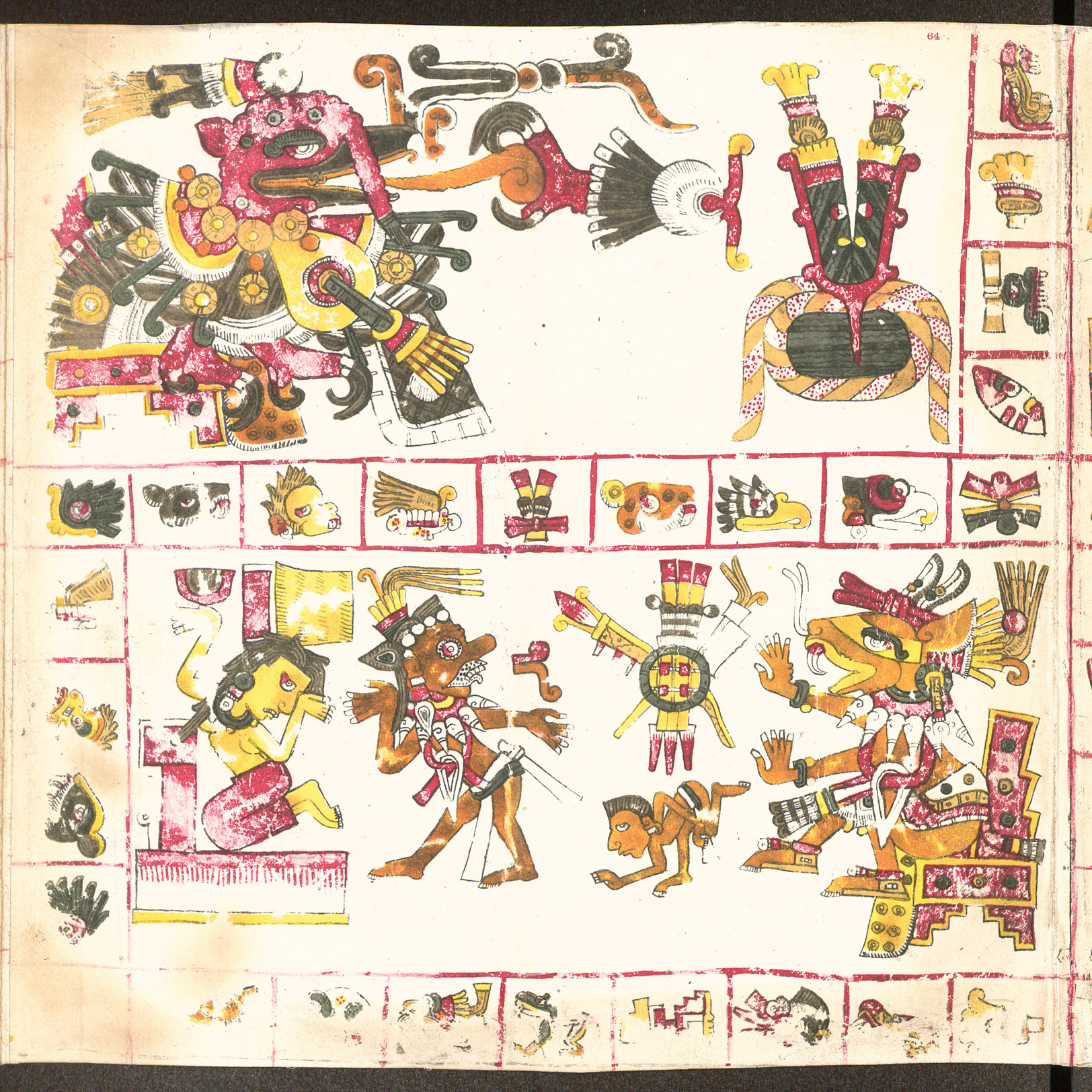
Página 64
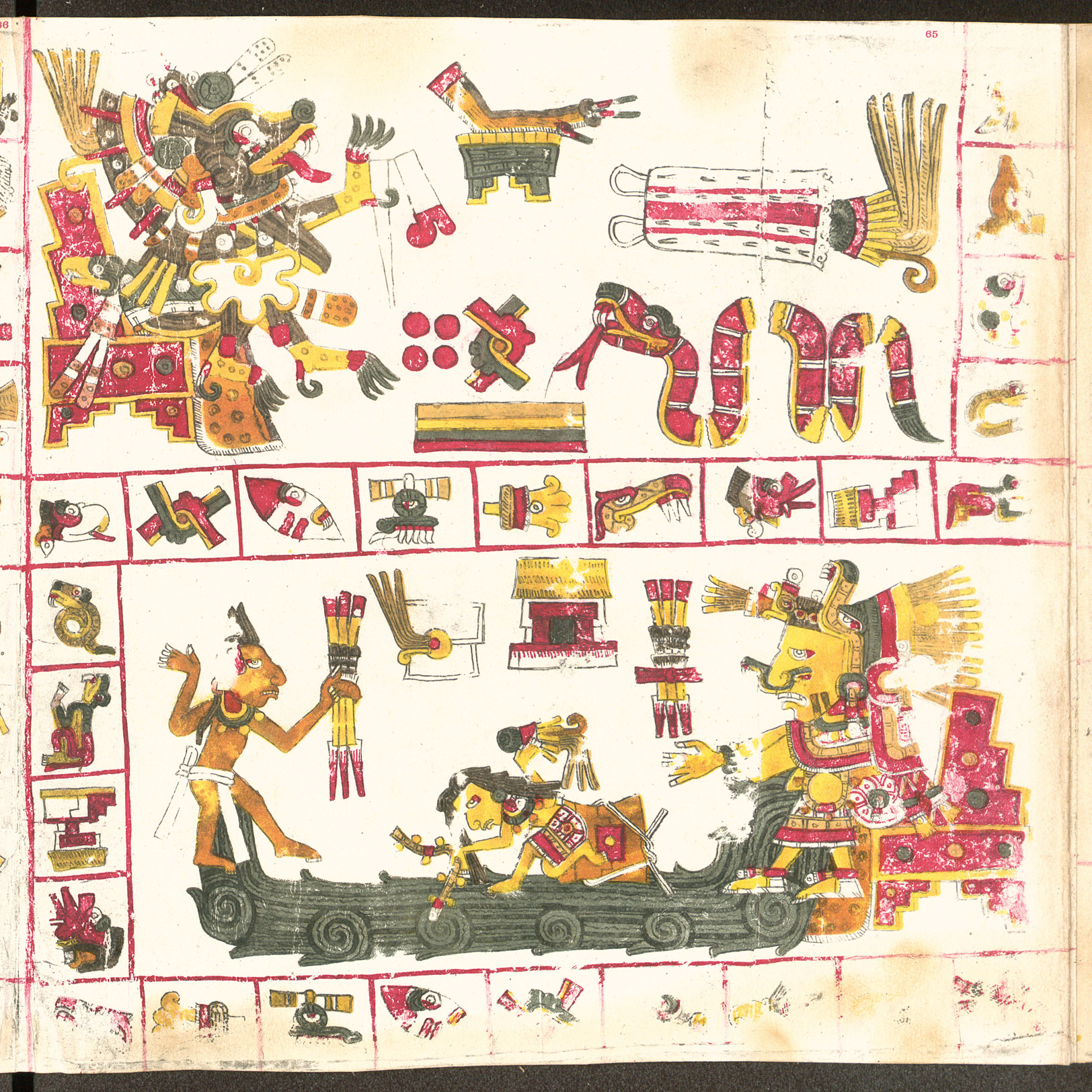
Página 65
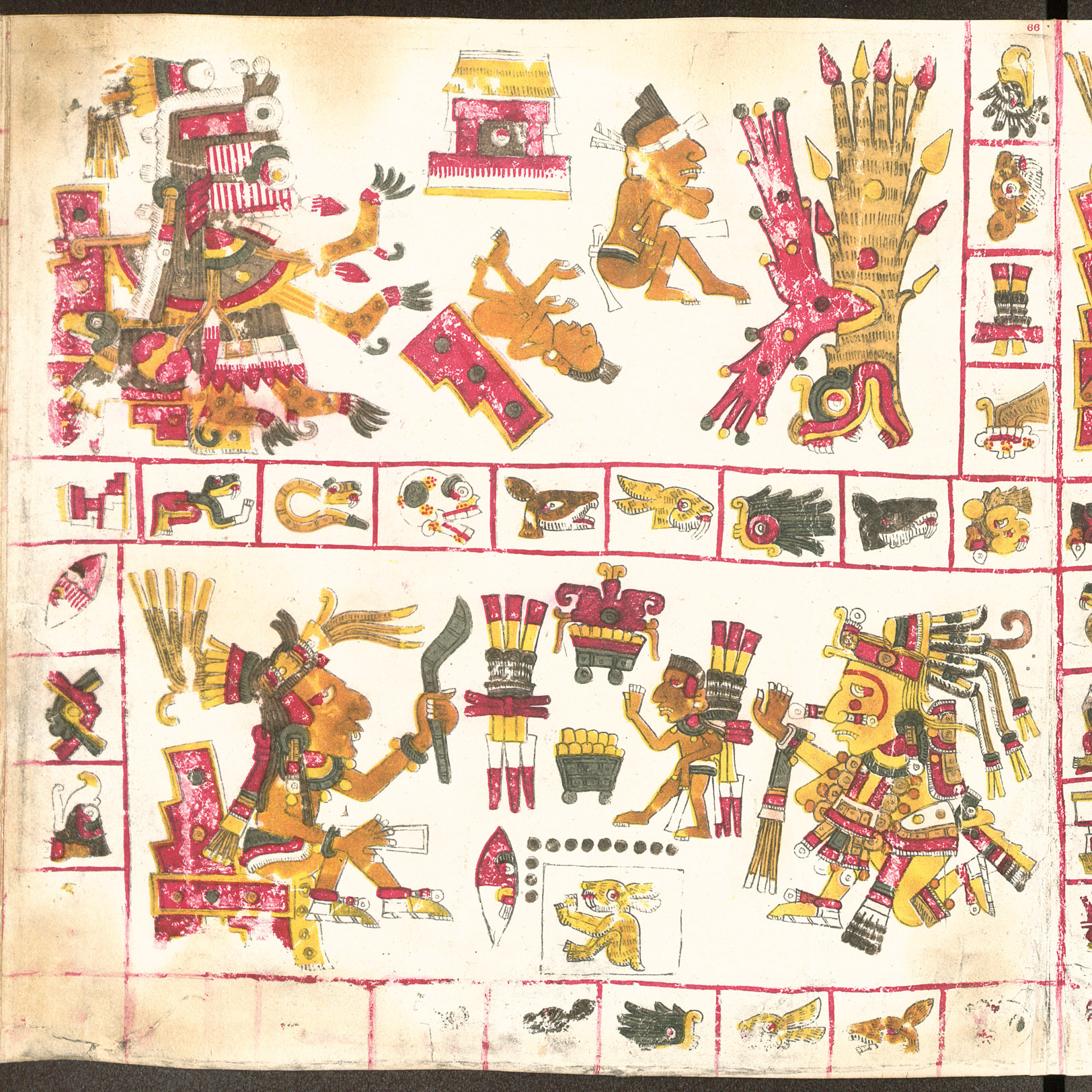
Página 66
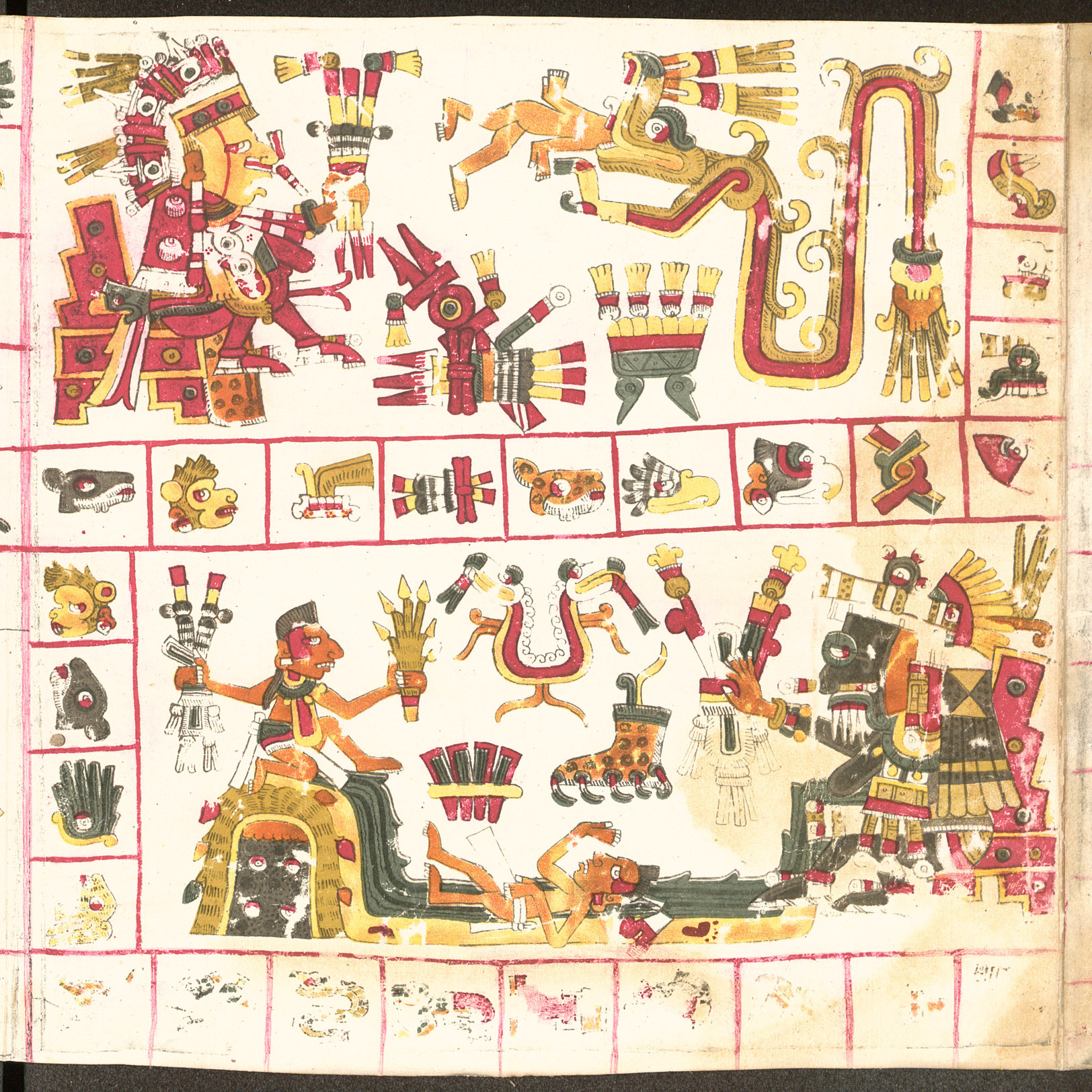
Página 67
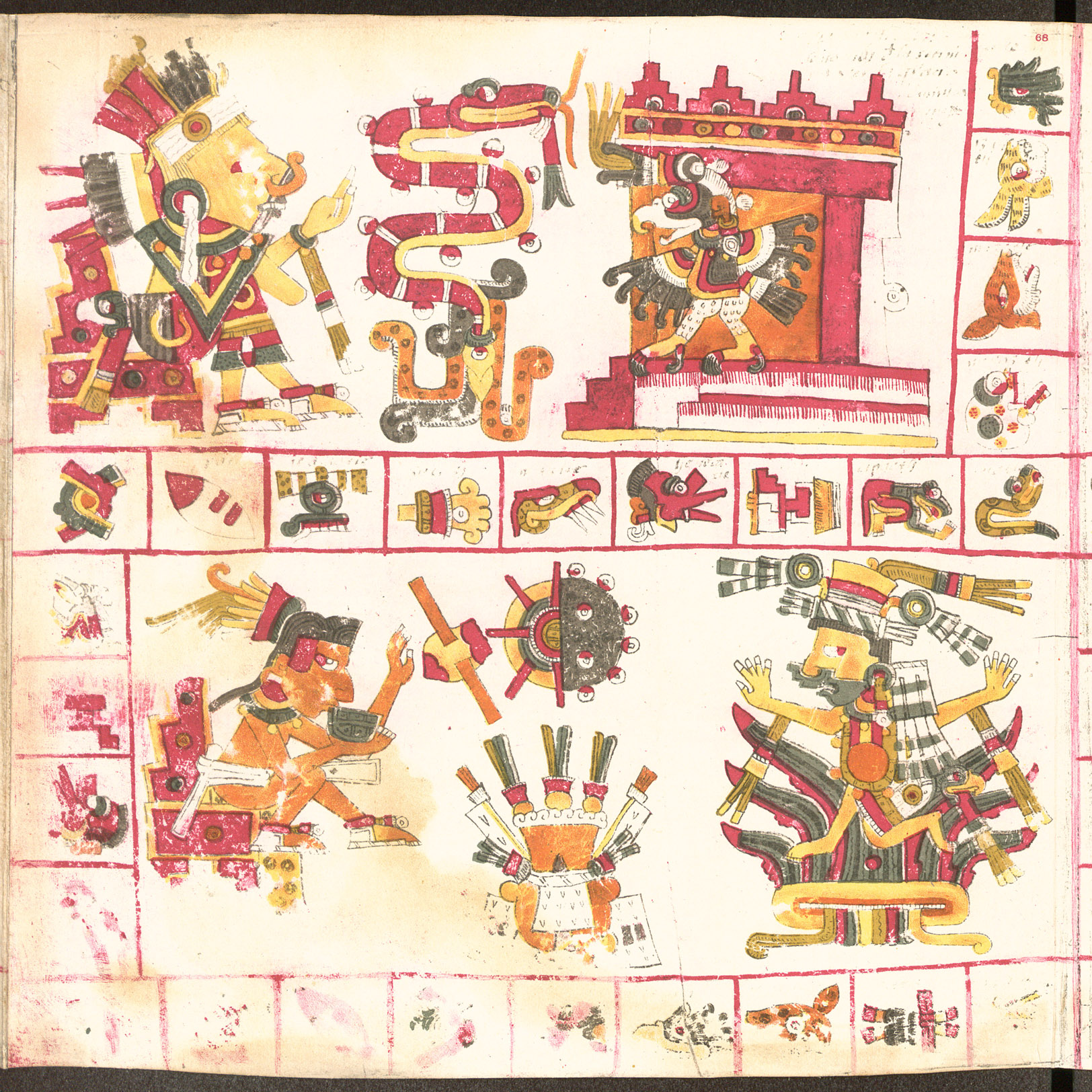
Página 68
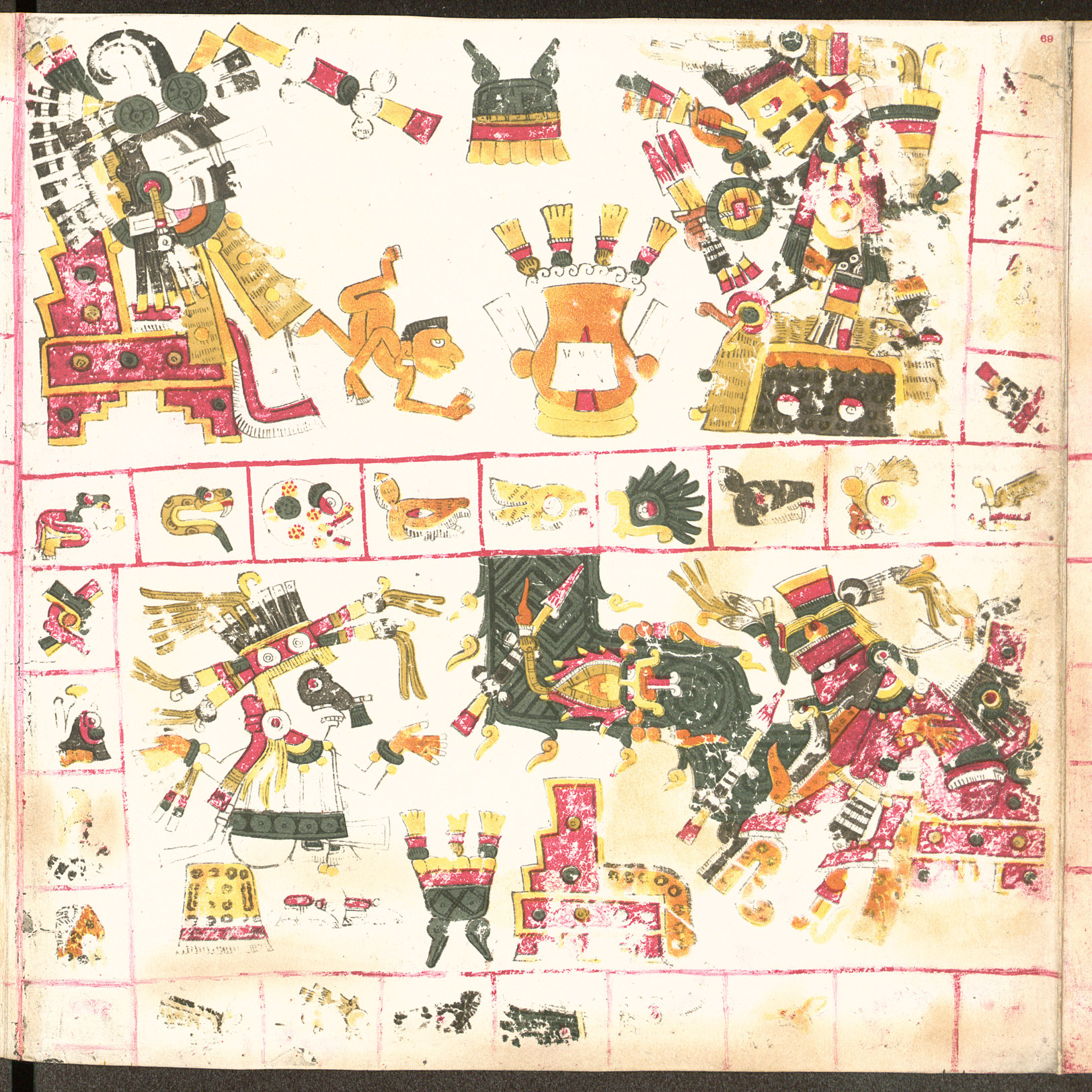
Página 69
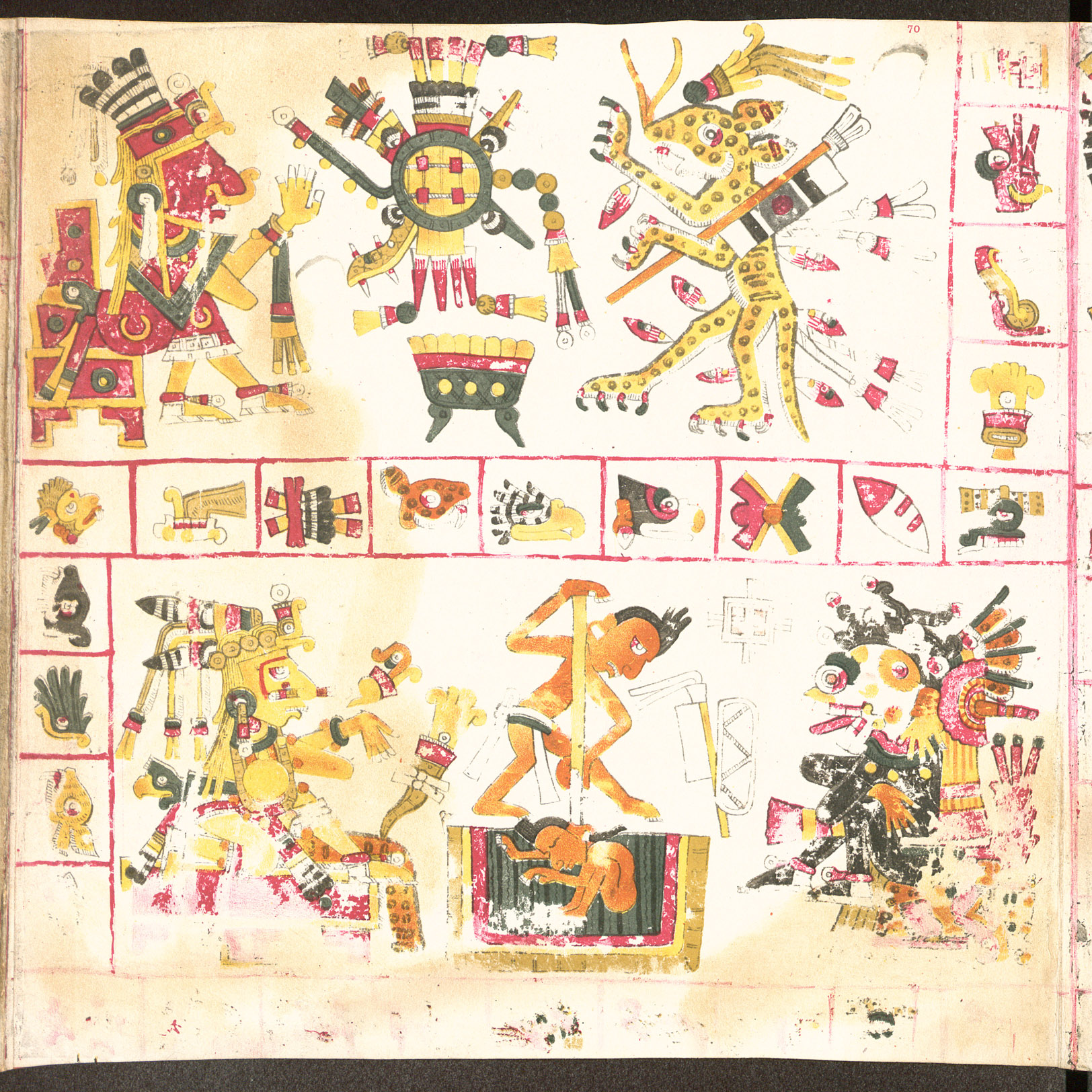
Página 70
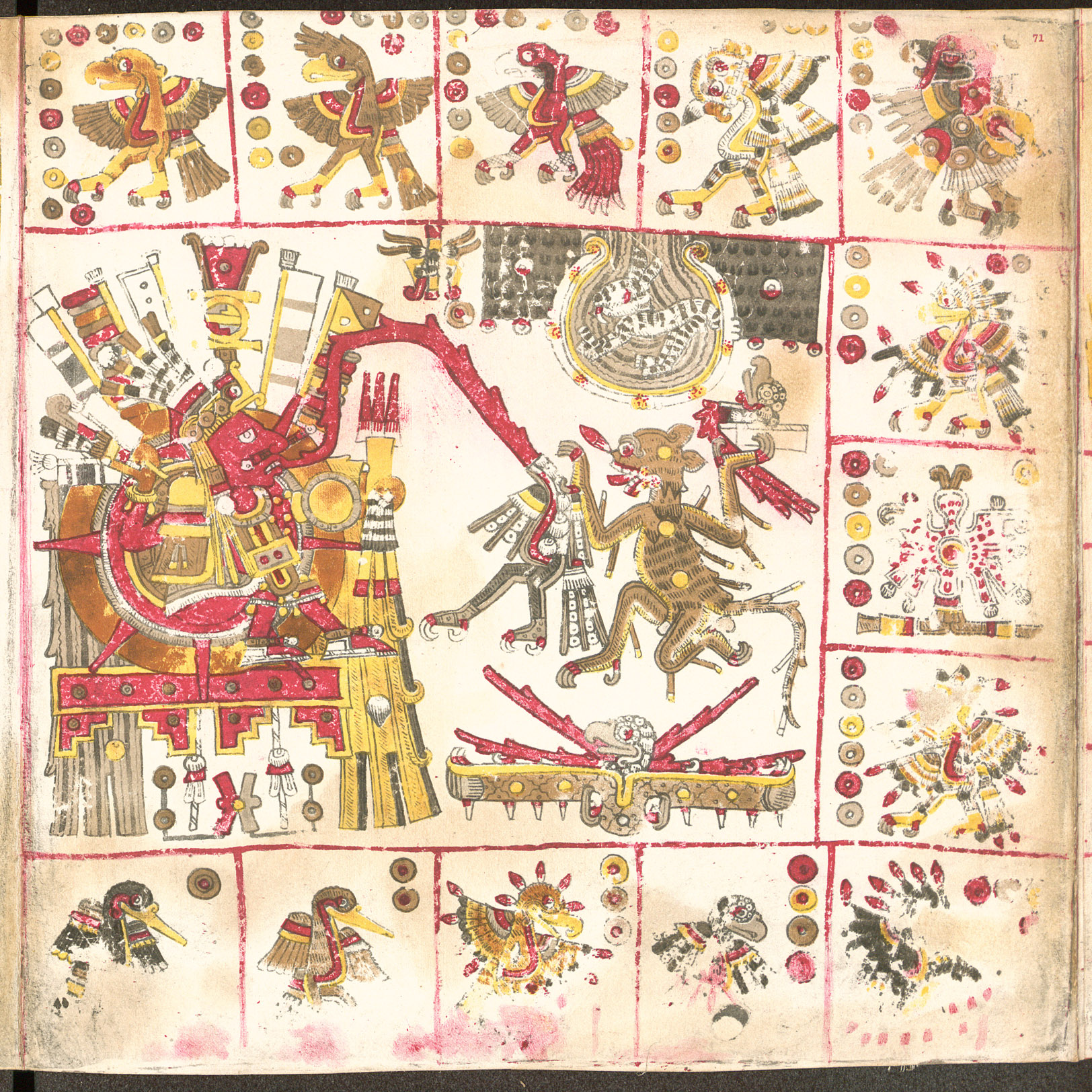
Página 71

### Sección 25: Los 20 días relacionados con los cuatro rumbos y el centro (72)
Este almanaque divide los signos de los 20 días en cuartos asociados con partes del cuerpo de deidades y serpientes.

Sección 25 del Códice Borgia
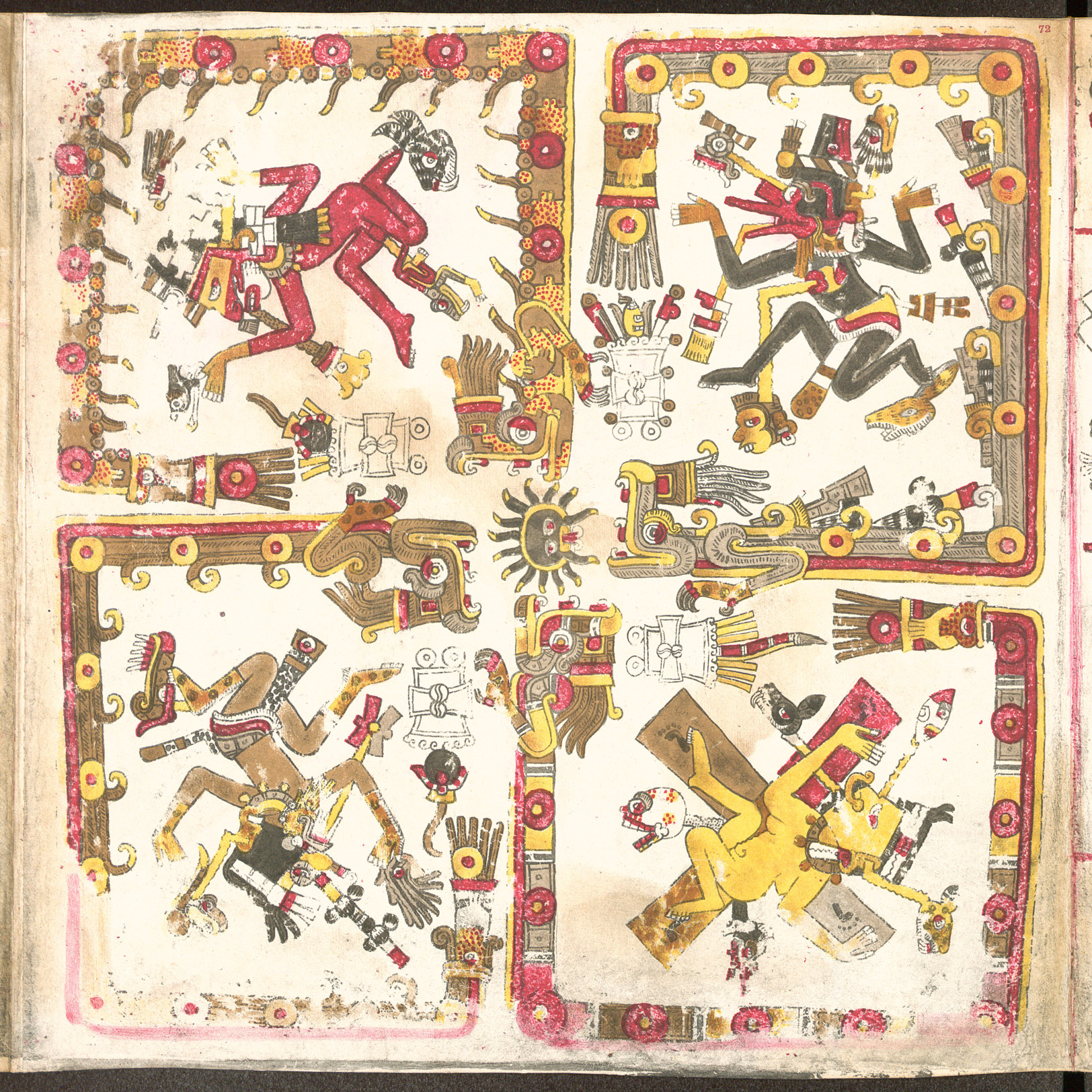

### Sección 26: 20 signos de días relacionados con Quetzalcoatl y Mictlantecuhtli (73)
Similar a la sección 20, pero dividida en cuartos en lugar de dos mitades.

Sección 26 del Códice Borgia
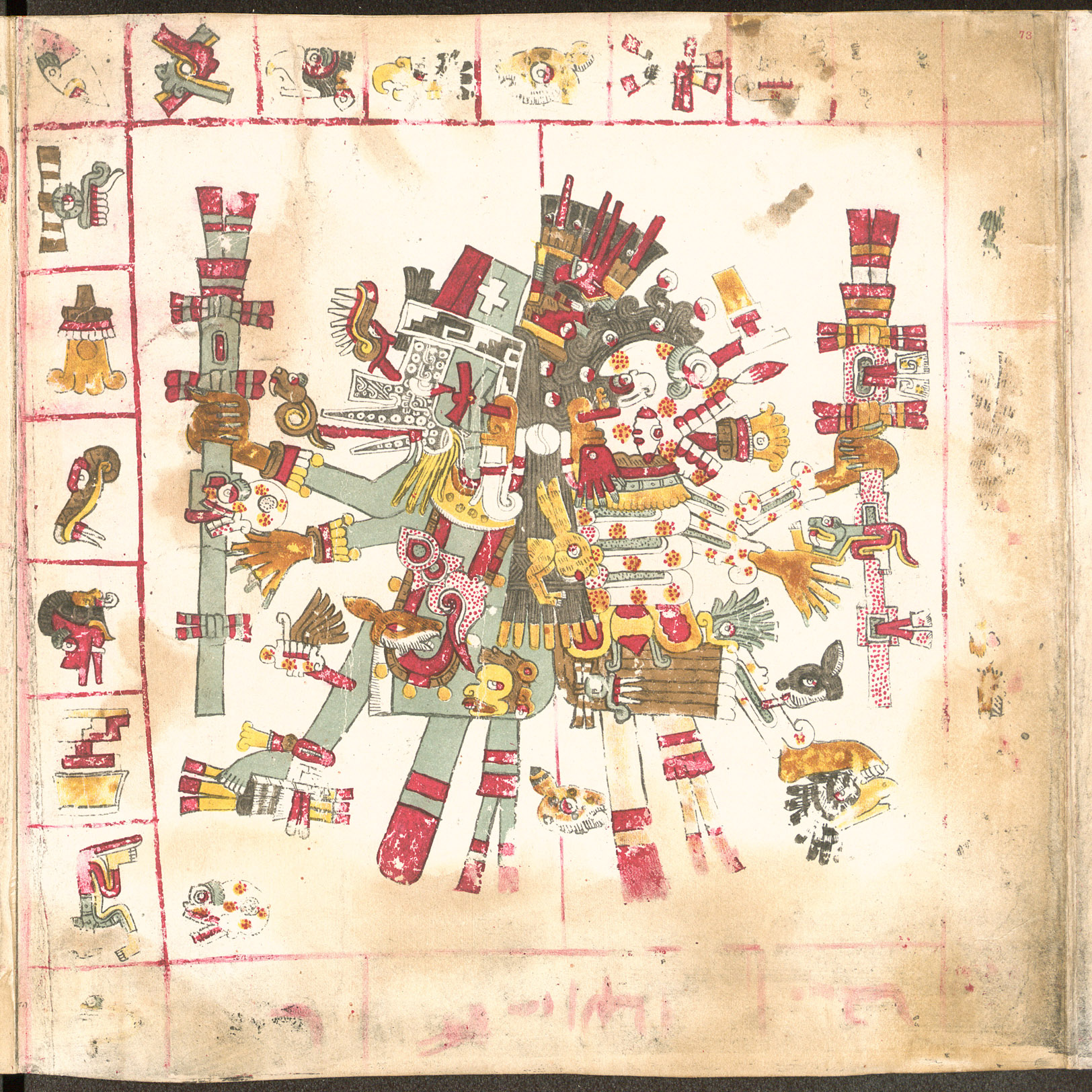

### Sección 27: 20 signos de días referidos a hombres y mujeres (74)
Este almanaque presenta una Cihuapilli y un Macuiltonaleque, cada uno asociado con los signos de días.

Sección 27 del Códice Borgia
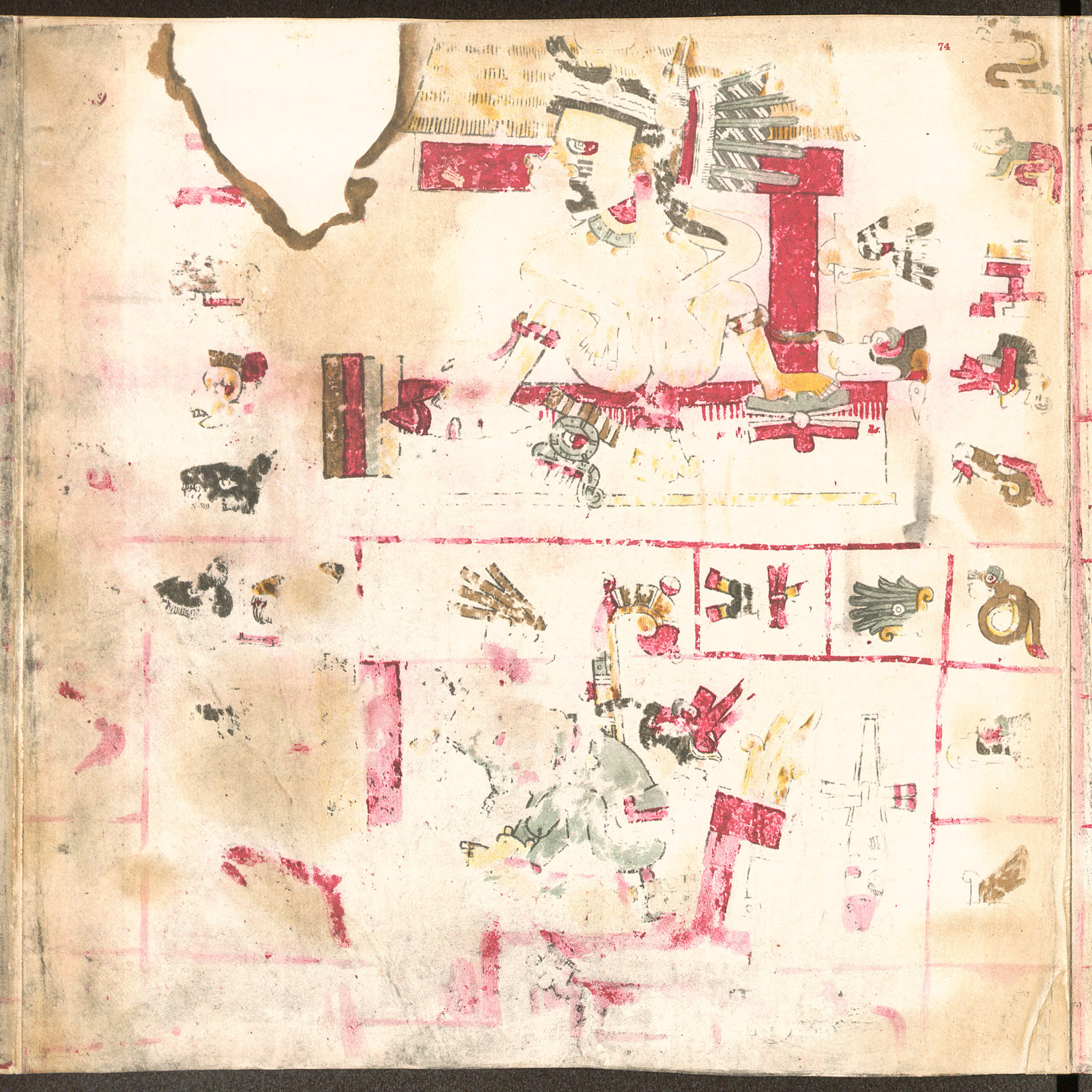

### Sección 28: Dioses de las medias trecenas (75-76)
Este almanaque representa a las deidades gobernantes de períodos de media trecena, entronizadas, recibiendo culto y con imágenes mánticas asociadas.

Sección 28 del Códice Borgia
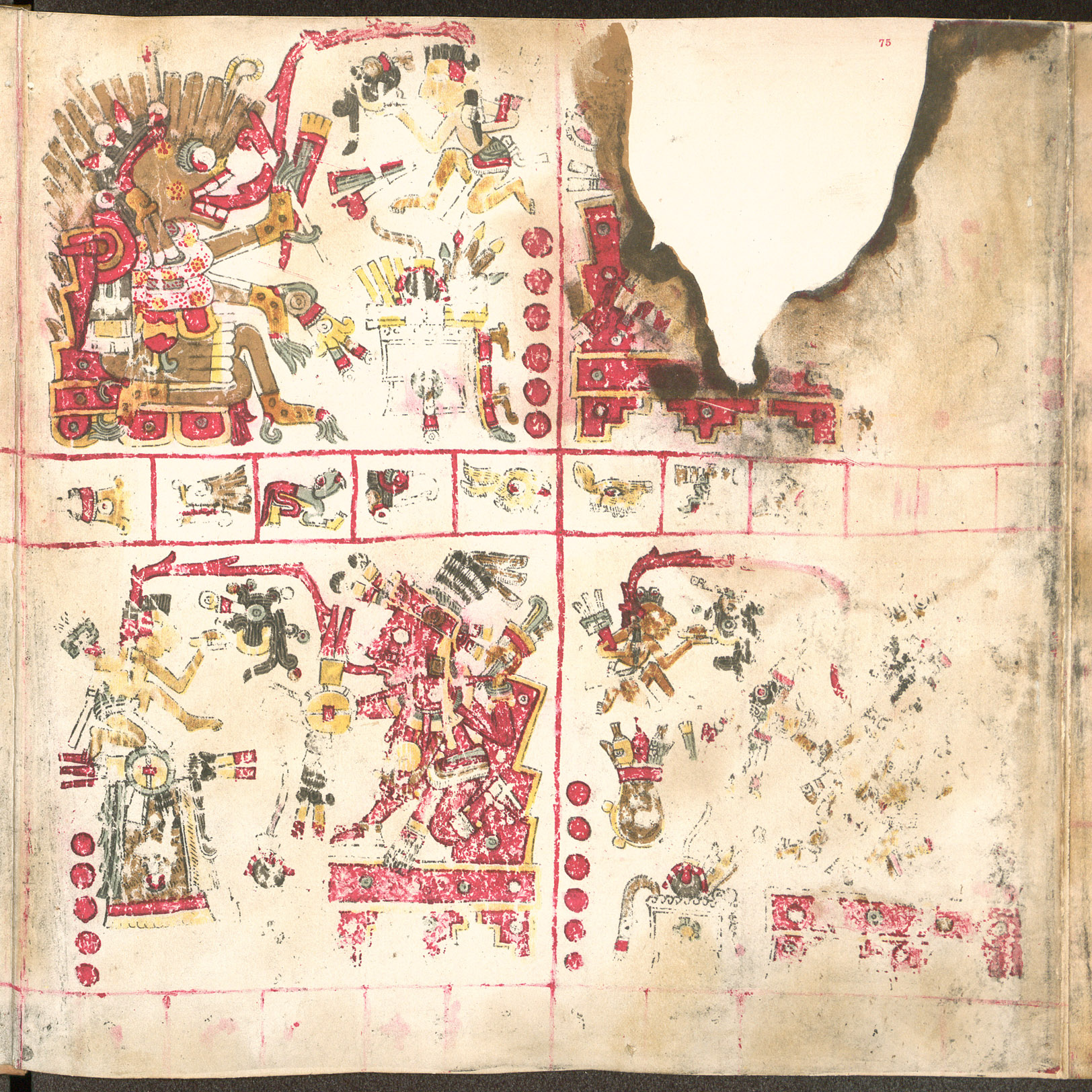
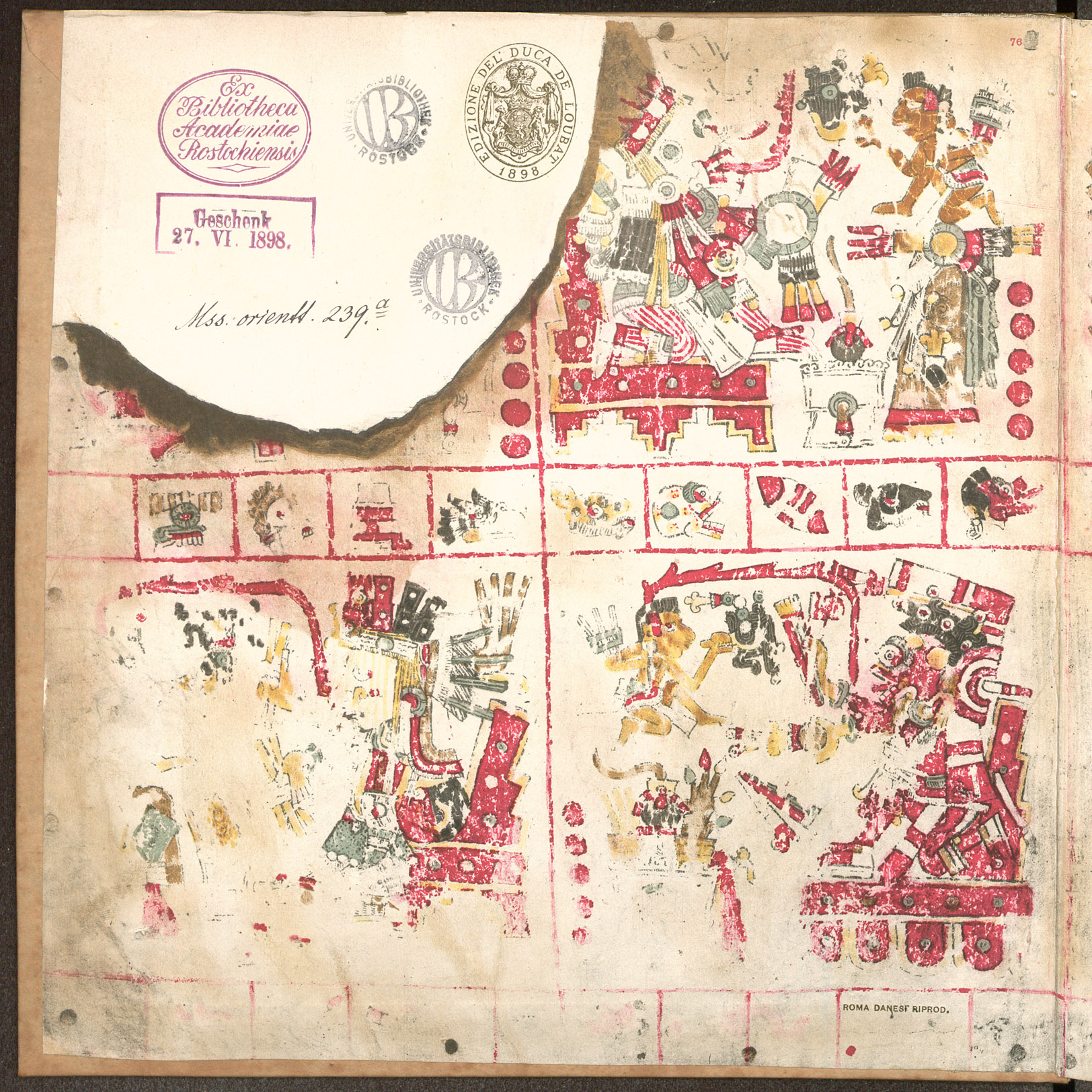